# Naples
Pour les articles homonymes, voir Naples (homonymie) et Napoli.
Naples (en italien : Napoli /ˈnapoli/ ; en napolitain : Napule /ˈnɑːpələ/) est le chef-lieu de la région de Campanie et la troisième ville d'Italie par sa population, derrière Rome et Milan, avec 908 082 habitants en 2025. Sa ville métropolitaine est la troisième province d'Italie avec 3 115 320 habitants, et sa banlieue s'étend au-delà de ses limites administratives sur près de 30 km. La ville joue également un rôle clef dans la diplomatie internationale puisqu'elle abrite le siège d'un commandement interalliés et interarmées de l'OTAN, ainsi que l'Assemblée parlementaire de la Méditerranée (PAM).
L'histoire de Naples s'étend sur plus de vingt-huit siècles, ce qui en fait l'une des plus anciennes villes continuellement habitées au monde. Sous le nom de Parthénope (en grec ancien : Παρθενόπη / Parthenópē), elle fut fondée au VIIIe siècle av. J.-C. sur la colline de Pizzofalcone par des Grecs de la cité voisine de Cumes. Deux siècles plus tard, elle est refondée sous le nom de Neápolis et s'étend rapidement jusqu'à devenir l'un des principaux centres commerciaux, culturels, philosophiques et politiques de la Grande-Grèce également très respecté des Romains, sous lesquels elle demeure un grand centre culturel et joue un rôle essentiel dans le développement conjoint de la civilisation gréco-romaine.
Après avoir été brièvement dépendante de l'Empire byzantin, elle devient autonome au sein du duché de Naples (661–1139). Dès le XIIIe siècle et pour ensuite plus de six cent ans, elle devient successivement la capitale du royaume de Naples (1282–1816) puis du royaume des Deux-Siciles. Elle reste alors un des principaux centres de développement économiques et technologiques d'Europe jusqu'à son annexion au royaume d'Italie en 1860, date à laquelle elle entame un relatif déclin socio-économique. De 1925 à 1936, son centre historique est en grande partie réhabilité sous le régime fasciste avant de subir d'intenses bombardements dans les derniers mois de la Seconde Guerre mondiale au cours de l'invasion alliée de la péninsule italienne.
Depuis la seconde moitié du XXe siècle, elle renoue avec une croissance économique soutenue dont les symboles sont la construction du Centro direzionale de Naples (quartier d'affaires), l'amélioration de son réseau de transports en commun (métro de Naples) et son raccordement au réseau ferroviaire à grande vitesse, Treno Alta Velocità, qui la relie notamment à Rome et à Salerne. Elle dispose du troisième PIB urbain d'Italie derrière Milan et Rome. Enfin, le port de Naples est l'un des plus importants de l'Europe méditerranéenne.
Au cours des siècles, Naples a aussi été l'un des grands centres universitaires internationaux. L'université de Naples « Frédéric-II » est la plus ancienne université laïque du monde et la sixième plus ancienne en général. Elle compte également l'université de Naples « L'Orientale », un des plus anciens instituts de langues orientales, ainsi que l'École militaire Nunziatella, l'une des plus anciennes du monde et non moins des plus renommées. Elle est aussi traditionnellement un haut-lieu de la musique (avec l'École napolitaine de musique, à l'origine de l'Opéra bouffe, ou la chanson napolitaine), de l'art et de l'architecture (le baroque napolitain, qui brille de tous ses éclats à travers l'œuvre du Caravage au XVIIe siècle, l'École du Pausilippe, le Liberty napolitain, le Théâtre napolitain et la Manufacture de Capodimonte), de l'humanisme et des Lumières, ou encore la cuisine napolitaine (avec les pâtes et surtout la pizza napolitaine comme icône, Naples étant la ville italienne la plus étoilée au Guide Michelin). En 2024, le site TasteAtlas la classe à la deuxième place mondiale des villes possédant la meilleure gastronomie. Son club sportif le plus célèbre, la SSC Napoli, quadruple championne d'Italie (dernier sacre en 2025), évolue en Serie A et dispute ses matchs à domicile au stade Diego-Armando-Maradona, dans le quartier de Fuorigrotta à l'ouest du centre-ville.
La ville est aussi célèbre pour son patrimoine et ses monuments. Le centre historique de Naples (avec ses fontaines, vestiges antiques, palais et plus de mille églises) est ainsi le deuxième plus grand centre-ville inscrit au patrimoine mondial de l'UNESCO après Bordeaux tandis que le parc national du Vésuve et le Miglio d'oro ont été reconnus réserve mondiale de biosphère. De plus, Naples est connue pour son cadre naturel somptueux articulé autour du golfe de Naples (Pausilippe, Champs Phlégréens, Nisida, Vésuve, etc.).
Enfin, elle abrite la Villa Rosebery (l'une des trois résidences officielles du président de la République italienne), ainsi qu'un vaste patrimoine archéologique avec notamment la Naples souterraine ou, à proximité, les ruines romaines de Pompéi et d'Herculanum.

## Géographie

### Localisation

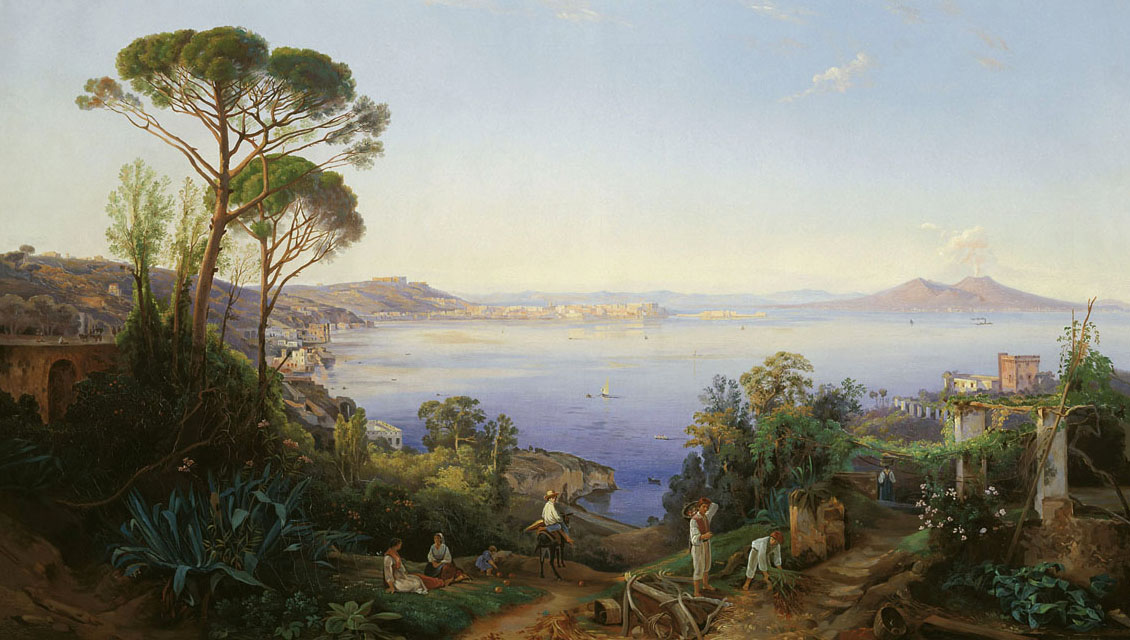
Représentation de la baie de Naples depuis la colline du Pausilippe, source d'inspiration fréquente chez les Romantiques.

Naples se trouve sur la baie homonyme, sur la côte occidentale du sud de l'Italie ; son centre historique s'élève à 17 m d'altitude et son point culminant à 450 m. Les fleuves côtiers qui traversaient autrefois la ville ont été entièrement recouverts par l'urbanisation. L'agglomération s'étend à mi-chemin entre deux systèmes volcaniques, le Vésuve et les Champs Phlégréens (Campi Flegrei), considérés comme un supervolcan. La ville est le point de départ de nombreux ferries pour les îles voisines de Procida, Capri et Ischia (îles Phlégréennes). En longeant la côte vers le sud-est, en direction de la péninsule de Sorrente et de la côte amalfitaine, on atteint les ruines romaines de Pompéi, Herculanum, Oplontis et Stabies, comme figées dans le temps par les dépôts de cendres engendrés par l'éruption du Vésuve en 79. Sur la côte en direction de l'ouest se trouvent les villes balnéaires de Pouzzoles et de Baïes, qui faisaient partie du complexe portuaire de Portus Julius au temps des Romains.
Le territoire de Naples est composé de nombreuses collines (Vomero - 250 m, Capodimonte - 150 m, Pausilippe - 78 m, Camaldoli, la plus haute, atteignant 452 m) surplombant de près la mer Tyrrhénienne.

### Risques naturels
À mi-chemin entre deux volcans (Vésuve à l'est et champs Phlégréens à l'ouest), Naples est soumise au risque volcanique. Les 4 millions d'habitants de l'agglomération seraient en danger en cas d'éruption explosive du Vésuve accompagnée de nuées ardentes et de coulées de lave pyroclastique (du même type qu'à Pompéi). En 1984, 40 000 personnes ont dû être évacuées à la suite d'une alerte sur les champs Phlégréens. Afin d'anticiper les risques d'une éruption volcanique, des plans d'évacuation de la ville sont à l'étude, tandis que le volcan et sa chambre magmatique sont soumis à une surveillance scientifique permanente et minutieuse. En cas d'alerte d'éruption imminente, l'immense population de l'agglomération napolitaine aurait au minimum besoin de 4 à 5 jours pour évacuer Naples et ses environs à plus de 30 km du Vésuve.
Naples est aussi soumise au risque sismique, comme en témoignent les destructions causées par le séisme de 1930 et le séisme de 1980 dont les épicentres se situaient dans l'Irpinia.

### Climat

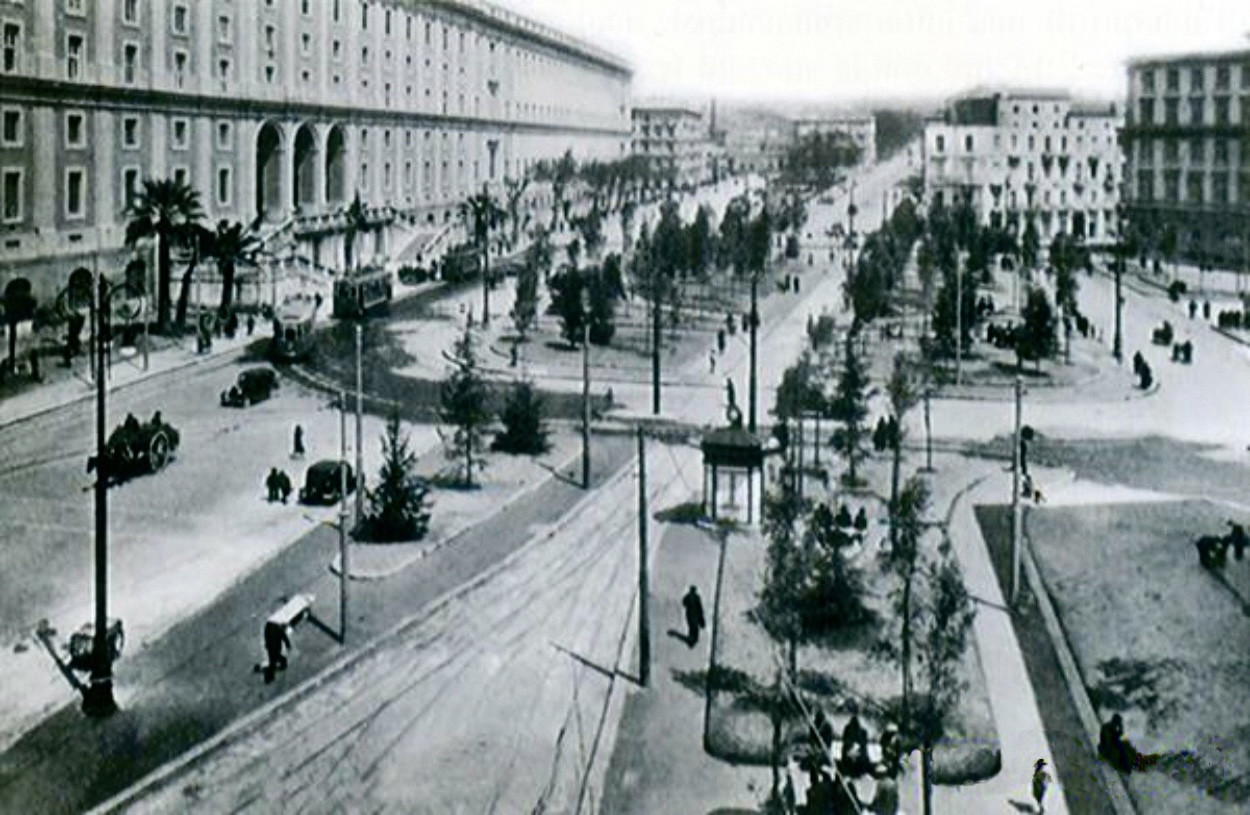
Photographie de la piazza Carlo-III enneigée dans les années 1930.

Naples bénéficie d'un climat méditerranéen (Csa selon la classification de Köppen) avec des étés chauds et secs et des hivers doux et pluvieux, mais toujours rafraîchis par la brise marine. La douceur et la fertilité du climat local ont fait du golfe de Naples une destination de villégiature privilégiée dès l'Antiquité, fréquentée notamment par les empereurs romains Tibère et Claude. Le reste de l'année est marqué par des épisodes pluvieux généralement courts mais qui peuvent occasionnellement être violents, comme le 15 septembre 2001 (plus de 80 mm) et le 21 juin 2009 (7 cm en 40 minutes). Le mois le plus pluvieux est novembre, le plus sec est juillet. Le soleil brille en moyenne 250 jours par an. La conformation morphologique particulière du territoire de la ville est cependant de nature à garantir que la ville dispose de différents microclimats, avec la possibilité de rencontrer des variations climatiques même importantes en se déplaçant de quelques kilomètres. À titre d'exemple, la neige est un phénomène rare dans la ville proprement dite mais beaucoup plus fréquent sur les pentes du Vésuve.
Les valeurs extrêmes thermiques relevés à la station météorologique de Naples-Capodichino de 1946 à 2025 ont été de −5,7 °C le 8 janvier 2017 et 40,0 °C le 4 août 1981. L'amplitude thermique moyenne au cours d'une journée ensoleillée est généralement faible, autour de 6-8 °C. L'humidité est statistiquement élevée toute l'année, en particulier durant les mois d'automne et d'hiver, lorsque les précipitations sont plus fréquentes. Le brouillard est un phénomène assez rare en ville, mais peut parfois se former aux premières heures de la matinée, surtout dans les zones périphériques et les plaines environnantes.
Les chutes de neige sont très rares à Naples, mais certains épisodes historiques restent gravés dans la mémoire collective. La journée du 13 février 1956 est considérée comme l'une des plus enneigées du XXe siècle, avec des accumulations au sol jusqu'au centre-ville.
| Mois                              | jan.  | fév.  | mars  | avril | mai   | juin  | jui. | août  | sep.  | oct. | nov.  | déc.  | année   |
| --------------------------------- | ----- | ----- | ----- | ----- | ----- | ----- | ---- | ----- | ----- | ---- | ----- | ----- | ------- |
| Température minimale moyenne (°C) | 5,3   | 5,6   | 7,6   | 10,3  | 14,2  | 18,3  | 20,7 | 21,1  | 17,6  | 13,9 | 10    | 6,6   | 12,6    |
| Température moyenne (°C)          | 8,8   | 9,4   | 11,5  | 14,3  | 18,4  | 22,2  | 23,7 | 24,7  | 21,4  | 18   | 13,4  | 9,8   | 17,1    |
| Température maximale moyenne (°C) | 13,4  | 14    | 16,5  | 19,3  | 23,7  | 28    | 30,7 | 31,3  | 27,1  | 23,1 | 18,3  | 14,5  | 21,6    |
| Ensoleillement (h)                | 116,2 | 143,7 | 170,9 | 186,6 | 220,8 | 270,2 | 299  | 304,2 | 218,1 | 194  | 125,3 | 106,9 | 2 355,9 |
| Précipitations (mm)               | 126,6 | 64,2  | 80,8  | 73,6  | 44,4  | 29,2  | 26,3 | 20,7  | 77,7  | 84,8 | 146,3 | 99,1  | 873,8   |

| Diagramme climatique                                  |           |             |              |              |            |              |              |              |              |             |             |
| J                                                     | F         | M           | A            | M            | J          | J            | A            | S            | O            | N           | D           |
| 13,45,3126,6                                          | 145,664,2 | 16,57,680,8 | 19,310,373,6 | 23,714,244,4 | 2818,329,2 | 30,720,726,3 | 31,321,120,7 | 27,117,677,7 | 23,113,984,8 | 18,310146,3 | 14,56,699,1 |
| Moyennes : • Temp. maxi et mini °C • Précipitation mm |           |             |              |              |            |              |              |              |              |             |             |

### Morphologie urbaine

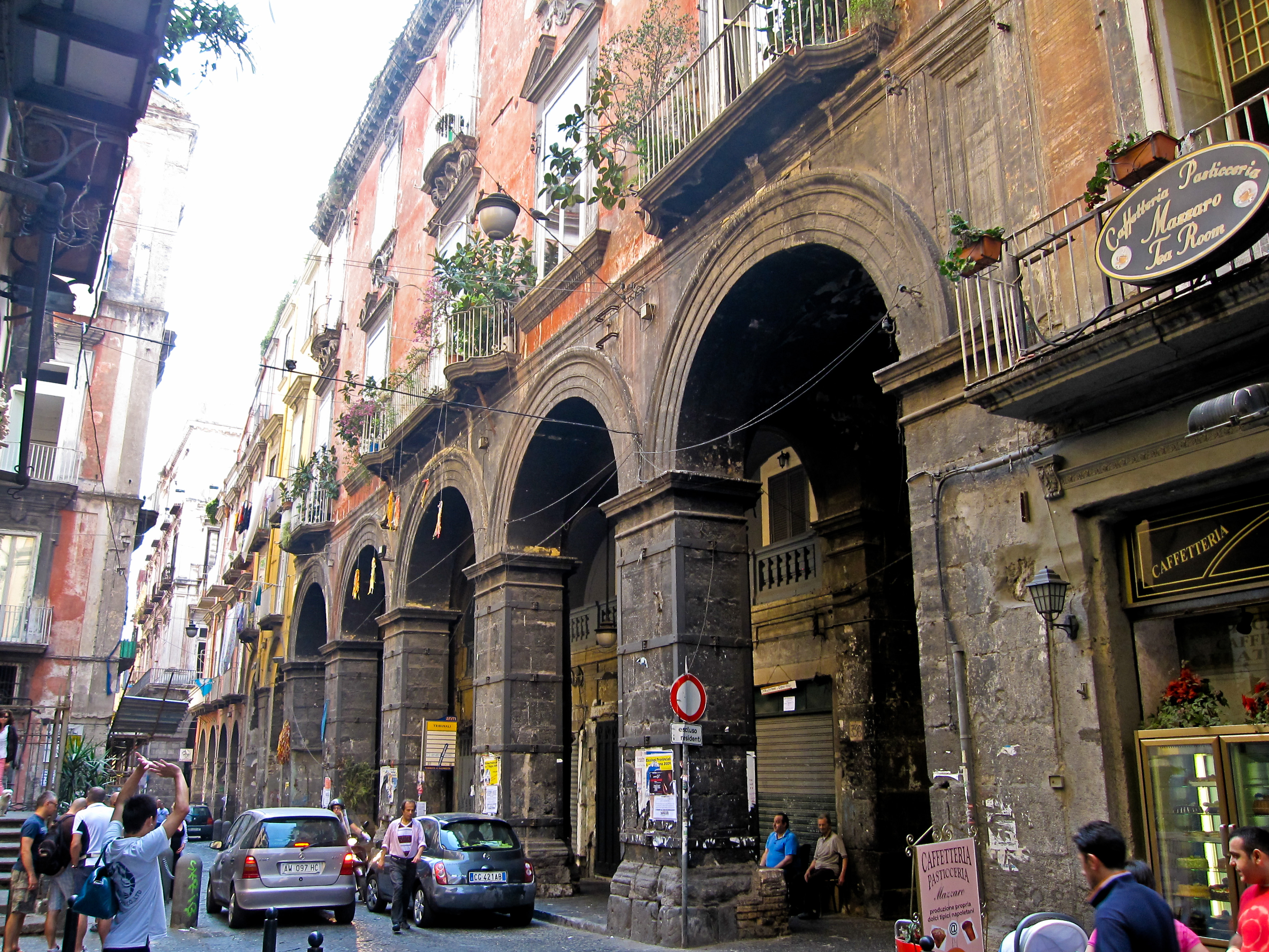
Portiques du palais de Philippe d'Anjou sur la via dei Tribunali.

L'arrière-pays se compose d'une multitude de villes et faubourgs plus ou moins organisés autour des grands axes routiers et ferroviaires, qui sont parmi les plus denses du pays. Sur la plaine de Caserte se concentrent les principales industries et activités économiques de la région. De nombreuses cités y ont vu le jour, s'y concentre une certaine misère sociale.
À l'ouest de la ville se développent les beaux quartiers de Posillipo bordant la mer avec le fameux quai Francesco-Caracciolo, le Borgo Santa Lucia et le Castel dell'Ovo offrant une vue panoramique sur toute la baie. À l'est de la ville s'est développé le nouveau quartier d'affaires de Naples, le Centro direzionale, situé entre la gare centrale et le périphérique nord.
Héritage de son ancien tracé romain, le centre historique de Naples se caractérise toujours par la présence de trois axes majeurs, les decumani : Spaccanapoli (decumano inferiore), la via dei Tribunali (decumano maggiore) et la via dell'Anticaglia (decumano superiore). Les dénivelés parfois abrupts du centre ancien ont nécessité la création d'un grand nombre d'escaliers.

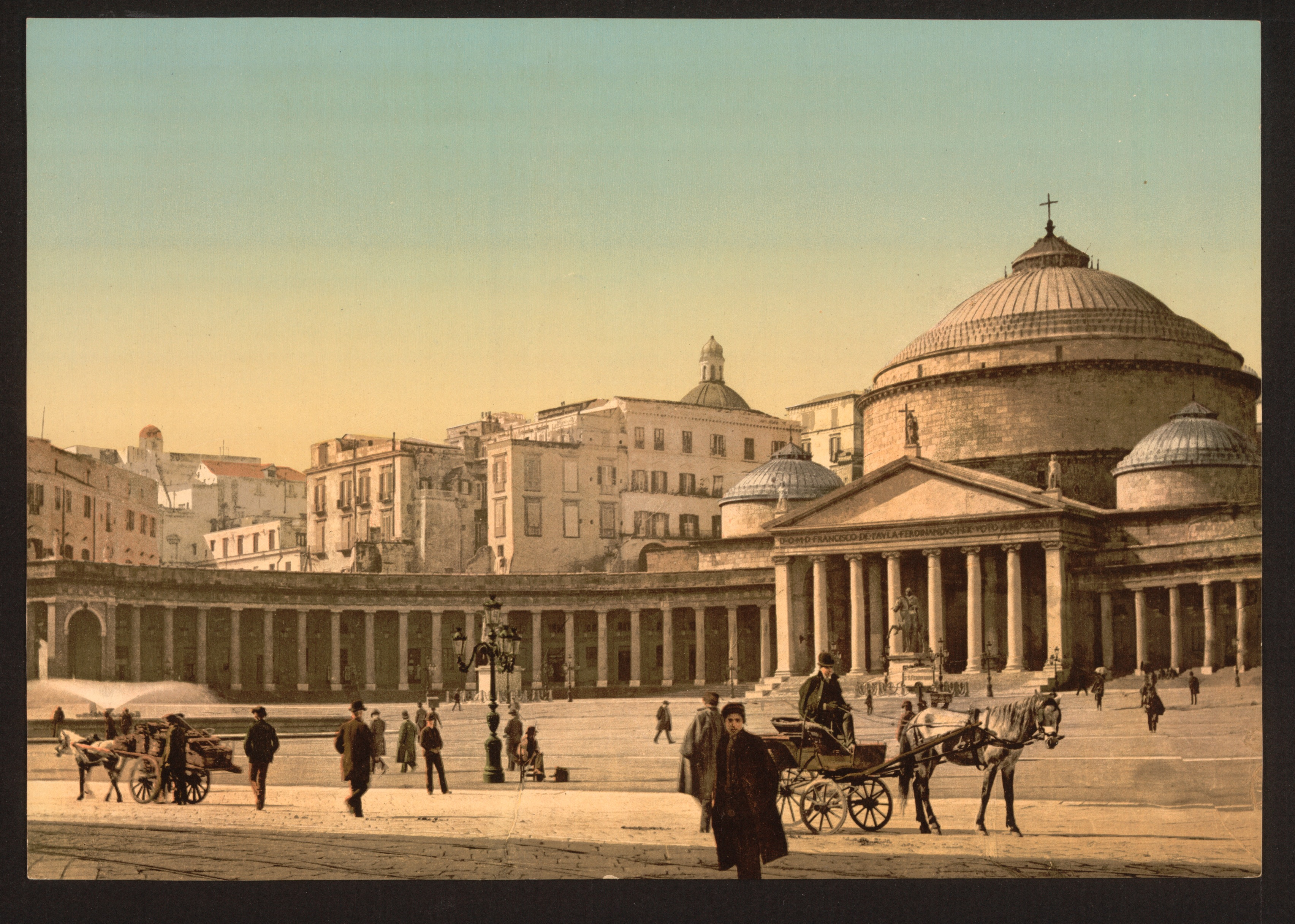
La piazza del Plebiscito sur une photographie de la fin du XIXe siècle.

Jusqu'au XVIe siècle, il est formellement interdit à Naples de s'étendre au-delà de ses remparts. Le vice-roi Pedro Alvarez de Tolède, qui souhaite s'approprier de nouveaux espaces urbains, ordonne le traçage de la via Toledo en 1536. Entièrement restituée aux piétons depuis 2004, cette longue avenue commerçante relie la piazza Dante à la piazza del Plebiscito, cernée par deux monuments majeurs : le palais royal et la basilique San Francesco di Paola.
Le front de mer napolitain porte le nom de via Caracciolo, en l'honneur de l'amiral Francesco Caracciolo, pendu par Horatio Nelson à bord de son navire (le Minerva) dans le golfe de Naples pour avoir soutenu le régime républicain. L'avenue en elle-même est relativement récente, puisqu'elle est construite à la fin du XIXe siècle à l'emplacement de la plage qui séparait la Villa Reale (devenue Villa Comunale après l'unification italienne) de la Riviera di Chiaia. Elle est intégralement piétonnisée en 2012.

### Voies de communication et transports

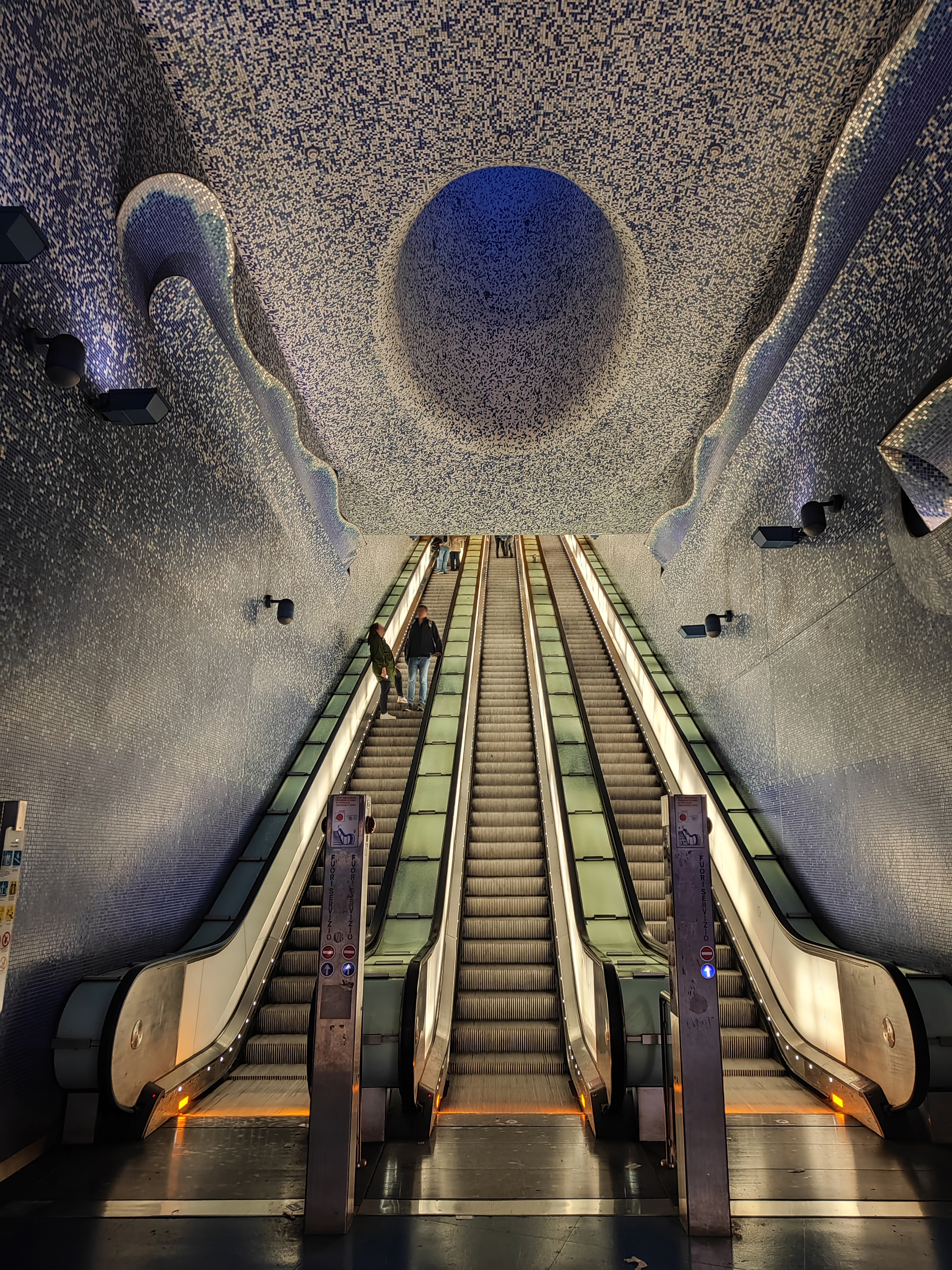
Escalator de la station Toledo du métro de Naples, souvent citée comme l'une des plus belles stations de métro au monde.

Selon une enquête, les Napolitains passent en moyenne 77 minutes par jour dans les transports en commun. 19 % des usagers des transports urbains voyagent plus de 2 heures par jour. Le temps moyen d'attente à un arrêt ou une station est de 27 minutes, tandis que 56 % des usagers attendent généralement plus de 20 minutes chaque jour. La distance moyenne que les gens parcourent habituellement en un seul trajet de transports en commun est de 7,1 km, et seuls 11 % d'entre eux dépassent 12 km.

#### Infrastructures routières
Naples est un des nœuds routiers les plus importants d'Italie. L'autoroute A1, véritable colonne vertébrale du pays, relie Milan à Naples et est prolongée vers le sud par l'A3 jusqu'à Salerne où elle bifurque avec l'autoroute de la Méditerranée jusqu'à la pointe sud de l'Italie et l'A16 en direction de Canosa à l'est. Cette dernière est surnommée « autostrada dei Due Mari » (autoroute des Deux Mers) car elle sert de liaison entre les côtes tyrrhénienne et adriatique.
La tangenziale di Napoli (autoroute A56), empruntée quotidiennement par 270 000 passages, dessert l'intérieur de la ville dont elle franchit les collines au moyen de nombreux tunnels. La ville est ceinturée par plusieurs rocades, qui ne suffisent pas à décongestionner le trafic du centre. La circulation en ville en dehors des grandes artères est difficile et mal organisée. La ville étant notoirement connue pour ses rues étroites (la municipalité de Naples fut la première ville au monde à mettre en œuvre des rues piétonnes à sens unique), les automobilistes traversant le centre-ville sont incités à utiliser des véhicules de dimensions restreintes à hayon voire des scooters.

#### Transports urbains
Les services de transports en commun de l'agglomération napolitaine sont assurés par Trenitalia, Circumvesuviana, Ferrovia Cumana et Metronapoli. Le vaste de transports publics napolitain comprend des tramways, des bus et des trolleybus, dont la plupart sont exploités par la société municipale Azienda Napoletana Mobilità (ANM). Certains services de banlieue sont exploités par AIR Campania.

##### Métro
Le métro de Naples (en italien : metropolitana di Napoli), inauguré en 1993, comprend en 2024 trois lignes desservant un total de 30 stations sur 36,4 km, mais est appelé à se développer au cours des prochaines années.
De nombreuses stations de métro sont réputées pour leur architecture décorative et leur qualité esthétique, enrichies depuis 1996 par le projet des Stazioni dell'Arte (stations artistiques). De fait, l'arrêt Toledo figure souvent aux premières places des classements des plus belles stations de métro du monde,.

##### Tramway
Le tramway de Naples, très ancien puisque remontant à 1875, comprend un réseau de trois lignes, pour un total de 11,8 km de voies. Il relie le port, la gare centrale et la banlieue est.

##### Funiculaires
Le Transport hectométrique de Naples est un système automatisé de transport en commun (exploité par ANM) se composant de trois ascenseurs en libre accès, quelques escaliers roulants extérieurs et de quatre funiculaires reliant la colline de Vomero au centre,, : funiculaire de Montesanto, funiculaire de Chiaia, funiculaire Centrale, et funiculaire de Mergellina.

#### Desserte ferroviaire

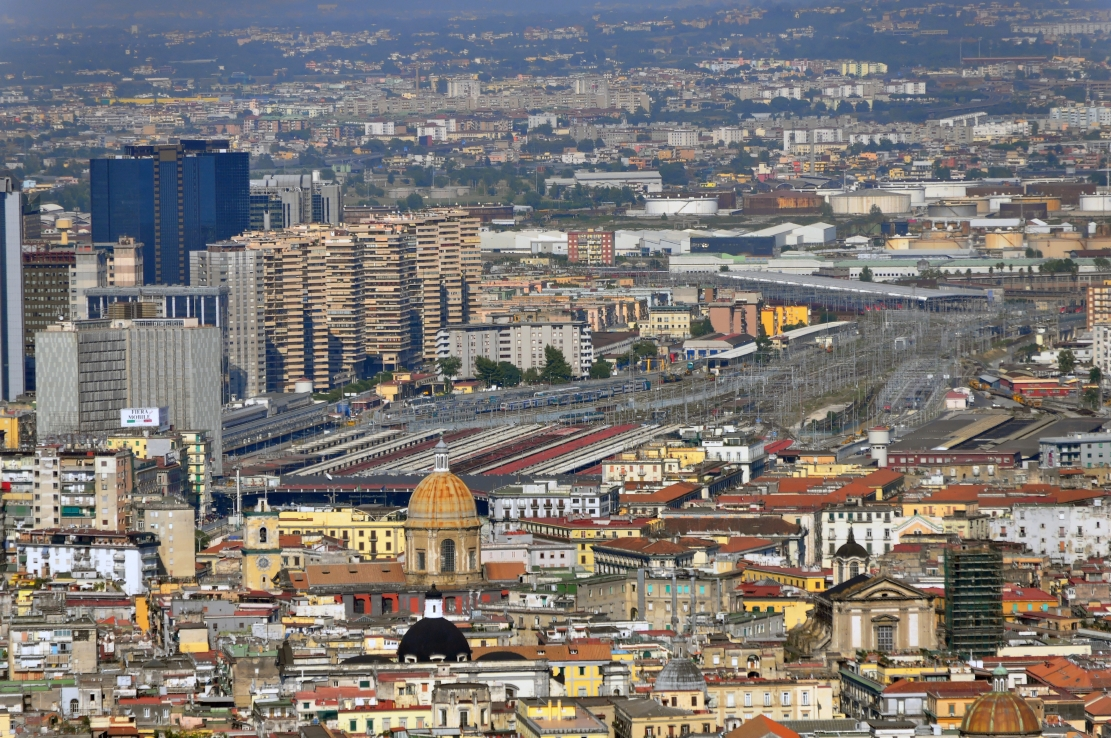
La gare de Napoli-Centrale derrière les toits du centre historique.

La principale gare du réseau ferroviaire de la ville et de tout le sud de l'Italie est Napoli-Centrale, sur la piazza Garibaldi ; les autres gares d'importance plus locale sont Napoli-Campi Flegrei, Napoli-Mergellina et surtout Napoli-Afragola, qui est desservie par les trains à grande vitesse ne s'encombrant pas de franchir la ville jusqu'à Napoli-Centrale. Les lignes à vitesse modérée les plus fréquentées en ville sont : Rome-Cassino-Naples, Rome-Formia-Naples, Naples-Salerne et Naples-Foggia (en cours de transformation en ligne à grande vitesse et en extension jusqu'à Bari). Des liaisons directes de « trains-bateaux » relient Naples aux différents ports siciliens chaque soir.
Le TGV italien (TAV), inauguré en 2007, a commencé par relier Naples à Salerne puis à Rome et Milan, plaçant cette dernière à 3 h 30 de voyage seulement et la capitale à moins d'une heure. La gare ferroviaire de Napoli-Centrale constitue un nœud d'échange vital pour l'ensemble du système ferroviaire national italien. Elle est la septième gare d'Italie en termes de flux de passagers, avec 150 000 usagers par jour. Elle est également la quatrième gare du pays par sa taille. En 2023, elle a été classée parmi les dix gares les plus performantes d'Europe selon l'European Railway Station Index. Située sur la piazza Garibaldi, la première gare fut construite en 1886 sur un projet de l'urbaniste Errico Alvino. La structure de l'édifice d'origine a toutefois été détruite après la Seconde Guerre mondiale afin de laisser place à un nouveau bâtiment voyageurs, reculé de 250 mètres par rapport au précédent, et conçu en 1954 par une équipe d'architectes et d'ingénieurs la direction de Pierluigi Nervi.
La gare de Napoli-Afragola, desservie par la LGV Rome-Naples, sert de pôle d'échange macrorégional pour l'ensemble des régions méridionales, du Latium à la Calabre. La voie ferrée de Naples, partiellement intégrée à la ligne 2 du réseau métropolitain, traverse la ville d'est en ouest. Ses principales stations sont Napoli-Campi Flegrei (à l'ouest), Napoli-Mergellina (au centre) et Napoli-Piazza Garibaldi (à l'est), avec plusieurs correspondances vers la ligne 1 du métro. La ville est couverte par un vaste réseau de tramways urbains de 1881 à 1961. À partir de 1929, le réseau intégra les lignes de Capodimonte, et fut complété par des tramways extra-urbains opérés par la Société Anonyme des Tramways Provinciaux (SATP), reliant Naples à Aversa-Giugliano, Albanova, Frattamaggiore et Caivano. D'autres lignes extra-urbaines, exploitées directement par l'entreprise municipale de transport, reliaient Naples à Portici et Torre del Greco, ainsi qu'à Bagnoli et Pouzzoles.

#### Desserte aérienne

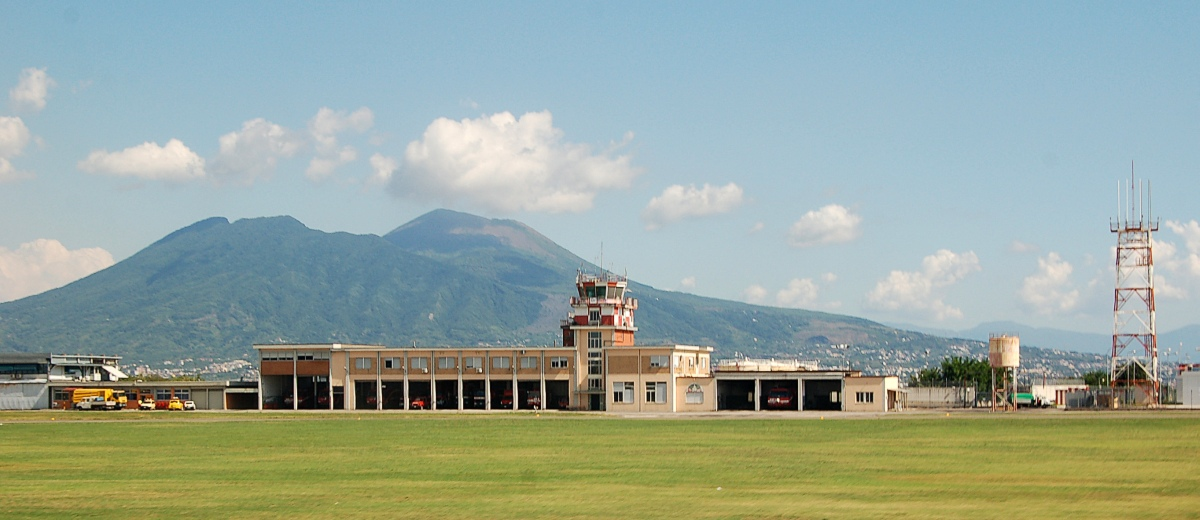
Aéroport international de Naples-Capodichino.

La région napolitaine est desservie par trois aéroports : l'aéroport international de Naples-Capodichino, l'aéroport de Salerne-Côte Amalfitaine, l'aéroport de Grazzanise (réservé à l'usage militaire).
L'aéroport de Naples-Capodichino est situé à 4,5 km au nord du centre-ville, dans le quartier de San Pietro a Patierno. Il est classé 4e aéroport national (derrière Rome-Fiumicino, Milan-Malpensa et Milan-Bergame) et premier d'Italie du Sud avec 12,5 millions de passagers en 2024. En 2018, il remporte le titre Fast and Furious, saluant la plus forte croissance européenne de l'année (de 6,77 à 8,57 millions de passagers entre 2016 et 2017, soit +26,6 %).
L'aéroport de Salerne-Côte Amalfitaine, inauguré le 11 juillet 2024, est situé à environ 70 km et a été conçu pour désengorger le développement du trafic aérien régional face à l'impossibilité d'agrandir l'aéroport de Capodichino. L'aéroport militaire de Grazzanise, exploité par l'armée de l'air italienne, n'accueille pas de trafic civil régulier mais constitue un atout stratégique pour la région.
Deux liaisons quotidiennes en train Frecciarossa relient directement la gare de Napoli-Centrale à l'aéroport de Rome-Fiumicino, avec des horaires adaptés aux vols intercontinentaux, notamment vers les États-Unis,.

#### Transport maritime

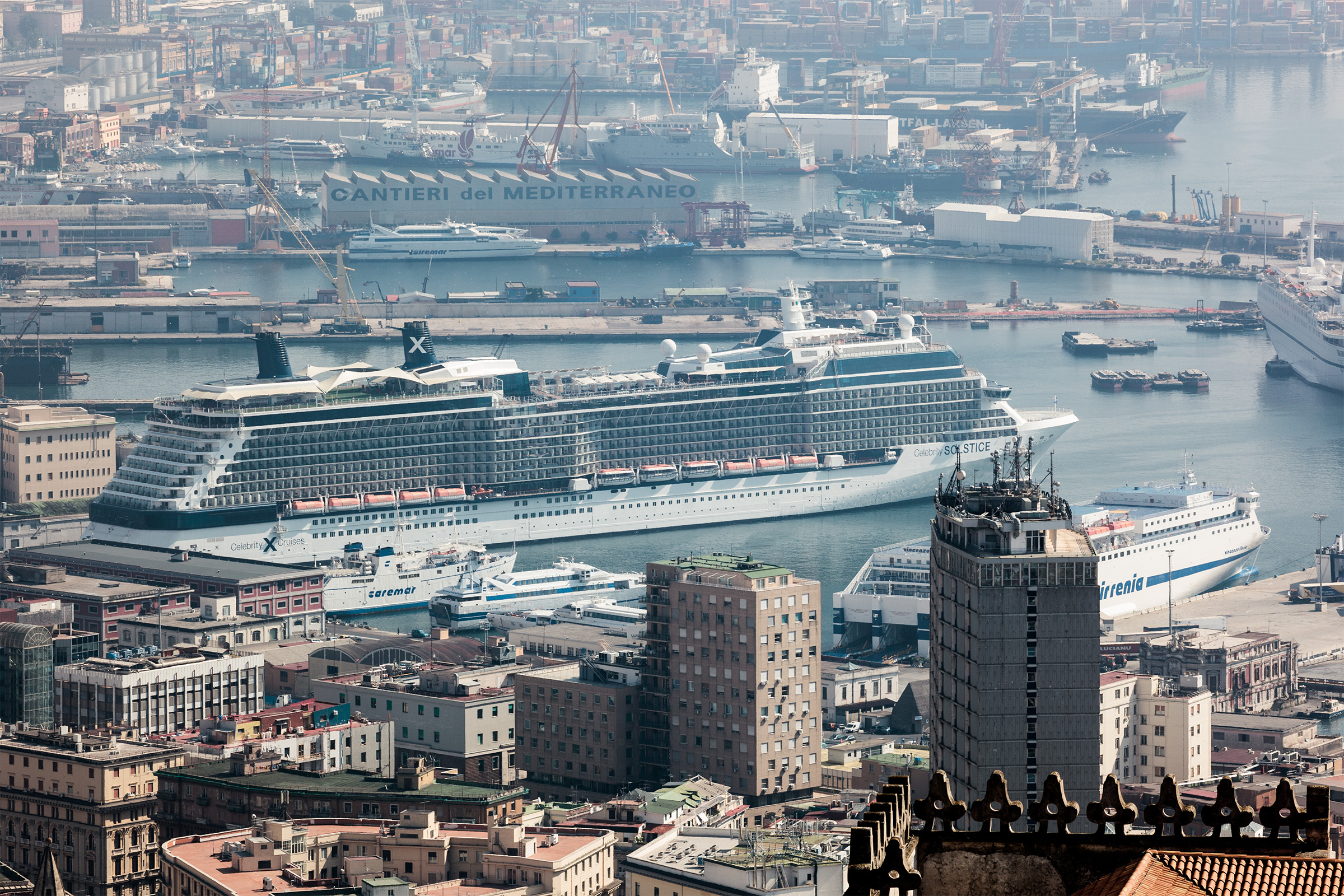
Port de Naples.

Le port de Naples, grand port méditerranéen actif depuis l'Antiquité, exerce des fonctions commerciales, touristiques et de liaison maritime, plus importantes pour le transit de passagers que de marchandises. Sa superficie globale dépasse les 200 000 m², tandis que la longueur cumulée de ses quais atteint environ 20 kilomètres. Les ports de Castellammare di Stabia (avec sa marina destinée à la plaisance), Bagnoli et Mergellina relèvent également de son autorité. Il est le point de départ de nombreux ferries et de bateaux de croisière à destination des îles environnantes (Capri, Ischia) et des ports régionaux de Sorrente, Salerne, Positano et Amalfi, mais également plus loin vers la Sicile, la Sardaigne, Ponza et les îles Éoliennes. Le trafic de marchandises est relativement faible en comparaison avec les autres ports d'Italie, mais reste actif et stratégique pour le sud du pays.
Avec 6 562 325 passagers et 1 306 151 croisiéristes en 2016 (chiffres qui tendent à croître, respectivement de 7 millions et 1,7 million en 2023), il s'agit de l'un des ports les plus importants tant au niveau européen que méditerranéen. La ville est également desservie par les ports de Pouzzoles et de Mergellina (avec connexions et fonctions touristiques). D'autres petits ports de plaisance, tels que ceux de Nisida, Posillipo, Molosiglio et Santa Lucia ont des fonctions exclusivement touristiques.
Un service régional de transport par hydroptère, la « Metropolitana del Mare », fonctionne chaque année de juillet à septembre, géré par un consortium d'armateurs et d'administrations locales.

## Toponymie
L'étymologie du nom « Naples » dérive du terme grec Neápolis (Νεάπολις), composé de néa (« nouvelle ») et pólis (« ville »), ce qui signifie donc « ville nouvelle ». Cette dénomination apparaît entre la fin du VIe siècle av. J.-C. et le début du Ve siècle av. J.-C., lorsque la cité fut refondée par des colons venus de Cumes, dans le cadre d'une série de migrations et de refondations typiques du phénomène de l'epoikía, c'est-à-dire l'installation de nouveaux groupes dans un contexte urbain préexistant. Ce processus reflétait une coutume assez répandue dans le monde grec, selon laquelle les communautés, à la suite de conflits ou de crises politiques, réorganisaient et revitalisaient les cités (en l'occurrence, la polis de Parthénope) et leur attribuaient le titre de « ville nouvelle » comme symbole de renouveau politique, économique et culturel.

## Histoire

### Antiquité gréco-romaine

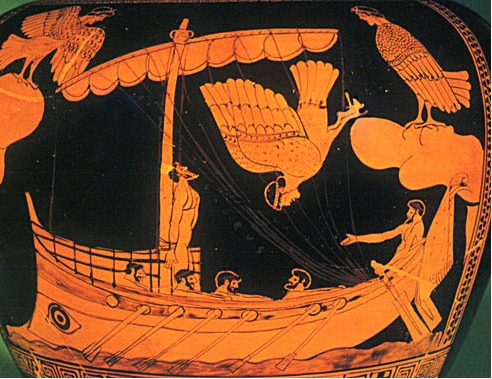
Illustration représentant la sirène Parthénope, qui a prêté son nom à Naples à ses toutes premières heures.

Le site de Naples est habité depuis la période néolithique. Au deuxième millénaire av. J.-C., un premier établissement mycénien s'est formé non loin de l'emplacement de la future cité grecque.
Au IXe siècle av. J.-C., des marins grecs de l'île de Rhodes fondent un petit comptoir commercial nommé Parthénope (Παρθενόπη, signifiant « yeux purs », en référence à la sirène de la mythologie grecque) sur l'île de Mégaride. La colonie s'étend au siècle suivant à l'arrivée des élites cuméennes chassées de leur cité par le tyran Aristodemos comme l'attestent les indices archéologiques retrouvés jusqu'au mont Echia.

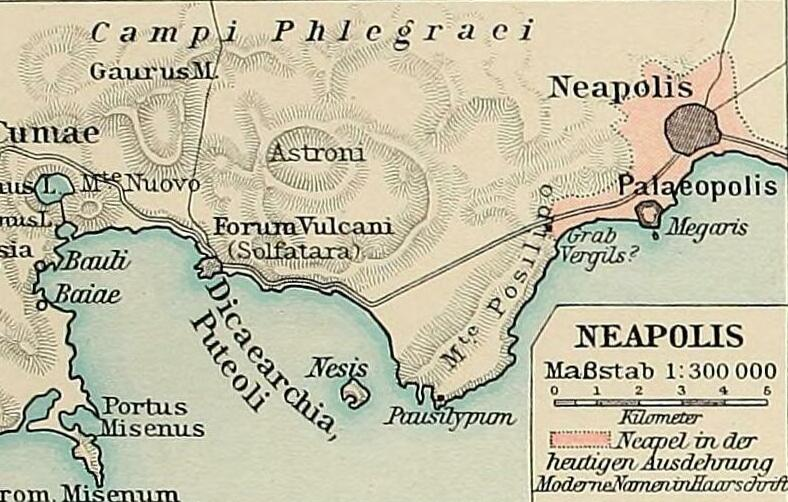
Carte de la ville préromaine de Neápolis.

Refondée par de nouveaux colons sous le nom de Neápolis (Νεάπολις, ville nouvelle, par opposition à la Palaiópolis, vieille ville, qui correspond aux quartiers préexistants) au VIe siècle av. J.-C., elle devient l'une des principales cités de la Grande-Grèce et supplante Cumes dans le commerce maritime régional. Sous influence de la puissante cité de Syracuse, la ville s'étend rapidement et conclut une alliance avec la République romaine contre Carthage au IVe siècle av. J.-C. Pendant les guerres samnites, Neápolis est conquise par les Samnites avant d'être libérée par Rome, qui finit toutefois par la transformer en colonie latine en 326 av. J.-C. Tout au long des guerres puniques, la solide muraille protégeant la ville a repoussé les armées d'Hannibal à de multiples reprises, ce qui lui a valu d'être élevée au rang de capitale de la Campanie à la place de Capoue (qui, au contraire, s'était alliée au général carthaginois).

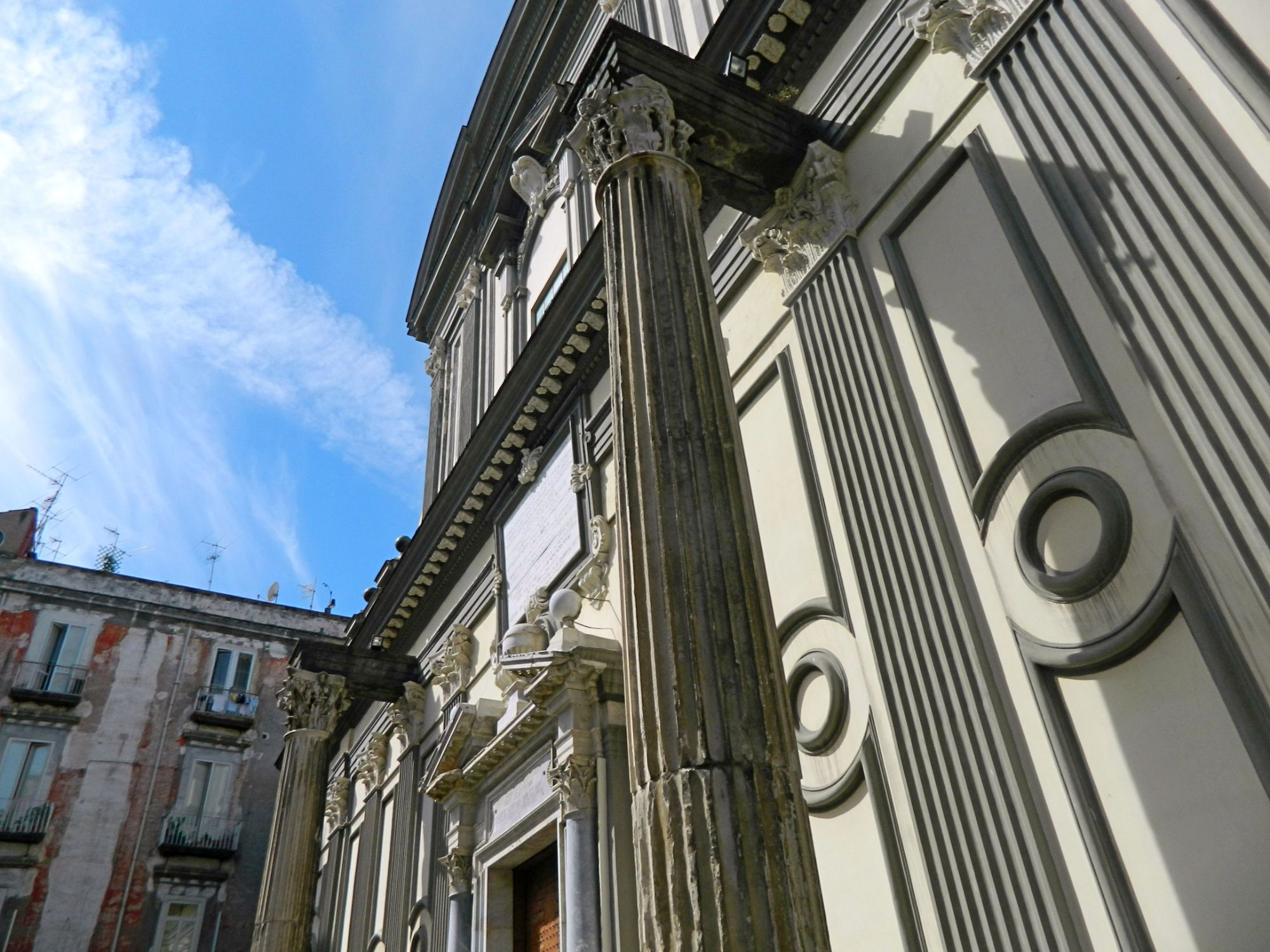
Colonnes de l'ancien temple des Dioscures, réemployées sur la façade de la basilique San Paolo Maggiore.

Neápolis inspire beaucoup de respect aux Romains qui la considèrent comme un modèle de cité hellénistique. Ainsi, sous l'Empire, la cité conserve longtemps sa langue et sa culture grecques tout en adoptant les infrastructures romaines, notamment des aqueducs, d'élégantes villas et des thermes. Les évergètes y font édifier d'imposants édifices publics tels que le temple des Dioscures et, après les destructions causées par les partisans de Sylla en 89 av. J.-C., d'un port marchand elle est transformée en cité d'otia (c'est-à-dire de villégiature) pour la haute société romaine et les empereurs, dont certains y élisent même temporairement résidence afin de s'éloigner des tumultes de la capitale à la manière de Tibère et de Claude. Virgile, auteur de l'épopée nationale de Rome, l'Énéide, reçoit une partie de son éducation dans la cité empreinte d'hellénisme et y séjournera de nombreuses fois à l'âge adulte. Horace y étudia dans les écoles fondées par Philodème de Gadara et Siron. Déterminé à en faire la métropole de la culture grecque en Occident, Auguste y institue la tenue des Jeux isolympiens, qui acquerront un prestige égal à ceux d'Olympie et verront notamment l'empereur Titus s'illustrer publiquement à la compétition d'athlétisme,. De 161 à 180 apr. J.-C., elle obtient, peut-être par décision de l'empereur Marc Aurèle, le nom de Colonia Aurelia Augusta Antoniniana Felix Neapolis.
Dès les premières années de l'ère chrétienne, le christianisme fait son apparition lors de la prédication supposée des apôtres Pierre et Paul. Janvier, devenu le saint patron de la ville, y est martyrisé au IVe siècle apr. J.-C. Le tout dernier empereur romain d'Occident, Romulus Augustule, est incarcéré au Castel dell'Ovo par le roi germanique Odoacre au Ve siècle.

### Moyen Âge

#### Haut Moyen Âge

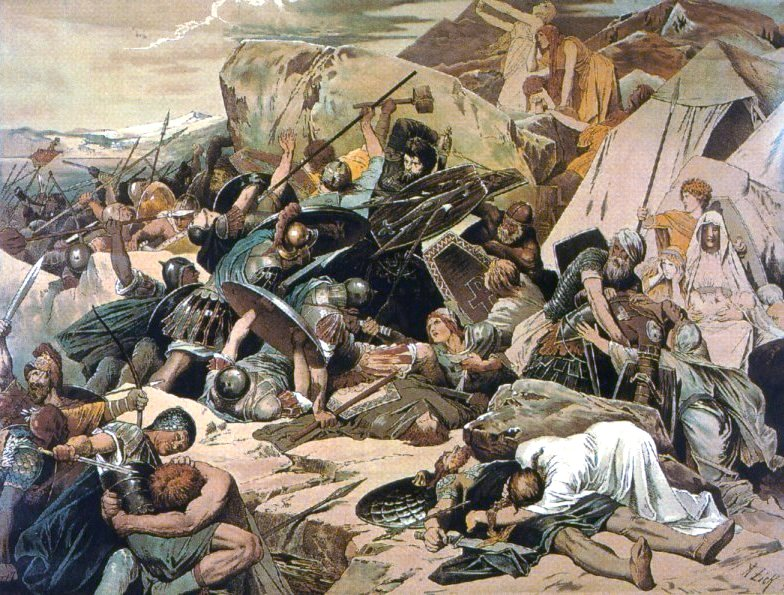
La bataille du Vésuve vers la fin de la guerre des Goths (552-553), peinture d'Alexander Zick.

À la chute de l'Empire romain d'Occident, Naples est conquise par le peuple germain des Ostrogoths, qui l'incorporent à leur royaume avant d'être reprise par Bélisaire, général byzantin, qui parvient à pénétrer dans les murs de la ville par un aqueduc en 536. À peine sept ans plus tard, toujours en pleine guerre des Goths, Totila refait brièvement passer la ville aux mains des Ostrogoths jusqu'à la désastreuse bataille du Vésuve, qui permet aux Byzantins de récupérer Naples au prix d'un lourd bilan humain. Elle est par la suite rattachée à l'exarchat de Ravenne, circonscription impériale dont l'autorité s'étend en théorie sur l'entièreté de la péninsule italienne.
Après la chute de la capitale de l'exarchat, un duché de Naples est créé et gagne progressivement en autonomie jusqu'à devenir pleinement indépendant au IXe siècle. Selon la tradition, le premier duc de la ville, nommé Basile, est élu en 660 par l'empereur Constant II. Bien que la culture grecque ait perduré jusqu'à cette époque, le duc Étienne II de Naples soustrait la ville à l'influence de Constantinople en la faisant passer sous la suzeraineté spirituelle du pape Grégoire II en 763, en plein débat théologique alors que la crise iconoclaste fait fureur sous le règne de Léon III l'Isaurien. Les relations entre le duché et l'Empire byzantin sont particulièrement houleuses dans les années 820 alors qu'une plus grande autonomie voire l'indépendance du duché deviennent un sujet majeur lorsque plusieurs prétendants rivaux se disputent le titre ducal. Théoctiste est nommé duc sans l'approbation impériale et est évincé au profit de Théodore II, ce qui provoque le mécontentement de la population qui le chasse à son tour pour élire à sa place Étienne III, un duc particulièrement hostile à l'autorité impériale et qui fait frapper les pièces de monnaie avec ses propres initiales plutôt que celles de l'empereur. Sans guerre ni rébellion ouverte, Naples gagne de facto son indépendance.
Le duché de Naples fraîchement indépendant devient une cible de choix pour les Lombards du duché de Bénévent qui assiègent la ville. Le duché, dont les intérêts marchands se lisent dans une optique plus méditerranéenne que franchement chrétienne ou européenne, engage des mercenaires sarrasins (avec lesquels elle entretient de fructueux rapports commerciaux, tout comme Amalfi) en 836 afin de repousser momentanément la menace lombarde. Le duc Athanase II, principal artisan de cette coopération, sera excommunié par le pape Jean VIII. Toutefois, cela n'empêcha pas Naples de prendre part à la victorieuse bataille d'Ostie en 849 pour se prémunir des raids sarrasins ni au général musulman Muhammad ibn al-Aghlab de piller le port de Misène un an plus tard pour des raisons de khoms (butin islamique), sans réelle intention de conquête des territoires campaniens. La ville tombe brièvement sous le contrôle direct des Lombards après la capture par Pandolf IV de la principauté de Capoue, rivale de longue date de Naples ; cependant, sa volonté d'indépendance ne s'est jamais éteinte et, après seulement trois ans de domination lombarde, elle profite d'un affaiblissement de ces derniers pour rétablir son duché comme elle l'avait fait avec les Byzantins près de deux siècles plus tôt.

#### Moyen Âge central

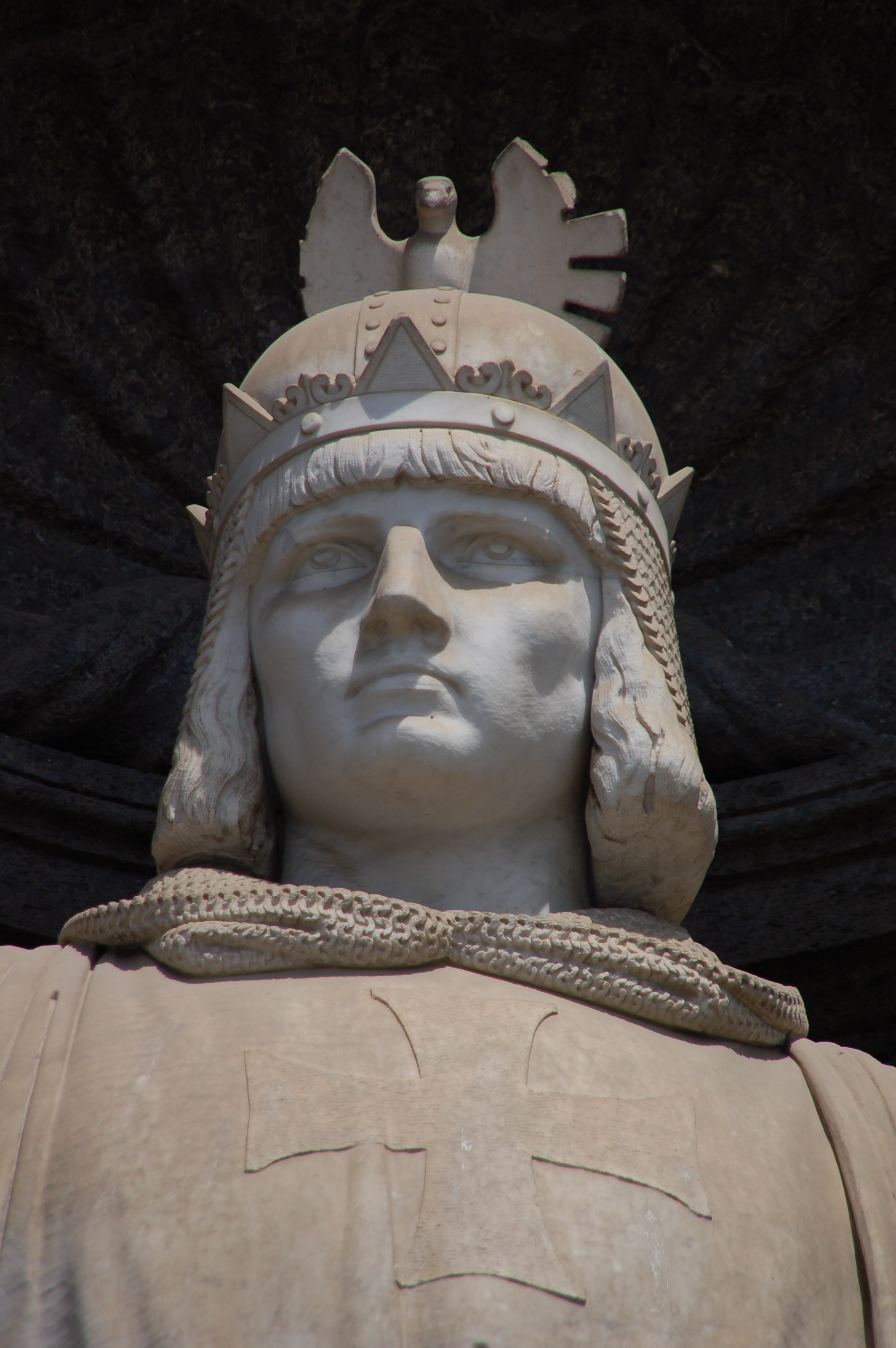
Statue de Frédéric II au palais royal de Naples.

En 1030, pour faire face à ses ennemis Byzantins et aux Lombards de Capoue, le duc Serge IV de Naples accueille des mercenaires normands dirigés par Rainulf Drengot dans la cité vassale d'Aversa. Les Normands, engagés par les différents acteurs rivaux de la région, ne cesseront plus d'accroître leurs possessions en Italie du Sud et, en 1139, Roger II, proclamé roi de Sicile par l'antipape Anaclet II, incorpore la ville au royaume de Sicile alors qu'il l'encerclait déjà depuis deux ans après s'être emparé successivement des duchés et principautés de Capoue, Bénévent, Salerne, Amalfi, Sorrente et Gaète. Si Palerme est privilégiée en sa qualité de capitale du royaume, Naples demeure une cité de prestige et continue de prospérer grâce au commerce méditerranéen,,,.
Après 150 ans de vassalité normande, le royaume de Sicile entre en crise successorale opposant Tancrède, qui s'empare du trône malgré sa naissance illégitime, à la dynastie souabe des Hohenstaufen, dont le prince Henri avait épousé Constance, dernière héritière légitime du trône de Sicile. En 1191, Henri VI, qui vient d'être sacré empereur du Saint-Empire romain germanique, se lance à la conquête du royaume et de nombreuses villes sont contraintes de rendre les armes dans son sillon. Pour autant, Naples lui résiste des mois de mai à août sous les ordres du comte Richard d'Acerra, Nicolas d'Aiello et Margaritus de Brindisi jusqu'à ce que l'armée germanique, victime d'une épidémie, ne batte en retraite. Conrad II, duc de Bohême, et Philippe Ier, archevêque de Cologne, sont au nombre des victimes de l'effroyable siège de Naples. Pire encore pour les assaillants, Tancrède capture l'impératrice Constance lors d'une contre-attaque et la fait incarcérer au Castel dell'Ovo de Naples avant de la libérer le 11 mai 1192 sous la pression du pape Célestin II. Deux ans plus tard, après la mort de Tancrède, l'empereur Henri VI lance une seconde offensive mais cette fois la ville capitule sans résistance et le royaume de Sicile passe sous la coupe des Hohenstaufen. Naples intègre alors le giustizierato de la Terre de Labour.

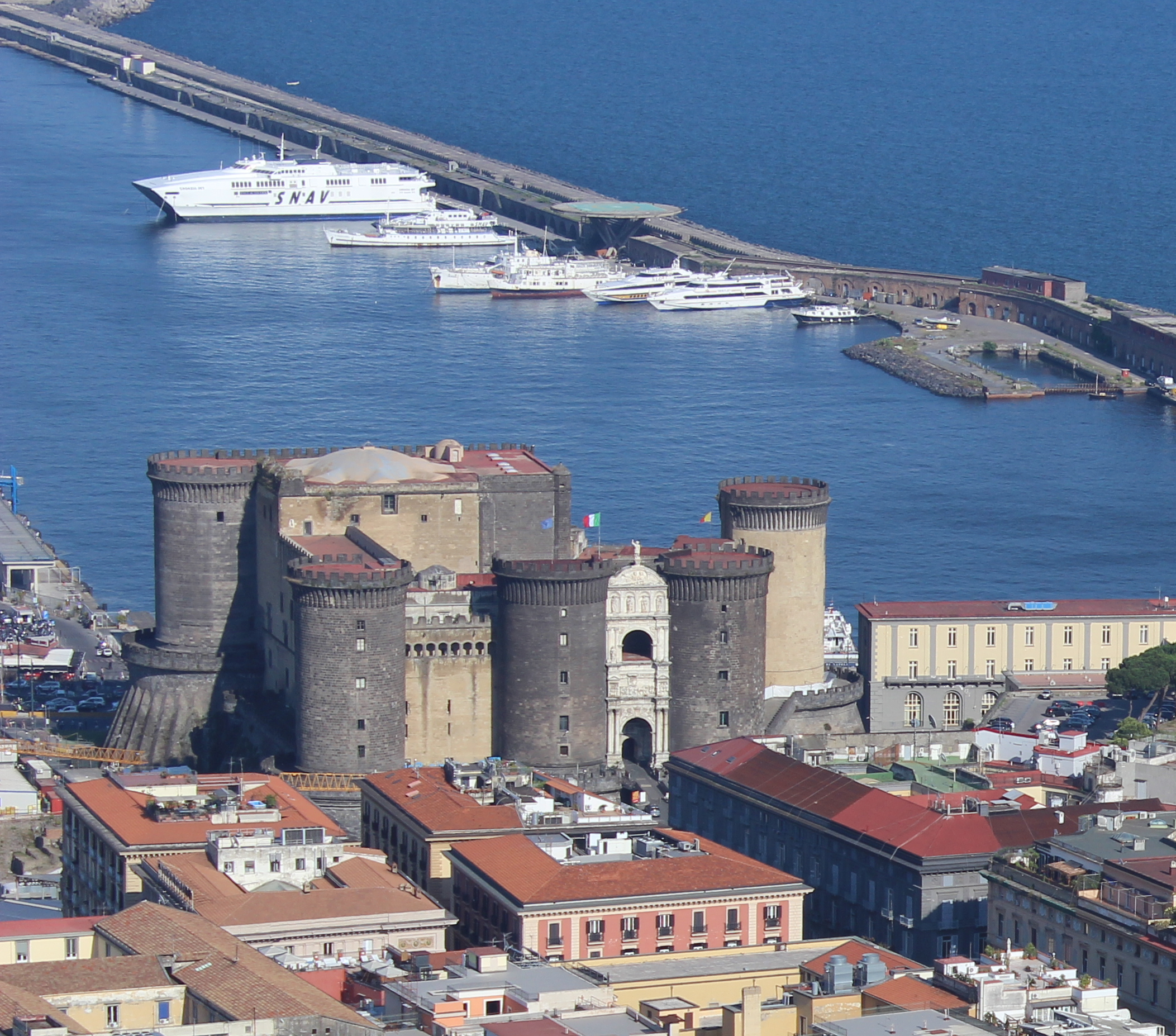
Le Castel Nuovo, surnommé Maschio Angioino, construit de 1279 à 1284 sur ordre du roi Charles Ier de Sicile.

L'université de Naples, première école d'Europe destinée à la formation des administrateurs laïcs, est fondée par Frédéric II qui fait de la ville le centre intellectuel du royaume. La ville se rebelle plusieurs fois à l'encontre des fils du défunt empereur, Conrad IV et Manfred, à un point tel que le premier décide en 1253 de démanteler ses fortifications et transfère le siège de l'université à Salerne (elle retournera dans sa ville d'origine cinq ans plus tard).
Les conflits incessants entre les Hohenstaufen et la papauté vont conduire le pape Innocent IV à couronner le duc angevin Charles Ier roi de Sicile après sa victoire sur Manfred à la bataille de Bénévent en 1266 ; le nouveau monarque transfère aussitôt la capitale de Palerme à Naples, où il réside au Castel Nuovo. Soucieux de l'apparence de sa ville, Charles Ier est personnellement impliqué dans de nombreux projets de construction à Naples où il fait venir des architectes et des artisans français en grand nombre et dont l'influence est perceptible via l'introduction de l'architecture gothique dans la région, dont la nouvelle cathédrale de Naples qui reste le siège archiépiscopal de la ville. C'est également lui qui est à l'origine des Sedili, organes populaires se répartissant l'administration de la ville jusqu'au XIXe siècle. Il démontre de ce fait une qualité qui est aussi une faiblesse puisqu'à trop vouloir embellir sa capitale, il néglige le reste de son royaume et s'attire durablement l'hostilité de ses sujets.

#### Bas Moyen Âge
Après les Vêpres siciliennes de 1282, le royaume est divisé entre le royaume angevin de Naples (dénommé conventionnellement ainsi pour éviter toute confusion mais continue de porter le nom de « royaume de Sicile »), qui comprend la moitié sud de la péninsule italienne, et le royaume de Sicile, qui passe à la couronne d'Aragon mais ne comprend que la Sicile proprement dite. Les conflits dynastiques entre Angevins et Aragonais ne prennent fin qu'en 1302 à la signature de la paix de Caltabellotta, qui voit le pape Boniface VIII reconnaître Frédéric II de Sicile et Charles II d'Anjou comme rois de leurs domaines respectifs. Malgré la scission du royaume, Charles II et Robert le Sage, respectivement fils et neveu de Charles Ier, lui succèdent et poursuivent son œuvre de centralisation des affaires du royaume dans le but de magnifier Naples et d'en faire une capitale digne de rivaliser avec les grandes cours européennes, attirant à l'époque des marchands pisans et génois, des banquiers toscans et certains des artistes et intellectuels les plus éminents de la pré-Renaissance italienne tels que Pétrarque, Boccace (dont la rencontre avec sa Fiammetta dans la basilique San Lorenzo Maggiore lui fera regretter ses années passées à la cour napolitaine) et Giotto (qui y fonde une école). Au cours du XIVe siècle, le roi angevin Louis Ier de Hongrie assiège la ville à plusieurs reprises mais finit toujours par en être évincé.
Un séisme suivi d'un tsunami dévaste Naples le 25 novembre 1343, celui même qui porte le coup de grâce à la puissance amalfitaine.

### Période moderne

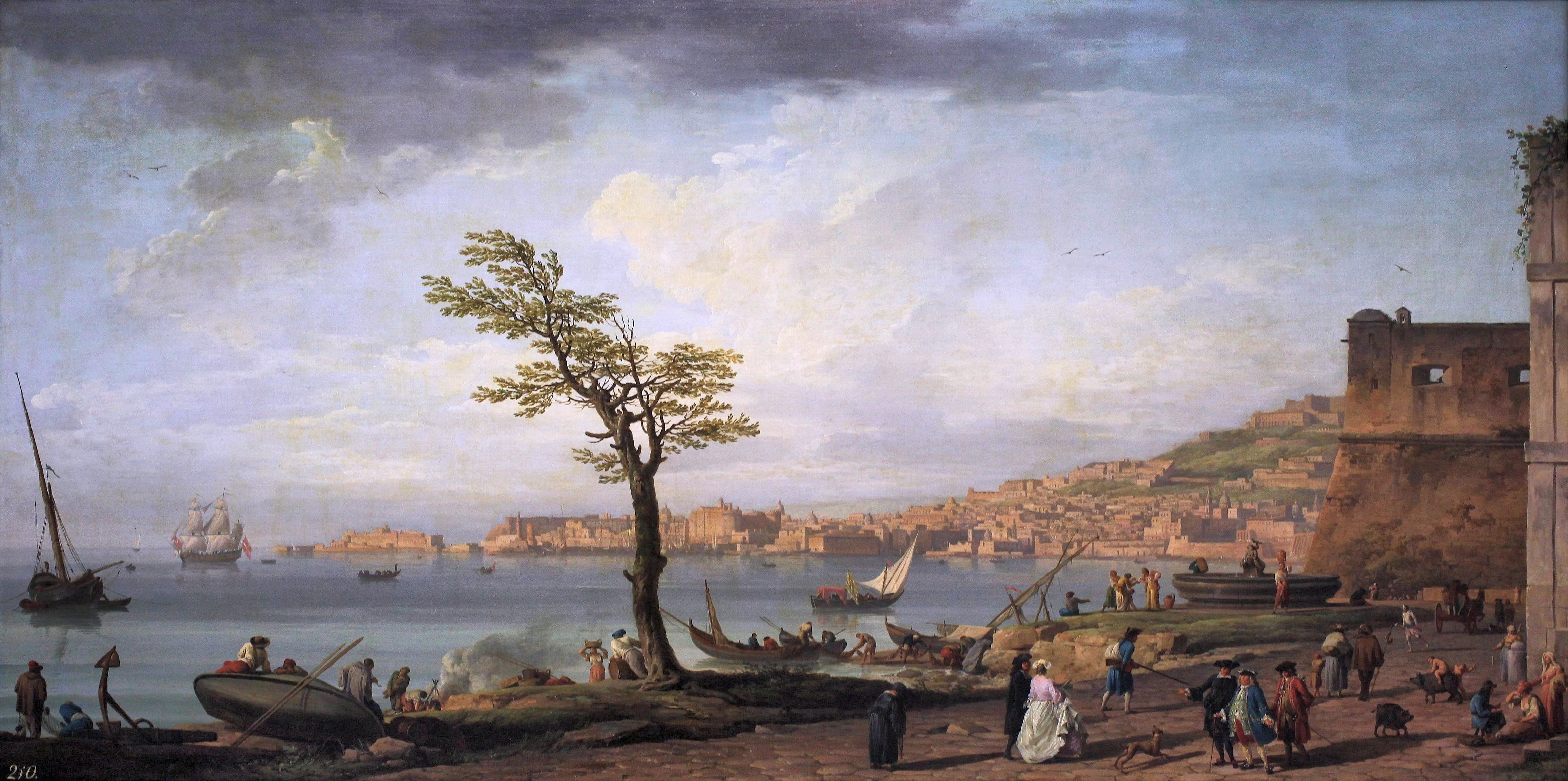
La Baie de Naples, Joseph Vernet (1748).

En 1442, Alphonse V d'Aragon, désigné successeur de la reine Jeanne Ire de Naples qui n'avait pas d'héritier direct, prit possession de la ville l'année suivante aux dépens de René d'Anjou en y pénétrant par un aqueduc (comme l'avait fait Bélisaire 900 ans plus tôt). Cette conquête fut très importante du point de vue économique et militaire. Avec les Aragonais, Naples connut un second renouveau culturel et surtout commercial grâce à l'établissement de liens maritimes forts avec la péninsule Ibérique. Alphonse d'Aragon continua d'attirer les humanistes à sa cour et l'art de la Renaissance fit irruption à Naples en même temps que la fondation de l'Académie pontanienne. C'est également à Naples, sous la domination aragonaise, que naît l'équitation classique. Sous Ferdinand Ier, les couronnes de Naples et de Sicile, provisoirement réunies sous le règne de son prédécesseur, sont de nouveau séparées mais restent toutes deux des dépendances aragonaises. Brièvement envahie par les Français de Charles VIII en 1495, puis victime d'une alliance franco-espagnole sous Louis XII au début du XVIe siècle dans le contexte des guerres d'Italie, le roi Frédéric est fait prisonnier en France mais c'est à l'Espagne que Naples et son royaume passent en 1503 à la suite de la débâcle française à la bataille du Garigliano.
Au même titre que l'Espagne, Naples fit partie de l'héritage de Charles Quint, entrant dans l'orbite de l'Empire espagnol tout au long du règne des Habsbourg d'Espagne. Dès lors, Naples est gouvernée par des vice-rois agissant au nom des rois d'Espagne. La longue période de domination espagnole est généralement vue par les historiens comme une ère de stagnation voire de régression qui n'affecte pas tant la ville de Naples que les provinces du royaume. Au contraire, la ville est animée par une vive activité intellectuelle qui se manifeste lors de ses mostre ou par le courant anticurialiste typique de la vie napolitaine. Au milieu du XVIe siècle, le vice-roi Pierre Alvarez de Tolède procède à de nombreux travaux d'urbanisme et d'embellissement de la ville, ouvrant la fameuse via Toledo, principale artère commerçante de Naples, et créant les quartiers espagnols pour loger les soldats de l'armée hispanique. De même, il tenta d'introduire l'Inquisition dans la ville, cette fois sans succès. En 1544, environ 7 000 habitants de la ville sont capturés par des corsaires et déportés sur la côte des Barbaresques (Afrique du Nord) où ils sont réduits en esclavage lors du sac de Naples.
Au début du XVIIe siècle, Naples devient la deuxième plus grande ville d'Europe (derrière Paris) et le plus grand port méditerranéen avec environ 250 000 habitants. Elle est alors un centre artistique et culturel majeur et contribue activement au mouvement baroque, de nombreux artistes s'y établissent à cette époque : Le Caravage, Salvator Rosa, Le Bernin ; les philosophes Bernardino Telesio, Giordano Bruno, Tommaso Campanella et Giambattista Vico ; le poète Giambattista Marino. En 1647, un pêcheur napolitain du nom de Masaniello mène une révolution aboutissant à la création de l'éphémère République napolitaine, qui ne résiste pas plus que quelques mois au siège de l'armée espagnole qui la reprend bien assez tôt. En 1656, une épidémie de peste bubonique tue environ la moitié des 300 000 habitants de Naples.
À l'exception du bref interlude de la République napolitaine, la domination espagnole aura duré de 1503 jusqu'en 1707, quand Naples et son royaume passent à l'Autriche lors de la guerre de succession d'Espagne ; en 1714, l'empereur Charles VI règne sur la ville depuis Vienne par l'intermédiaire ses propres vice-rois. Cependant, en 1734, la guerre de succession de Pologne va permettre aux Espagnols de réaffirmer leurs droits sur la Sicile et Naples dans le cadre d'une union personnelle, que l'Autriche va reconnaître via le traité de Vienne en 1738 sous condition que les deux entités politiques soient indépendantes l'une de l'autre et c'est par conséquent une branche cadette des Bourbons d'Espagne qui va monter sur le trône.

### Naples capitale (1734-1860)

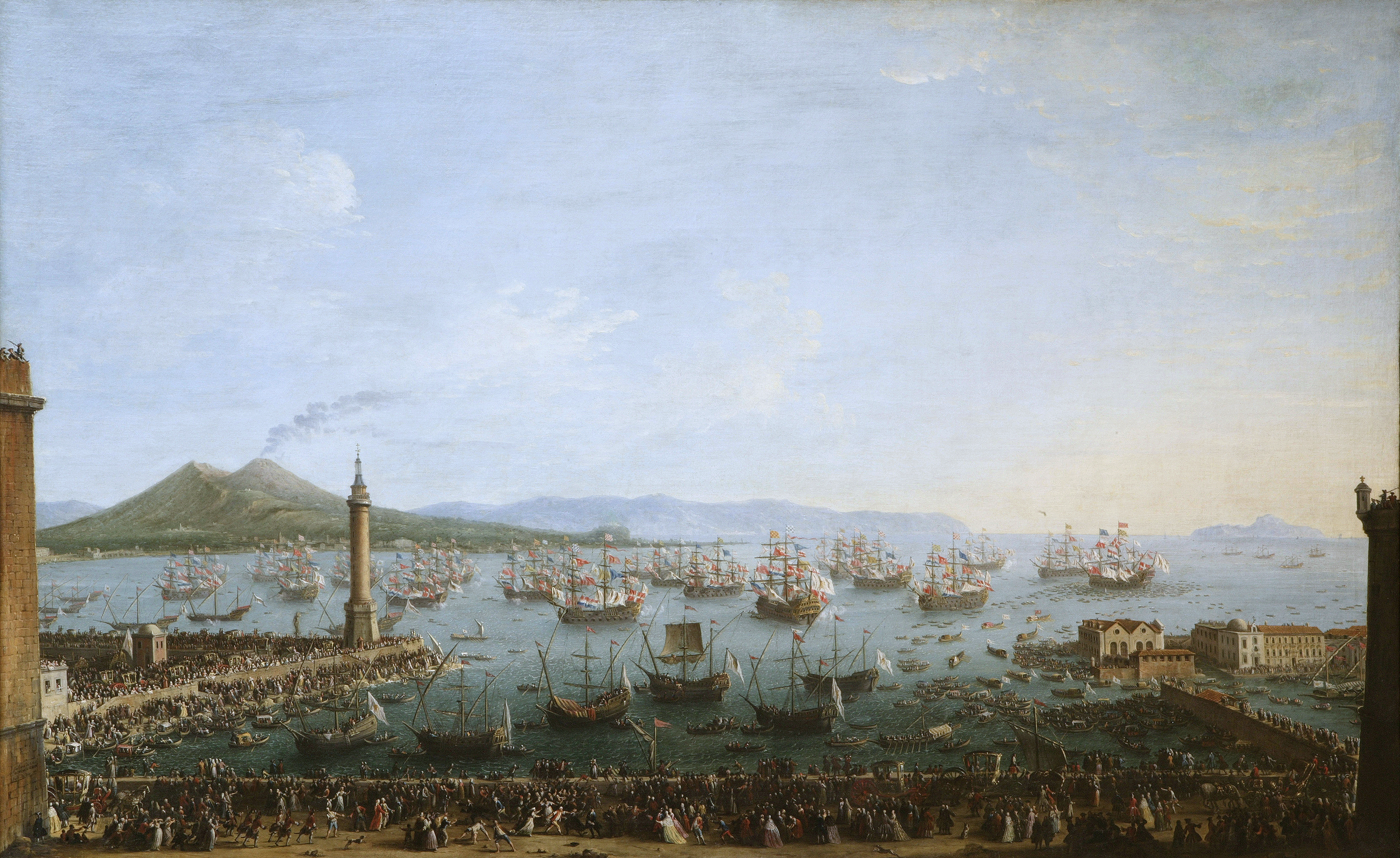
Départ de Charles III d'Espagne de Naples en 1759.

Ainsi, dès 1734, le royaume de Naples regagne son indépendance après plus de deux siècles de domination étrangère : cette année, les Espagnols de Charles de Bourbon chassent les Autrichiens et Charles est nommé roi de Naples, s'installant dans la nouvelle capitale. C'est le début d'une période de grand renouveau culturel et artistique pour Naples. Charles est un grand bâtisseur, donnant à la ville et à ses environs de nombreux palais et monuments comme le palais royal de Capodimonte et le palais de Portici. Il lance en outre les premières fouilles archéologiques de la cité romaine d'Herculanum. La découverte des vestiges antiques a une grande influence dans le monde des arts, avec le goût du néoclassicisme, dont le palais royal de Caserte est l'un des premiers exemples. Les touristes étrangers fortunés accourent à Naples pour visiter ses monuments antiques et modernes à l'occasion du Grand Tour. L'arrivée à Naples de la collection Farnèse, jusqu'alors répartie dans les différentes propriétés de la famille, élève la ville au premier rang des grandes capitales européennes, alors qu'elle est aussi l'une des plus peuplées,. La ville devient par ailleurs la capitale incontestée de la musique à cette époque et le théâtre San Carlo est la plus importante salle d'opéra d'Europe. En 1755, le duc de Noja commande une carte topographique précise de Naples, connue plus tard sous le nom de Carte du duc de Noja, employant une précision d'arpentage rigoureuse et devenant un outil de planification urbaine essentiel pour la ville.
En 1758, Charles est rappelé en Espagne pour succéder à son père et laisse le trône de Naples à son fils Ferdinand. Cette année marque donc la rupture définitive du royaume de Naples d'avec la couronne espagnole. Sous son règne, les effets de la Révolution française se font sentir jusqu'à Naples : Horatio Nelson, un allié des Bourbons, arrive dans la ville en 1798 pour mettre en garde le roi face au danger des français républicains. Ferdinand est contraint de s'enfuir à Palerme, d'où il est protégé par une flotte britannique. Cependant, les lazzaroni de la classe inférieure de Naples sont fortement pieux et royalistes, favorables aux Bourbons ; dans la mêlée qui s'ensuit, ils combattent la bourgeoisie napolitaine pro-républicaine, ce qui déclenche une guerre civile.

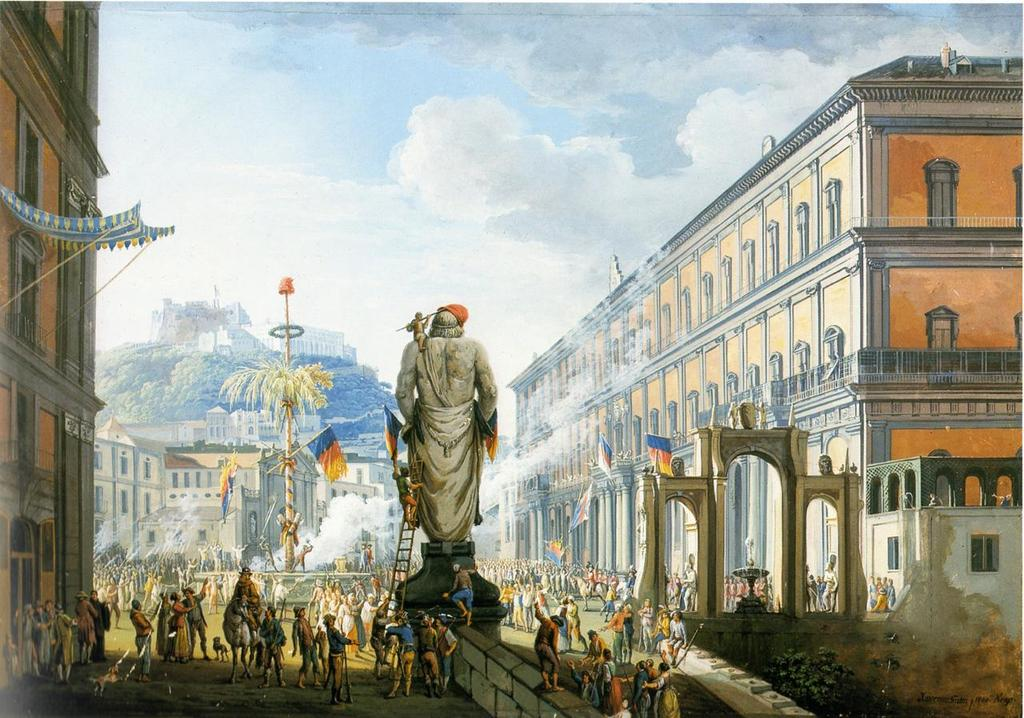
Naples sous l'éphémère République parthénopéenne.

Les républicains s'introduisent dans le castel Sant'Elmo et proclament la République parthénopéenne, protégée par l'armée française. Une milice catholique contre-révolutionnaire de lazzaroni connue sous le nom de sanfedisti (la santa fede, la sainte foi) commandée par le cardinal Fabrizio Ruffo est levée ; elle rencontre un succès fulgurant et les Français sont contraints de rendre les châteaux napolitains, et leur flotte quitte la ville pour Toulon. Ferdinand IV est rétabli sur le trône ; cependant, après seulement sept ans, Napoléon conquiert le royaume et y installe des rois bonapartistes, son frère Joseph Bonaparte et son beau-frère Joachim Murat, qui ne parvient pas à unifier la péninsule mais éveille les premiers sentiments nationalistes lors de la proclamation de Rimini. Avec le soutien de l'empire d'Autriche et de ses alliés, les forces bonapartistes sont défaites lors de la guerre napolitaine et Ferdinand IV regagne une fois de plus le trône. Naples fut l'une des principales victimes des spoliations napoléoniennes.
La ville de Naples devient capitale du royaume baptisé par la suite des Deux-Siciles, qui réunit la Sicile et toute la partie continentale de l'Italie méridionale en vertu du congrès de Vienne de 1815. En 1820, le général Guglielmo Pepe mène une révolte contre le régime absolutiste. En 1839, Naples devient la première ville de la péninsule italienne à disposer d'un chemin de fer, avec la mise en service de la ligne Naples-Portici. En 1848, lors du printemps des peuples, le roi Ferdinand II des Deux-Siciles fait bombarder la ville en réponse aux insurrections libérales après avoir faussement concédé une charte à son peuple,.

### Naples italienne (depuis 1860)

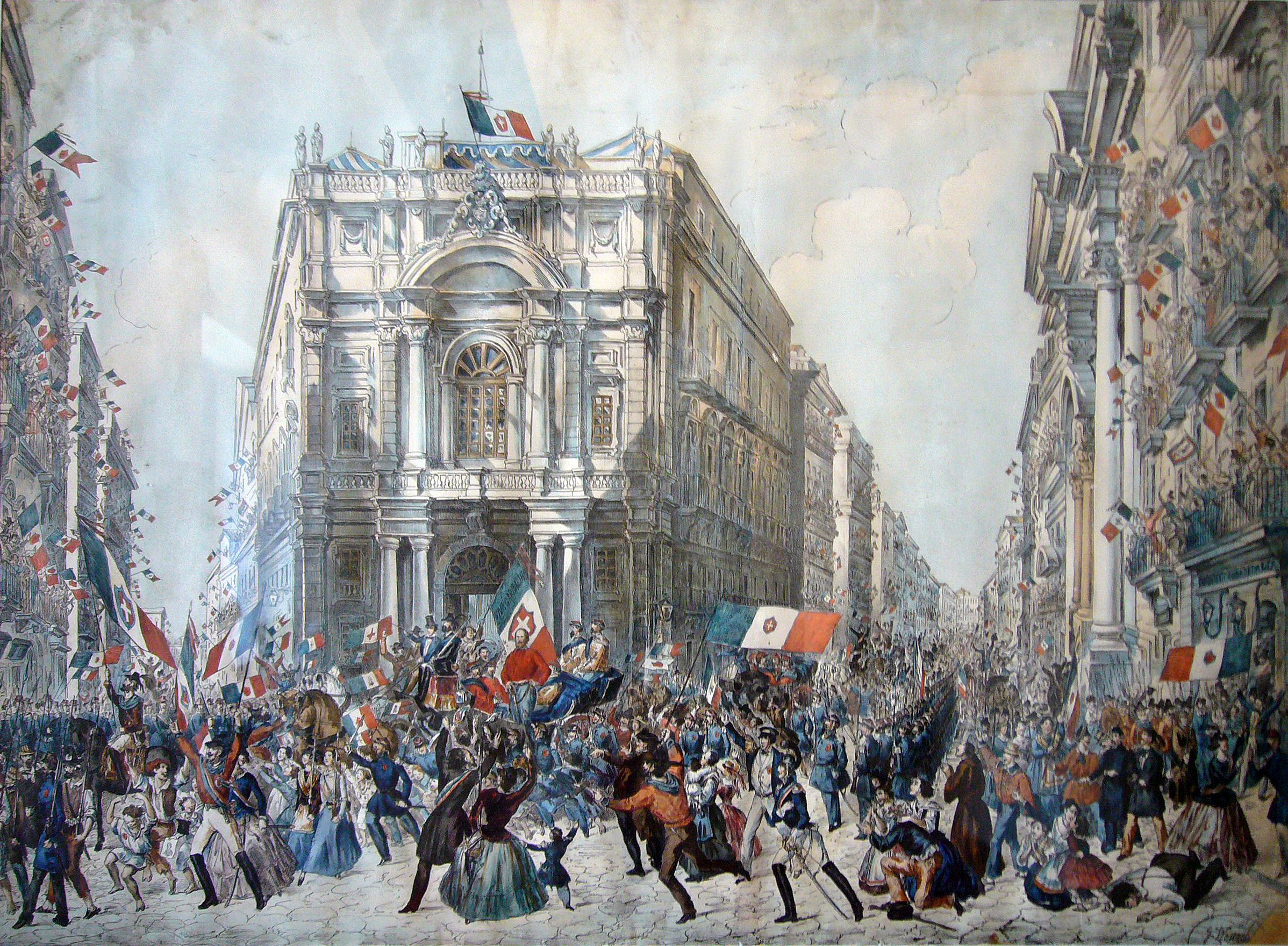
Entrée de Garibaldi dans Naples le 7 septembre 1860.

À la suite de l'Expédition des Mille menée par Giuseppe Garibaldi, qui s'achève à la fin du siège de Gaète, Naples intègre le royaume d'Italie en 1861 dans le cadre de l'unification italienne, mettant fin à l'ère de la domination des Bourbons. L'économie des régions de l'ancien royaume des Deux-Siciles, dépendante de l'agriculture, souffre désormais de la pression internationale sur les prix du blé ce qui, couplé à la diminution du prix des billets de mer, conduit à une vague d'émigration sans précédent : environ 4 millions de personnes émigrent depuis la seule région de Naples entre 1876 et 1913. Dans les quarante années qui ont suivi l'unification, la population de Naples n'a augmenté que de 26 %, contre 63 % pour Turin et 103 % pour Milan ; cependant, en 1884, Naples était toujours la ville la plus peuplée d'Italie avec 496 499 habitants, soit environ 64 000 au km² (soit une densité de population deux fois plus élevée qu'à Paris). Cette crise sociale profonde est dénoncée par l'écrivaine Matilde Serao, qui en accable la faute au nouveau système fiscal et douanier piémontais dans Il ventre di Napoli et Il paese di Cuccagna.
En 1864, le royaume d'Italie fut contraint par la convention de septembre imposée par le Second Empire français de Napoléon III à déplacer sa capitale jusqu'alors implantée à Turin. Pour des raisons militaires, Naples est envisagée comme potentielle nouvelle capitale en concurrence avec Florence — la première étant protégée par la mer Tyrrhénienne, la seconde par les Apennins. Cependant, le roi favorisa Florence, jugée plus adaptée à un rôle de capitale temporaire, choix confirmé par un comité militaire, Naples étant considérée comme étant plus difficile à défendre faute d'une flotte comparable à celles de la France ou de l'Angleterre.
Les conditions d'hygiène publique de la ville étaient mauvaises, avec douze épidémies de choléra et de fièvre typhoïde qui ont tué environ 48 000 personnes entre 1834 et 1884. Un taux de mortalité de 31,84 pour mille, élevé même pour l'époque, malgré l'absence d'épidémies entre 1878 et 1883. En 1884, Naples est victime d'une nouvelle épidémie de choléra d'ampleur inédite, causée en grande partie par la mauvaise infrastructure d'égouts de la ville. En réponse à ces problèmes persistants, en 1885, le gouvernement a lancé une transformation radicale de la ville appelée risanamento pour améliorer l'infrastructure d'égouts et de percer les quartiers les plus denses, la densité étant considérée comme la principale cause d'insalubrité, par de grandes avenues aérées. Le projet s'est avéré difficile à réaliser politiquement et économiquement en raison de la corruption, comme le démontre l'enquête Saredo, de la spéculation foncière et d'une bureaucratie extrêmement lente et procédurière. Cela a entraîné des retards considérables dans le projet, avec des résultats mitigés. Les transformations les plus notables ont été le traçage de la via Caracciolo à la place de la plage le long de la promenade, la création de la galleria Umberto-I et de la galleria Principe ainsi que la construction du corso Umberto-I. Par la suite, de nombreux bâtiments seront démolis pour laisser place à de nouveaux quartiers, places et voies espacées sur le modèle des transformations urbaines parisiennes. La vie culturelle de l'époque est dominée par les café-chantants et des figures majeures telles que Benedetto Croce.
Le 11 mars 1918, Naples subit son uniquement bombardement du premier conflit mondial de la part d'un dirigeable allemand qui cause une vingtaine de morts et une centaine de blessés. Le 24 octobre 1922, elle accueillit une grande manifestation de chemises noires à l'instigation d'Aurelio Padovani, chef des faisceaux italiens de combat dans la ville. Sous Mussolini, Naples devient le port de transit entre l'Italie et son empire colonial. Pour ce faire, il fait construire la Mostra d'Oltremare ainsi que la première ligne de métro urbain italien (Naples-Pouzzoles).

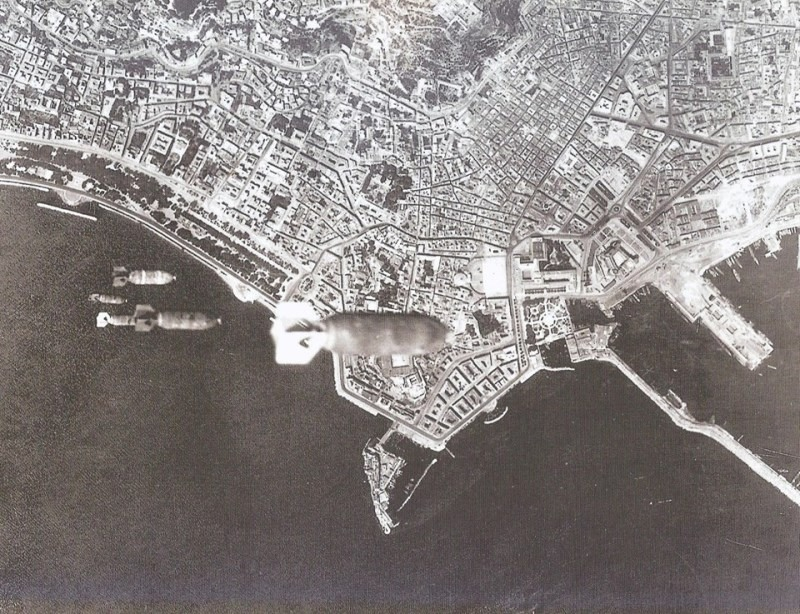
Bombardement allié de Naples en 1943.

Naples fut la ville italienne la plus bombardée pendant la Seconde Guerre mondiale. Bien que ses habitants ne se soient pas révoltés contre le régime fasciste en place, Naples fut la première ville italienne à se soulever contre l'occupation militaire allemande ; pour la première fois en Europe, les nazis, commandés par colonel Scholl, ont dû négocier une reddition face aux insurgés : du 27 au 30 septembre 1943, lors des Quatre journées de Naples, la population locale se soulève et s'attaque aux forces nazies qui occupent la ville. L'armée allemande est mise en déroute avant l'arrivée des Alliés. Ces actions ont valu à Naples la Médaille d'or de la valeur militaire. La ville était déjà complètement libérée le 1er octobre 1943, lorsque les forces britanniques et américaines sont entrées dans la ville. Les Allemands qui prenaient la fuite ont incendié la bibliothèque de l'université ainsi que les archives de la ville. Les bombes à retardement disséminées dans toute la ville ont continué d'exploser jusqu'au mois de novembre. Le symbole de la renaissance de Naples fut la reconstruction de la basilique Santa Chiara, qui avait été détruite lors d'un bombardement de l'US Army Air Force.
Après-guerre, le napolitain Enrico De Nicola devient le premier président de la République italienne et la ville s'affirme comme le centre politique, économique et social le plus important de l'Italie méridionale, avec la constitution d'une agglomération de plus de trois million d'habitants et le développement de nombreuses industries. Naples est classée troisième ville d'Italie, après Milan et Rome, pour la puissance économique. Les années du miracle économique entraînent une expansion urbaine majeure, souvent marquée par la spéculation immobilière telle que décrite dans le film Main basse sur la ville de Francesco Rosi. Naples voit également se développer une intense activité cinématographique.
Un financement spécial, la Cassa del Mezzogirno, a été fourni aux régions du sud du pays de 1950 à 1984, stimulant l'économie napolitaine qui s'améliore quelque peu, permettant à certains monuments de la ville tels que la piazza del Plebiscito d'être rénovés. Cependant, le développement de Naples a été freiné par de gros problèmes sociaux. Le taux de chômage avoisine les 25 % de la population active et la pauvreté règne sur près de 32 % de la population. Le séisme d'Irpinia en 1980 affecte également Naples, avec notamment l'effondrement d'un immeuble causant 52 morts dans la banlieue est de la ville. La crise économique et sociale favorise le déclin du tourisme et l'ascension de la Camorra.
Les activités de la Camorra, réseau de crime organisé local, et la crise des déchets en Campanie ont achevé de ternir l'image de la ville. Comme l'a révélé Roberto Saviano dans son livre Gomorra, une grave contamination environnementale et des risques sanitaires accrus restent répandus en raison des déversements illégaux de déchets. En 2007, le gouvernement de Silvio Berlusconi a tenu des réunions de haut niveau à Naples pour démontrer son intention de s'investir dans la résolution de ces problèmes. Cependant, la récession de la fin des années 2000 a eu un impact sévère sur la ville, intensifiant ses problèmes de gestion des déchets et de chômage. En août 2011, le nombre de chômeurs dans la région de Naples était passé à 250 000, déclenchant des protestations publiques face au marasme économique. En juin 2012, des accusations de chantage, d'extorsion et d'appels d'offres illicites ont émergé concernant les problèmes de gestion des déchets de la ville.
Des projets de développement sont toutefois apparus à partir de la fin du XXe siècle, comme la création du quartier d'affaires Centro direzionale achevé en 1995, tout comme la classification la même année du centre historique de Naples à l'UNESCO ou encore la création d'un métro. Le sommet du G7 de 1994 s'est tenu à Naples. Au XXIe siècle, certains quartiers ont été modernisés, avec notamment des programmes de gentrification comme dans les quartiers Espagnols. Naples a en outre accueilli le sixième Forum urbain mondial en septembre 2012 et le 63e Congrès international d'astronautique en octobre 2012. En 2013, elle a été l'hôte du Forum universel des cultures et en 2019 celle de l'Universiade d'été. En 2025, Naples se voit confier l'organisation de la coupe de l'America (compétition de voile) pour l'année 2027, une première en Italie.

## Politique et administration

### Tendances politiques

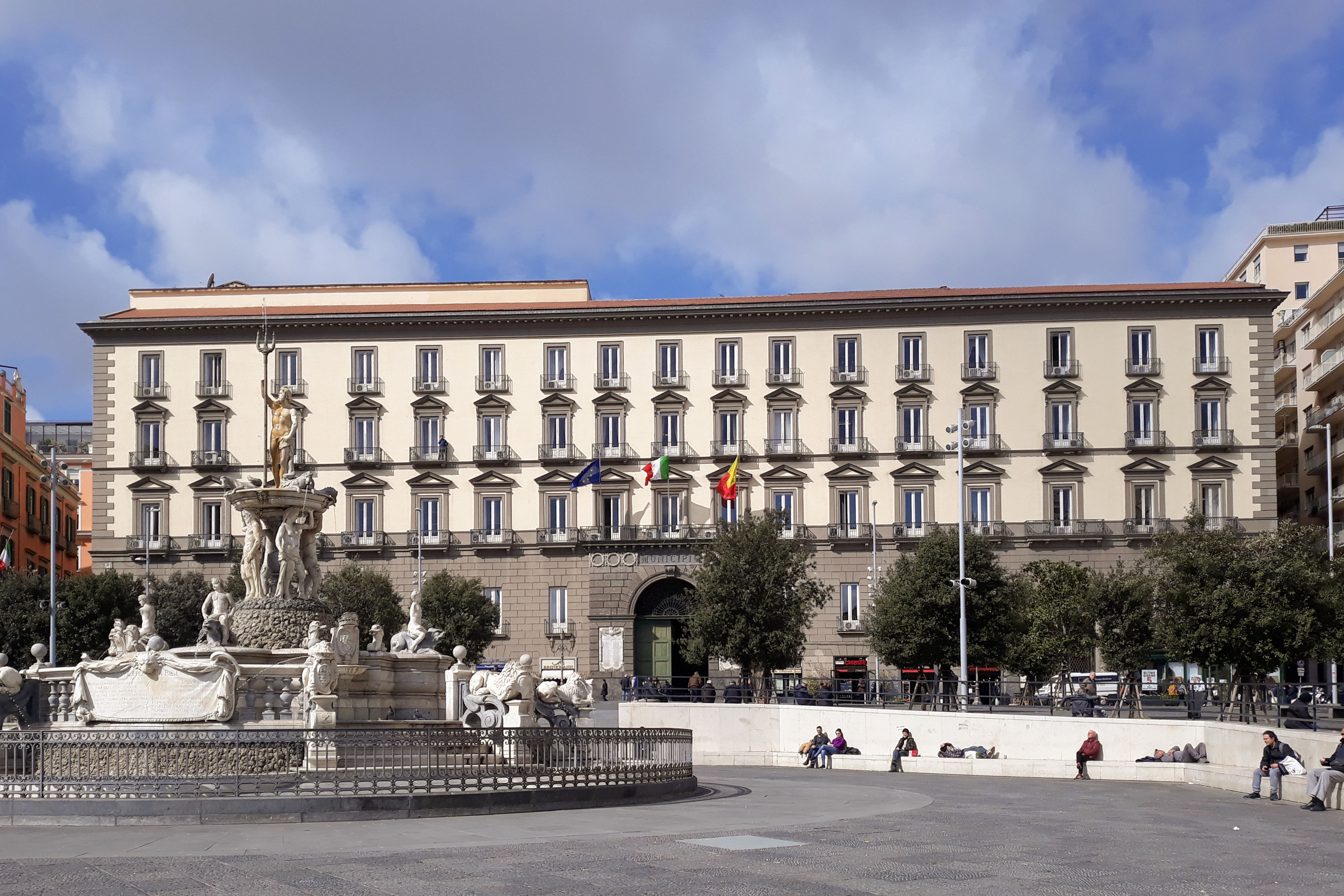
Palazzo San Giacomo, hôtel de ville de Naples.

Chacun des 7 896 comuni italiens est représenté localement par un conseil municipal présidé par un maire élu, appelé sindaco et familièrement désigné « premier citoyen » (primo cittadino). Ce système est en place depuis l'invasion de l'Italie par les forces napoléoniennes en 1808. Lorsque le royaume des Deux-Siciles fut restauré, le système a été maintenu en place mais les fonctions de maires étaient occupées par des membres de la noblesse. À la fin du XIXe siècle, les partis politiques connaissent un essor ; sous l'ère fasciste, chaque commune était représentée par un podestà. Depuis la Seconde Guerre mondiale, le paysage politique de Naples n'est ni fortement ancré à droite ni à gauche : les démocrates-chrétiens et les social-démocrates ont alternativement gouverné la ville à différentes reprises, avec une fréquence à peu près égale. Depuis le début des années 1990, les maires de Naples sont tous issus de groupes politiques de gauche ou de centre-gauche.
Depuis 2021, le maire de Naples est Gaetano Manfredi, un homme politique indépendant candidat de la coalition de centre-gauche, ancien ministre de l'Enseignement supérieur et de la Recherche sous le deuxième gouvernement Conte, et ancien recteur de l'université de Naples « Frédéric-II ».

### Subdivisions

Plan des dix municipalità de Naples.

La commune de Naples, auparavant découpée en 21 districts, l'est désormais en 10 municipalités d'environ cent mille habitants, chacune est dirigée par un président élu au suffrage direct, une junte et une assemblée de 30 conseillers. Ces 10 municipalità sont elles-mêmes subdivisées en quartiers (30 au total) :
- Municipalità 1 - San Ferdinando - Chiaia - Posillipo
- Municipalità 2 - San Giuseppe - Montecalvario - Avvocata - Mercato - Pendino - Porto
- Municipalità 3 - Stella - San Carlo all'Arena
- Municipalità 4 - Vicaria - San Lorenzo - Poggioreale - Zona Industriale
- Municipalità 5 - Vomero - Arenella
- Municipalità 6 - Ponticelli - Barra - San Giovanni a Teduccio
- Municipalità 7 - Miano - Secondigliano - San Pietro a Patierno
- Municipalità 8 - Chiaiano - Piscinola - Scampia
- Municipalità 9 - Soccavo - Pianura
- Municipalità 10 - Bagnoli - Fuorigrotta

### Liste des maires
| Période                                  | Période  | Identité                          | Étiquette                    | Qualité |
| ---------------------------------------- | -------- | --------------------------------- | ---------------------------- | ------- |
| 1901                                     | 1903     | Luigi Miraglia                    |                              |         |
| 1903                                     | 1904     | Ferdinando Del Carretto           |                              |         |
| 1904                                     | 1906     | Onofrio De Filippis               |                              |         |
| 1906                                     | 1907     | Filippo Del Balzo                 |                              |         |
| 1907                                     | 1910     | Ferdinando Del Carretto           |                              |         |
| 1910                                     | 1913     | Francesco Chioccarelli            |                              |         |
| 1913                                     | 1914     | Vittorio Menzinger                |                              |         |
| 1914                                     | 1917     | Pasquale Del Pezzo                |                              |         |
| 1917                                     | 1918     | Enrico Presutti                   |                              |         |
| 1918                                     | 1919     | Arturo Labriola                   |                              |         |
| 1919                                     | 1920     | Giuseppe Fagiolari                |                              |         |
| 1920                                     | 1920     | Eduardo Verdinois                 |                              |         |
| 1920                                     | 1921     | Alfredo Vittorio Russo            |                              |         |
| 1921                                     | 1922     | Alberto Geremicca                 |                              |         |
| 1922                                     | 1924     | Raffaele Angiulli                 |                              |         |
| 1924                                     | 1925     | Alberto Geremicca                 |                              |         |
| 1925                                     | 1926     | Efisio Baccaredda                 |                              |         |
| 1926                                     | 1927     | Francesco Montuoro                |                              |         |
| 1927                                     | 1930     | Dante Alamasi                     |                              |         |
| 1930                                     | 1932     | Giovanni De Riseis Duca di Bovino | PNF                          |         |
| 1932                                     | 1934     | Lorenzo La Via di S. Agrippina    |                              |         |
| 1934                                     | 1936     | Giovanni Niutta di Marescotti     |                              |         |
| 1936                                     | 1943     | Giovanni Orgera                   | PNF                          |         |
| 1943                                     | 1944     | Giuseppe Solimena                 |                              |         |
| 1944                                     | 1945     | Gustavo Ingrosso                  |                              |         |
| 1945                                     | 1946     | Gennaro Fermariello               |                              |         |
| 1946                                     | 1948     | Giuseppe Buonocore                |                              |         |
| 1948                                     | 1952     | Domenico Moscati                  | DC                           |         |
| 1952                                     | 1957     | Achille Lauro                     | PNM                          |         |
| 1957                                     | 1958     | Alberto Senno                     |                              |         |
| 1958                                     | 1958     | Nicola Sansanelli                 | PMP                          |         |
| 1958                                     | 1961     | Alfredo Correra                   |                              |         |
| 1961                                     | 1962     | Achille Lauro                     | PDIUM                        |         |
| 1962                                     | 1963     | Vincenzo Maria Palmieri           | DC                           |         |
| 1963                                     | 1966     | Ferdinando Clemente di San Luca   | DC                           |         |
| 1966                                     | 1970     | Giovanni Principe                 | DC                           |         |
| 1970                                     | 1974     | Gerardo De Michele                | DC                           |         |
| 1974                                     | 1975     | Bruno Milanesi                    |                              |         |
| 1975                                     | 1983     | Maurizio Valenzi                  | PCI                          |         |
| 1983                                     | 1984     | Francesco Picardi                 | PSDI                         |         |
| 1984                                     | 1984     | Vincenzo Scotti                   | DC                           |         |
| 1984                                     | 1984     | Mario Forte                       | DC                           |         |
| 1984                                     | 1987     | Carlo D'Amato                     | PSI                          |         |
| 1987                                     | 1990     | Pietro Lezzi                      | PSI                          |         |
| 1990                                     | 1993     | Nello Polese                      | PSI                          |         |
| 1993                                     | 1994     | Francesco Tagliamonte             | PPI                          |         |
| 1993                                     | 2000     | Antonio Bassolino                 | PDS                          |         |
| 2000                                     | 2001     | Riccardo Marone                   | PDS                          |         |
| 2001                                     | 2011     | Rosa Iervolino                    | PD                           |         |
| 2011                                     | 2021     | Luigi de Magistris                | IDV                          |         |
| 2021                                     | En cours | Gaetano Manfredi                  | Indépendant de centre-gauche |         |
| Les données manquantes sont à compléter. |          |                                   |                              |         |

### Consulats
En 1796, Naples, capitale du royaume de Naples, accueille la première ambassade américaine sur la péninsule italienne (septième au monde),.
En 2025, la ville accueille 87 consulats étrangers.

### Jumelages
Naples est jumelée avec :
- Kagoshima (Japon) depuis 1960[116]
- Gafsa (Tunisie)
- Călărași (Roumanie) (Roumanie)
- Athènes (Grèce)
- Nosy Be (Madagascar)
- Naplouse (Palestine)

### Communes limitrophes
Arzano, Casandrino, Casavatore, Casoria, Cercola, Marano di Napoli, Melito di Napoli, Mugnano di Napoli, Portici, Pozzuoli, Quarto, San Giorgio a Cremano, San Sebastiano al Vesuvio, et Volla.

## Population et société

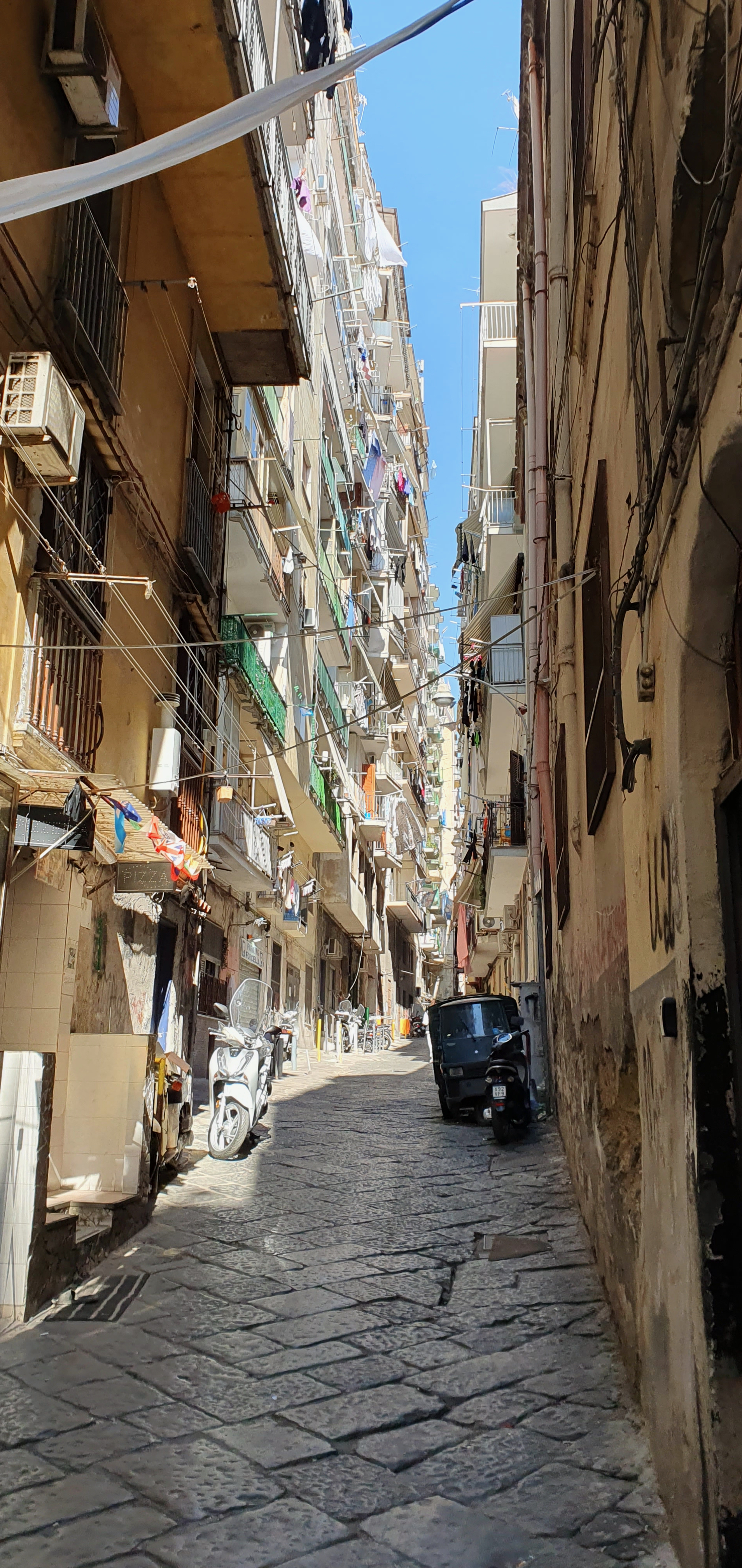
Densité urbaine du centre-ville de Naples.

En 2022, la population de la commune de Naples s'élève à environ 910 000 habitants. L'aire urbaine élargie de Naples, parfois appelée Grand Naples, compte environ 4,4 millions d'habitants. Le profil démographique de la province napolitaine en général est relativement jeune : 19 % ont moins de 14 ans, tandis que 13 % ont plus de 65 ans, contre une moyenne nationale de 14 % et 19 % respectivement. Naples a un pourcentage plus élevé de population féminine (52,5 %) que masculine (47,5 %). Naples possède le taux de natalité le plus élevé d'Italie, avec 10,46 naissances pour 1 000 habitants (la moyenne italienne étant de 9,45 naissances pour 1 000 habitants),.

### Évolution démographique

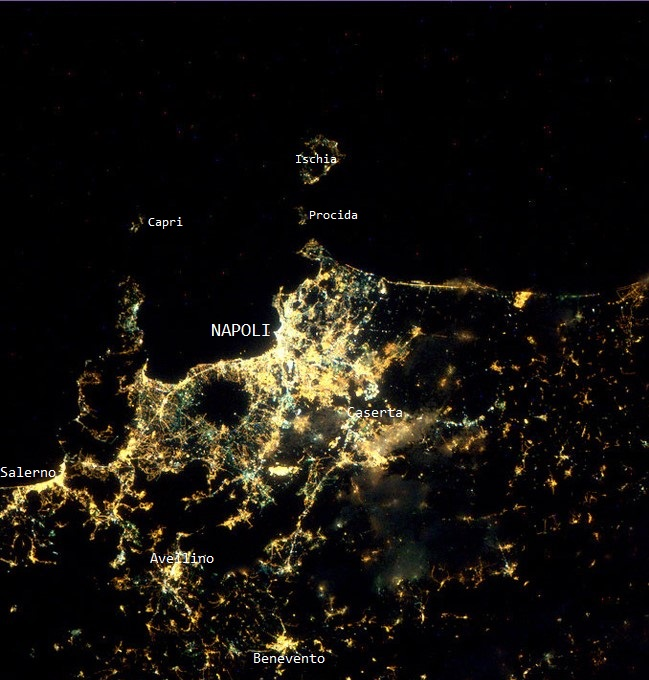
Vue satellite nocturne de l'aire métropolitaine de Naples.

La population de Naples est passée de 621 000 habitants en 1901 à 1 226 000 en 1971, pour diminuer à 910 000 en 2022, beaucoup de citadins ayant migré vers les banlieues. Selon différentes sources, la ville métropolitaine de Naples est soit la deuxième aire urbaine la plus peuplée d'Italie après Milan (avec 4 434 136 habitants selon Svimez Data), soit la troisième (avec 3,5 millions d'habitants selon l'OCDE). En outre, Naples est la grande ville la plus densément peuplée d'Italie, avec environ 8 182 personnes par km² ;  cependant, elle connaît une baisse notable de sa densité de population depuis 2003, alors que le chiffre était supérieur à 9 000 personnes par km².Habitants recensés (en milliers)
Naples, à partir du Moyen Âge tardif et surtout du XVIe siècle, devient l'une des premières villes du continent par sa population. Au cours de la seconde moitié du XVIe siècle, c'était probablement la ville la plus peuplée de l'Occident chrétien et la deuxième en Méditerranée après Constantinople. Lors du premier recensement de l'État unitaire (1861), Naples était toujours la commune la plus peuplée d'Italie et l'une des premières d'Europe. Au début des années 1930, elle céda la primauté à Milan (1931) puis à Rome (1936). Naples perd des habitants depuis plusieurs décennies au profit des banlieues et d'autres régions italiennes.
En 2024, Naples, bien qu'étant la troisième commune la plus peuplée du pays, demeure la ville la plus densément peuplée parmi les métropoles italiennes. Toutefois, il convient de noter que la ville s'est développée bien au-delà de ses limites administratives au fil des décennies. Il serait donc plus pertinent de prendre en compte les données démographiques de l'ensemble de la ville métropolitaine, marquée par un important phénomène d'urbanisation ayant donné vie à une vaste conurbation. Un exemple représentatif de ce phénomène est le déménagement de nombreux habitants du centre-ville vers les communes de l'ancienne province. En réalité, les limites métropolitaines de Naples sont bien plus étendues, englobant également des secteurs des provinces voisines, notamment celle de Caserte : les urbanistes désignent l'ensemble de ce territoire urbanisé sous le nom de « Grande Napoli ».
Selon les sources consultées, la zone métropolitaine de Naples est la deuxième ou troisième (derrière Milan et parfois Rome) plus peuplée du pays. À l'échelle européenne, elle se classe vers le huitième rang, analogue aux métropoles de Barcelone ou d'Athènes. En se basant sur le critère de l'âge moyen, Naples est la plus jeune des grandes villes italiennes, avec un taux de natalité supérieur à celui de nombreuses autres cités italiennes (par exemple, on y enregistre 1,1 naissance de plus pour 1 000 habitants par rapport à Milan), et un nombre relativement modéré d'immigrés.
Les quartiers les plus peuplés correspondent à ceux des anciens « casali » annexés par la commune à l'époque murattienne (Vomero, Arenella, Fuorigrotta), au Risorgimento (Piscinola), et sous la période fasciste (Barra, Chiaiano, Marianella, Soccavo, Ponticelli, San Pietro a Patierno, Miano, Secondigliano et Scampia).

### Immigration
| Pays de naissance | Population (2023) |
| ----------------- | ----------------- |
| Sri Lanka         | 14 627            |
| Ukraine           | 7 510             |
| Chine             | 4 477             |
| Pakistan          | 3 344             |
| Roumanie          | 2 356             |
| Bangladesh        | 2 101             |
| Philippines       | 1 721             |
| Nigeria           | 1 550             |

Ci-contre, un tableau qui montre les nationalités étrangères les plus fréquentes à Naples au 31 décembre 2023.
En 2023, il y avait officiellement 56 153 étrangers vivant dans la ville de Naples, mais ce chiffre est largement sous-estimé, Naples étant l'une des plaques tournantes de l'immigration illégale en Europe. La majorité de ceux-ci sont originaires d'Europe de l'Est (Ukraine et Roumanie) et d'Asie (Sri Lanka, Chine, Pakistan). Les statistiques démontrent que la majorité des immigrés sont des hommes. Relativement à sa population et aux villes du nord de l'Italie, il y a peu d'étrangers à Naples ; 94,3 % des habitants de la ville sont de nationalité italienne.

### Santé
L'hôpital Antonio-Cardarelli est le plus grand hôpital d'Italie du Sud.

### Sports
Le football est de loin le sport le plus populaire à Naples. Introduit dans la ville par les Britanniques au tout début du XXe siècle, ce sport est profondément ancré dans la culture locale : aucune strate de la société n'y est insensible, des scugnizzi (enfants des rues) aux plus fortunés.

#### Équipements sportifs

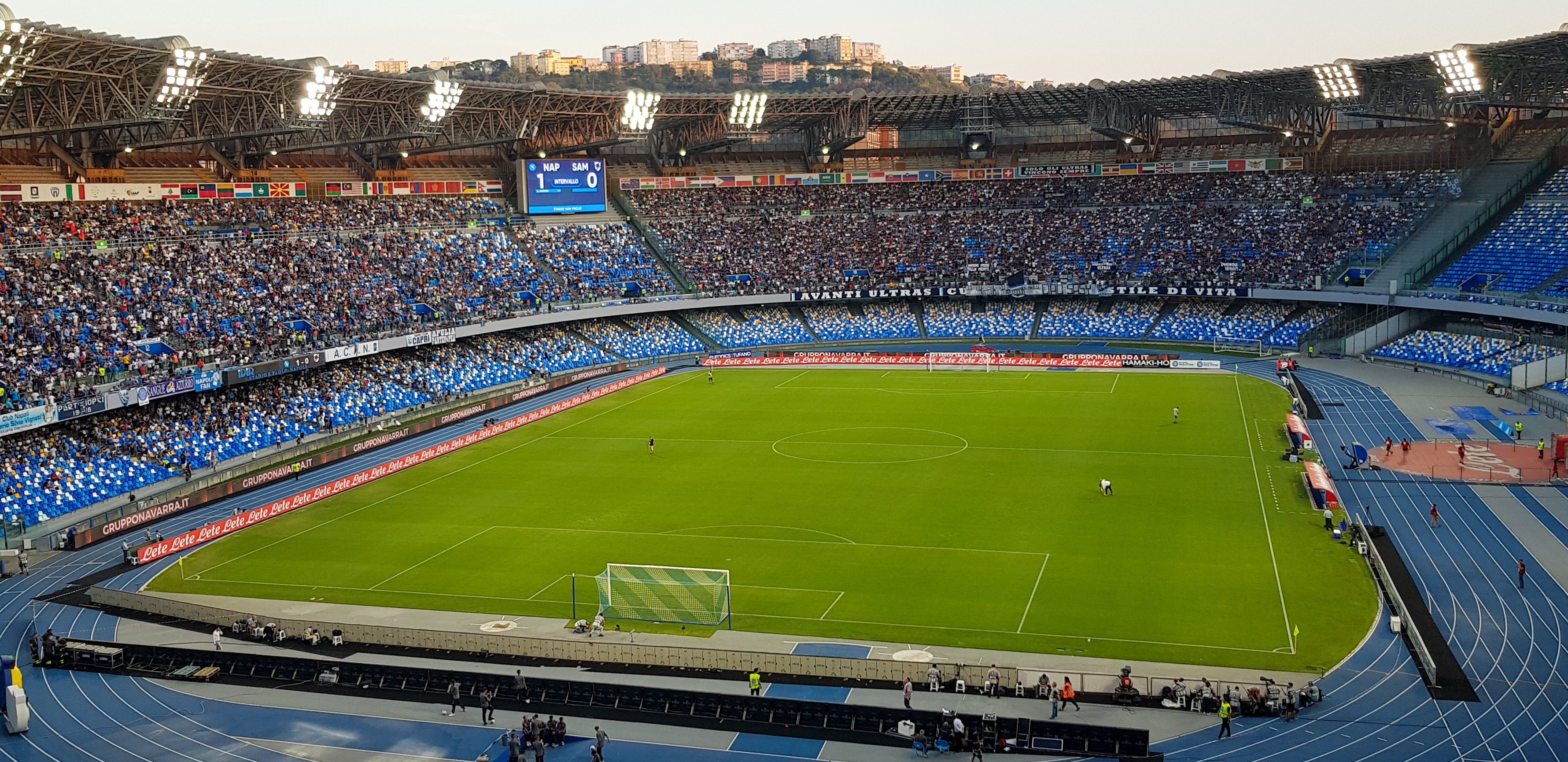
Stade Diego-Armando-Maradona.

- Stade Diego-Armando-Maradona de Fuorigrotta, 60 240 places, restructuré à 55 000 places en juin 2019, à l'occasion de l'Universiade d'été de 2019. Baptisé en l'honneur du milieu offensif argentin qui a joué pour le SSC Napoli pendant sept ans[130] ;
- Stade Arturo-Collana, 12 000 places ;
- Palais des sports PalaBarbuto, 5 000 places ;
- Hippodrome d'Agnano ;
- Piscine olympique Scandone, 4 500 places ;
- PalaVesuvio, 3 711 places ;
- Stade ex NATO, rénové à l'occasion de l'Universiade d'été de 2019 et homologué pour accueillir des rencontres de rugby à XV ;
- Circolo del Remo e della Vela Italia (voile et aviron) ;
- Circolo del Tennis di Napoli, fondé en 1905.

#### Principaux clubs

Fresque représentant Diego Maradona sur un immeuble du vieux-Naples.

Le club de football le plus connu de la ville est le SSC Napoli, qui joue ses matchs à domicile au stade Diego-Armando-Maradona. L'équipe évolue en Serie A et a remporté le scudetto à trois reprises, la Coupe d'Italie six fois et la Supercoupe d'Italie deux fois. Son palmarès est complété par deux titres à la Ligue Europa tandis que Diego Maradona est sacré joueur du siècle par la FIFA pour ses performances au sein du club. D'autres joueurs internationaux de premier plan ont joué dans le SSC Napoli, tels que Ciro Ferrara et Fabio Cannavaro. Ce dernier est nommé capitaine de l'équipe nationale qu'il mène à la victoire lors de la Coupe du monde de football 2006. Il est nommé meilleur footballeur par la FIFA la même année.
Naples compte plusieurs autres clubs de football, parmi lesquels on trouve le FC Neapolis et l'Internapoli, qui jouent tous deux au stadio Arturo-Collana. La ville possède également des équipes dans de nombreux autres disciplines sportives : Eldo Napoli représente la ville en Serie A de basket-ball et joue ses matchs dans le quartier excentré de Bagnoli. La ville a co-organisé l'EuroBasket 1969. Partenope Rugby est l'équipe de rugby à XV la plus connue de la ville : elle a remporté la Serie A de rugby à XV à deux reprises. Parmi les autres sports locaux populaires figurent le futsal, le water-polo, les sports hippiques, la voile, l'escrime, la boxe et les arts martiaux. L'Accademia Nazionale di Scherma (Académie nationale et école d'escrime de Naples) est la seule institution en Italie où les titres de « Maître d'épée » et de « Maître de kendo » peuvent être obtenus.

### Enseignement

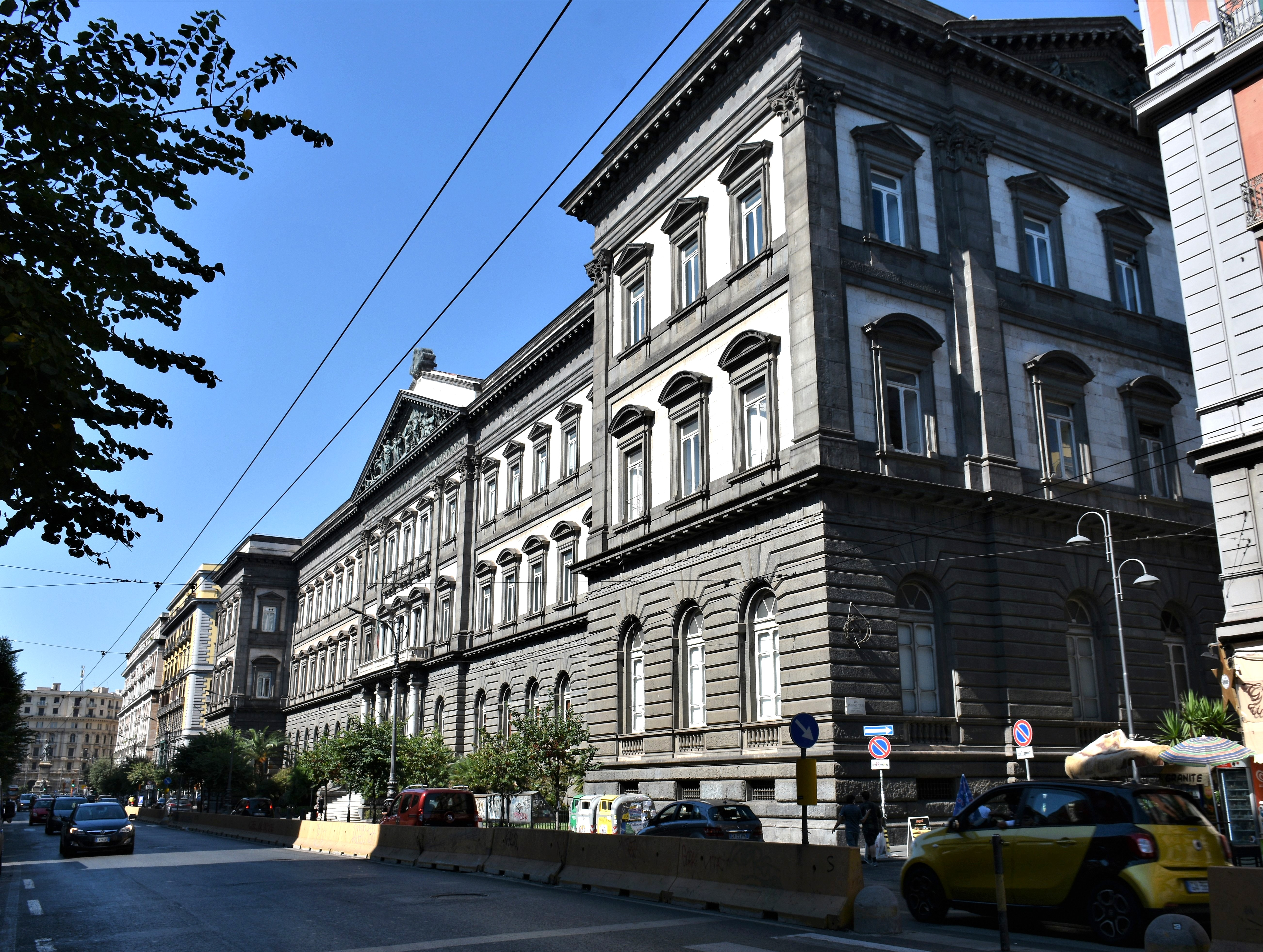
Bâtiment principal de l'université de Naples « Frédéric-II ».

La principale université de Naples est l'université Frédéric-II (en italien, Università degli studi di Napoli « Federico II ») qui est la plus ancienne université laïque et d'État au monde et une des plus anciennes en absolu, ayant été fondée en 1224 par l'empereur Frédéric II « Stupor Mundi ». Elle est toujours l'une des plus importantes d'Italie et réunit environ 70 000 étudiants et 6 000 chercheurs en 2022. Plus récemment, d'autres universités ont été fondées à Naples : la « Seconde Université de Naples » en 1989 dans la province de Caserte, la « Parthénope », « L'Orientale » et la « Sœur-Ursule-Benincasa ».
- Université de Naples - Frédéric-II (Università degli Studi di Napoli "Federico II"), abrite le jardin botanique de Naples, inauguré en 1807 par Joseph Bonaparte - les 15 hectares du jardin abritent environ 25 000 échantillons de plus de 10 000 espèces différentes[135] ;
- Université de la Campanie - Luigi-Vanvitelli (Università degli Studi della Campania "Luigi Vanvitelli") ;
- Université de Naples - L'Orientale (Università degli Studi di Napoli "L'Orientale"), spécialisée en civilisations orientales, fondée par le missionnaire jésuite Matteo Ripa en 1732, à son retour de la cour de Kangxi, empereur chinois de la dynastie mandchoue des Qing[136] ;
- Université Sœur-Ursule-Benincasa (Università degli Studi "Suor Orsola Benincasa")[137] ;
- Université de Naples - Parthénope (Università degli Studi di Napoli "Parthenope") ;
- Académie des Beaux-Arts de Naples (Accademia di Belle Arti di Napoli), fondée en 1752 sur ordre de Charles de Bourbon. Elle a joué un rôle très important dans le développement de la peinture napolitaine et plus particulièrement dans la formation de l'école du Posillipo[138] ;
- Faculté pontificale de Théologie de l'Italie méridionale (Pontificia Facoltà Teologica dell'Italia Meridionale, PTFIM)[139] ;
- Le conservatoire San Pietro a Maiella est la principale institution d'éducation musicale de la ville, les premiers conservatoires de musique napolitains ont été fondés au XVIe siècle sous les Espagnols[140] ;

- Observatoire astronomique de Capodimonte, fondé en 1812 par l'astronome Federigo Zuccari avec l'accord du roi Joachim Murat ;
- Station zoologique « Anton-Dohrn », institut de recherche en biologie marine fondé en 1872 (pionnier dans le domaine) par le zoologiste allemand éponyme et comprenant un aquarium ;
- Observatoire du Vésuve, fondé en 1841 près d'Ercolano, plus vieil organisme volcanologique du monde, accueille de nos jours l'Institut national de géophysique et de volcanologie.

L'école militaire « Nunziatella » figure parmi les plus anciens établissements de formation militaire d'Italie et du monde. Fondée en 1787 par volonté du roi Ferdinand IV de Bourbon sous le nom d'Académie militaire royale, elle est proclamée en 2012 patrimoine culturel des pays de la Méditerranée par l'Assemblée parlementaire de la Méditerranée (PAM). Située à Pizzofalcone, via Generale-Parisi, elle a dès l'origine été un lieu d'excellence en formation militaire et civile. Parmi ses enseignants et élèves notables, on compte Francesco De Sanctis, Mariano d'Ayala, Carlo Pisacane, Enrico Cosenz et Victor-Emmanuel III.

### Cultes

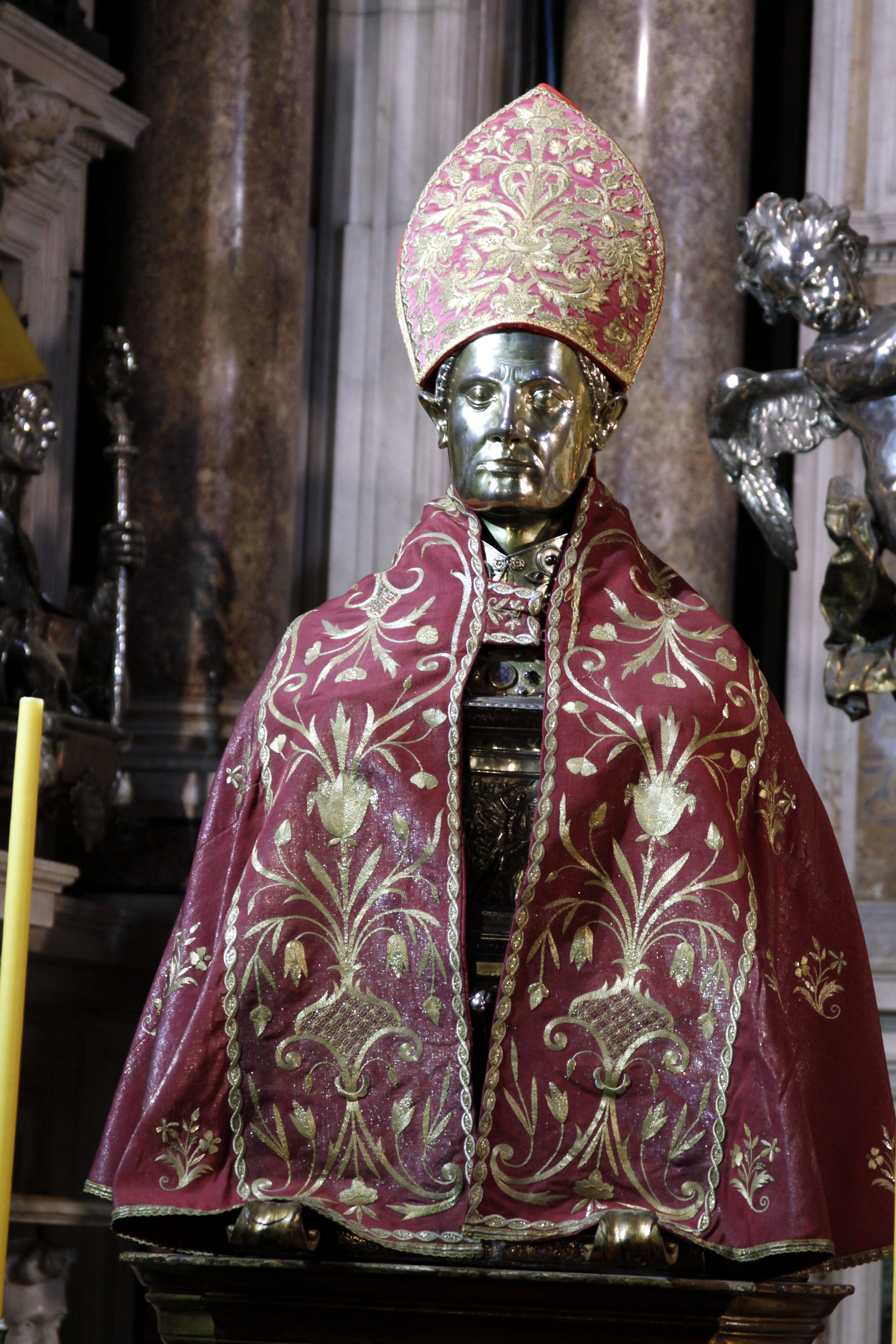
Buste reliquaire de saint Janvier, conservé dans la chapelle royale du Trésor de Saint-Janvier.

La ville est le siège de l'archidiocèse de Naples. La cathédrale est son principal lieu de culte ; chaque année, le 19 septembre, elle accueille le célèbre Miracle de saint Janvier, le saint patron de la ville. Au cours du miracle, auquel des milliers de Napolitains viennent assister, le sang séché de saint Janvier est censé se liquéfier lorsqu'il est rapproché de reliques sacrées supposées provenir de son corps. La ville, à l'exception des quartiers ouest relevant du diocèse de Pouzzoles, fait partie de l'archidiocèse de Naples, dirigé par l'archevêque Domenico Battaglia. Elle est organisée en 13 doyennés, comptant 500 lieux de culte, dont 189 paroisses.
Au débarquement de l'apôtre Pierre en Italie, Naples fut l'un des premiers pôles du christianisme en Occident. Les premières catacombes de Naples, datant des IIe et IIIe siècles, n'étaient pas consacrées au culte, mais utilisées uniquement à des fins funéraires, conformément à la législation romaine. L'évangélisation de la ville se développa au cours des premiers siècles de l'ère chrétienne, tandis que la latinisation des rites survint au XIIe siècle, principalement sous l'impulsion de Roger II de Sicile, roi normand. Pendant de nombreux siècles, les principales basiliques accueillirent les sedili de Naples, organes administratifs municipaux qui s'opposèrent, entre autres, à l'instauration du tribunal local de l'Inquisition en 1547.
De faibles présences musulmanes, bien que sporadiques, sont attestées dans la ville de Naples dès le IXe siècle en raison des relations commerciales établies entre marchands napolitains et arabes. La diffusion de l'islam dans la ville eut toutefois lieu en même temps que les flux migratoires des années 1980, période durant laquelle sont fondées les deux premières mosquées, piazza Garibaldi et piazza Municipio. Une troisième mosquée fut ensuite ouverte piazza Mercato. Cette dernière, au lendemain des attentats du 11 septembre 2001, rédigea conjointement avec le diocèse de Naples une déclaration commune intitulée Salam alaikum – Pax Vobiscum, affirmant les principes de respect mutuel et de cohabitation. Aujourd'hui, la présence islamique dans la ville connaît une évolution significative, comme en témoigne le docufilm Napolislam de 2015, lauréat du Biografilm Festival.
Enfin, on trouve également une église évangélique, une église anglicane ainsi qu'une communauté juive.

### Criminalité
Naples est confrontée à des phénomènes de criminalité organisée depuis le XIXe siècle, avec l'émergence de la camorra. Cette organisation est structurée en clans autonomes selon une organisation horizontale. Ses activités comprennent le trafic de drogue, les extorsions, l'usure et d'autres formes d'illégalité. Malgré les interventions des forces de l'ordre au cours des premières décennies du nouveau millénaire, le phénomène reste profondément enraciné, en particulier dans les quartiers périphériques. En plus de la criminalité organisée, la ville enregistre également des niveaux élevés de petite délinquance, avec une forte incidence de délits courants. Les institutions mettent en œuvre des actions de lutte et de prévention, mais des problèmes d'ordre socio-économique persistent, aggravés par la faiblesse institutionnelle et le manque d'interventions efficaces de la part de l'État.

## Économie

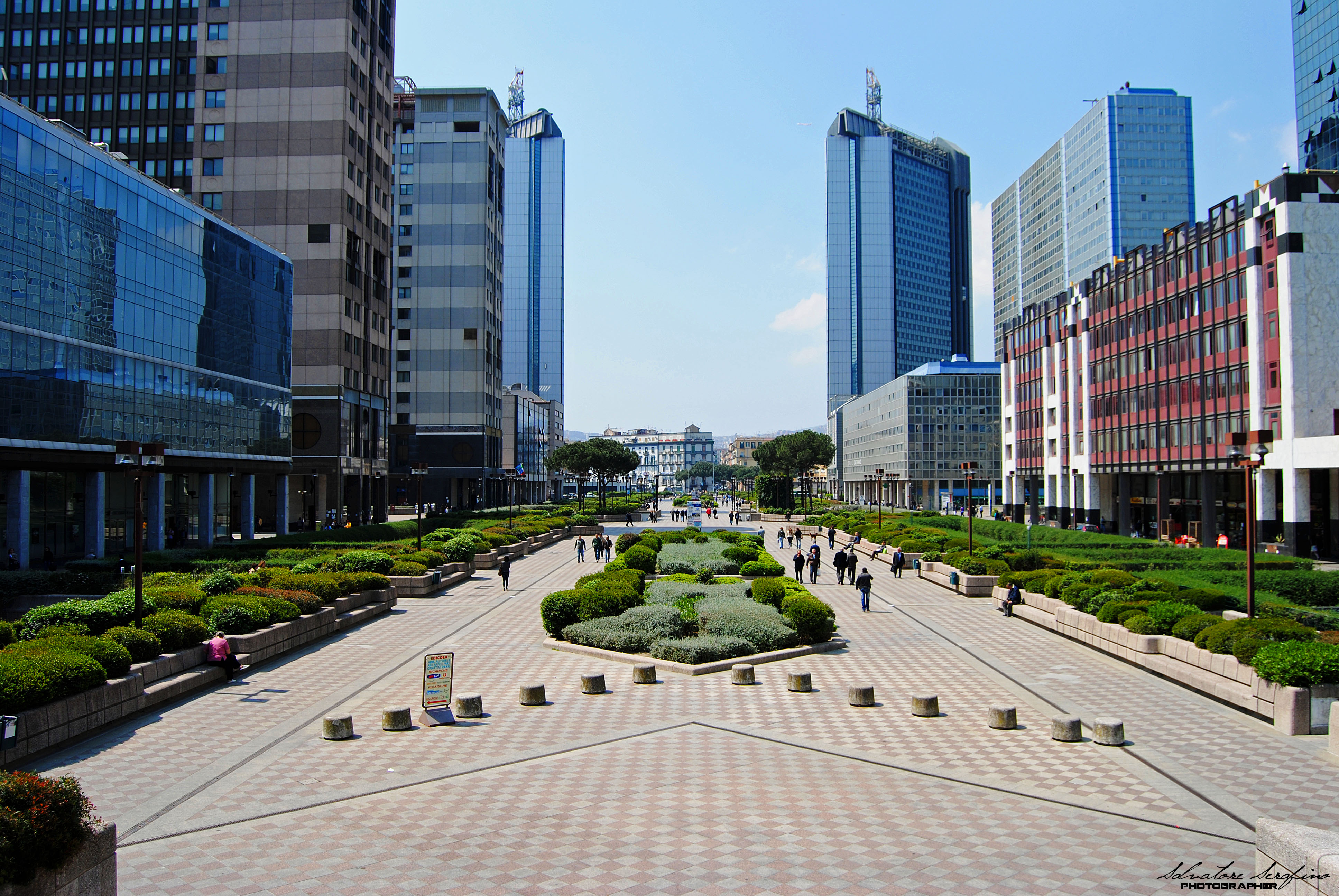
Quartier d'affaires (Centro direzionale) de Naples.

Naples, étant au centre des grandes voies méditerranéennes et disposant d'un arrière-pays fertile entre deux zones volcaniques, pouvait compter dès l'origine sur une économie solide fondée avant tout sur l'agriculture, l'extraction de matières premières et l'artisanat. Du Moyen Âge à la période moderne, elle est devenue l'un des grands centres italiens de l'industrie textile, en particulier de la transformation de la soie. À l'ère industrielle apparaît à Naples le premier grand complexe métallurgique du pays, la Pietrarsa, qui entraîne un développement industriel et économique considérable au cours des vingt années suivantes : en 1860, il employait environ 1 200 personnes. Cependant, après l'unification, l'usine a connu une phase de lente régression jusqu'à la cessation des activités de production vers 1880, tout en maintenant jusqu'en 1975 l'entretien et la réparation des locomotives.
Pour prendre la mesure de l'historique puissance économique de la ville, il suffit de penser qu'en 1871, dix ans après l'annexion, la province de Naples avait encore un indice d'industrialisation supérieur à celui de Turin. Naples abritait également la Bourse, la Monnaie et le Banco delle Due Sicilie (en).
En 1904, dans le contexte du Risanamento di Napoli, de grands districts industriels sont créés à l'est et à l'ouest (notamment à Bagnoli), bien que le décollage effectif du secteur ne se produira pas avant le boom économique d'après-guerre. Le PIB urbain de Naples est vingt-sixième (sur 115 villes) en Europe (61,8 milliards de dollars en 2014, soit plus que des pays entiers comme la Slovénie et comparable à des villes telles que Zurich ou Copenhague), mais au cinquième rang pour la croissance du taux de chômage pendant la crise et avec l'un des revenus par habitant les plus bas d'Italie.
Malgré de brèves phases d'amélioration sous le régime fasciste (sous lequel jusqu'à 14 % de la population active a été employée dans le secteur secondaire) puis dans les années 1950, favorisées notamment par la présence dans la ville d'un artisanat fort (comme l'art des crèches, le travail de la céramique et des porcelaines, la production de bijoux avec du corail et de camées gravés à Torre del Greco, etc.), le taux d'emploi n'a jamais atteint un niveau adéquat, principalement en raison d'investissements publics insuffisants, mais aussi à cause de la présence d'infiltrations mafieuses qui découragent la création de nouvelles entreprises locales.
Les activités illicites napolitaines ont un impact considérable sur l'économie nationale, et non sans effets négatifs sur les structures sociales et environnementales de la ville, appauvrie par des décennies d'absence. L'absence d'un véritable tissu industriel a fait de Naples un important pôle tertiaire spécialisé dans les domaines du commerce, de l'administration publique, de l'édition, du divertissement, des médias, de la recherche, de la finance, des transports, du tourisme et, depuis peu, des technologies de pointe (présence de géants américains comme Apple et Cisco Systems Academy). Le port de Naples a toujours été une source de revenus cruciale pour la ville, tandis que le principal centre d'affaires et tertiaire est le Centro direzionale, grand quartier d'affaires rivalisant avec ceux de Milan et de Rome.
Dans ses limites administratives, Naples est aujourd'hui la quatrième économie urbaine d'Italie après Milan, Rome et Turin, et la 103e économie urbaine mondiale en termes de pouvoir d'achat (quinzième en Italie), avec un PIB estimé à 22 779 euros par habitant en 2023. Naples est un important terminal de fret, et le port de Naples est l'un des plus grands et des plus fréquentés de la Méditerranée. La ville a connu une croissance économique soutenue depuis la Seconde Guerre mondiale, mais le chômage reste une ombre au tableau,,, et la ville est gangrénée par des taux élevés de corruption politique et de crime organisé.
Au cours des dernières décennies, la province de Naples a connu une réorientation de son économie traditionnelle basée sur l'agriculture vers une économie tournée vers les services. Le secteur des services emploie la majorité des Napolitains, bien que plus de la moitié d'entre eux soient employés par de petites entreprises de moins de 20 salariés ; environ 70 entreprises sont considérées comme de taille moyenne avec plus de 200 salariés et seules 15 entreprises emploient plus de 500 travailleurs au sein de la ville.

### Tourisme

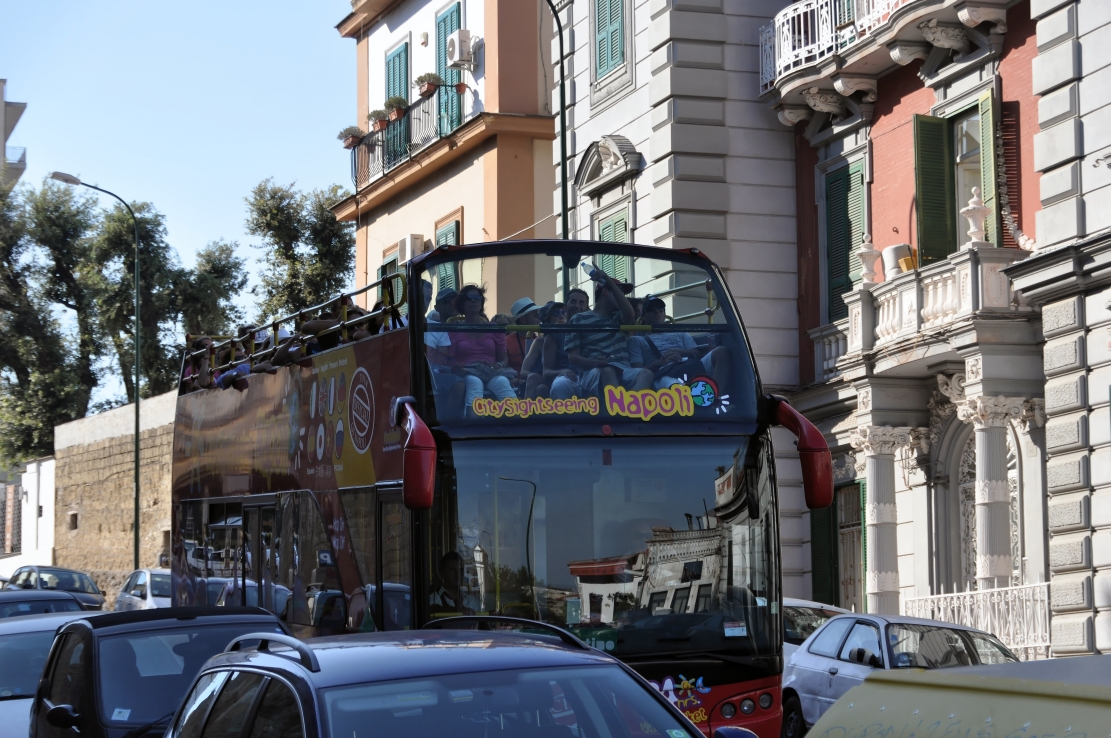
Bus touristique dans les rues de Naples.

Dès le XVIIIe siècle, Naples attire les visiteurs dans le cadre de leur Grand Tour. Aujourd'hui[Quand ?], c'est une destination touristique nationale et internationale majeure, l'une des principales d'Italie et d'Europe au même titre que Florence, Rome, Venise ou Milan,. Avec 14,5 millions de visiteurs en 2024, la ville est parvenue à sortir de la forte dépression touristique des dernières décennies (due principalement à la dégradation de l'image de la ville engendrée par les médias italiens, au séisme de 1980 en Irpinia et à la crise des déchets). Pour évaluer correctement le phénomène, il faut cependant considérer qu'une grande partie des touristes visitant Naples chaque année séjournent dans les nombreuses localités environnantes, reliées à la ville par des lignes directes privées et publiques,. Les touristes visitant Rome ou d'autres sites campaniens (côte amalfitaine, péninsule de Sorrente) effectuent fréquemment une escapade journalière à Naples ; en 2019, Naples est la dixième commune la plus visitée d'Italie, dépassant notamment Turin et Riccione, et la première du Mezzogiorno.
Par ailleurs, la demande touristique a eu un impact significatif sur l'offre de logements. Dans le centre historique, les prix ont connu une flambée tandis que l'offre traditionnelle a diminué, poussant touristes comme résidents à chercher des solutions alternatives. De ce fait, le nombre d'arrivées devient l'indicateur essentiel du flux touristique global, car beaucoup de visiteurs ne passent pas la nuit dans la ville mais se déplacent vers d'autres localités environnantes.
Le secteur est en pleine croissance, et les perspectives futures semblent s'orienter vers un rapprochement des standards des autres grandes cités d'arts italiennes ; le tourisme assume de plus en plus un poids décisif pour l'économie de la ville, c'est pourquoi, exactement comme cela s'est produit par exemple dans le cas de Venise ou de Florence, le risque de gentrification du centre historique est de plus en plus élevé,,.

## Culture et patrimoine

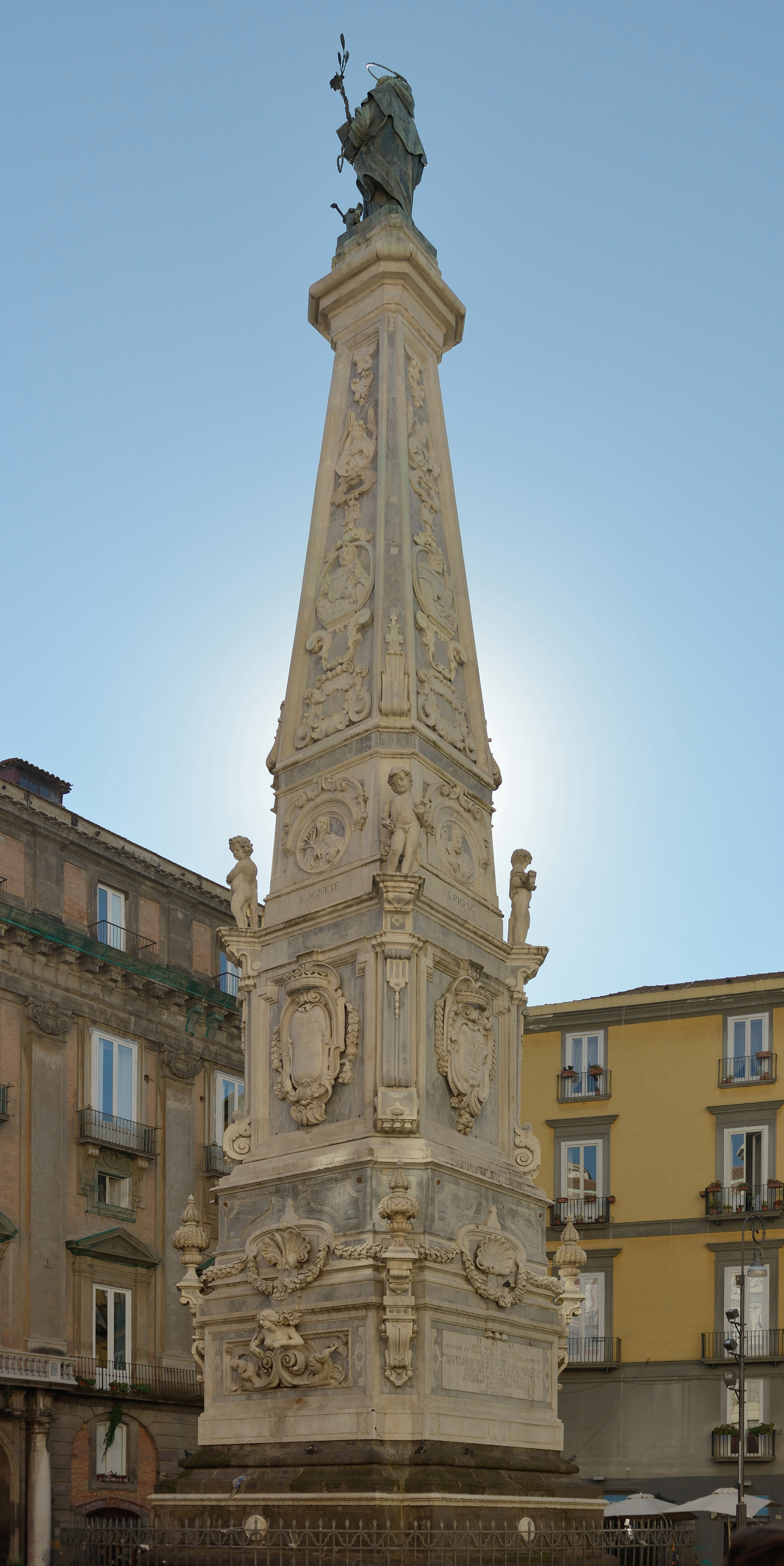
Obélisque de San Domenico Maggiore.

Le centre historique de Naples est le plus étendu d'Italie avec 1 700 ha, la ville ayant été du Moyen Âge jusqu'au XIXe siècle la cité la plus peuplée de la péninsule. Naples possède ainsi l'une des plus grandes concentrations au monde de ressources culturelles et de monuments historiques,. Ainsi, l'expression Vedi Napoli e poi muori, traduite par « Voir Naples et mourir », souligne la beauté monumentale et naturelle de la ville dont la visite serait un tel accomplissement que l'existence n'aurait plus de sens au-delà.
L'écrivain Curzio Malaparte rend dans son roman La peau un hommage à Naples en la décrivant, en 1943, comme « la seule cité antique qui n'ait pas péri comme Ilion, comme Ninive, comme Babylone ».
En effet, les 2 800 ans d'histoire de Naples lui ont laissé une richesse de bâtiments et monuments historiques, allant des châteaux médiévaux aux ruines antiques, ainsi qu'une large gamme de sites culturellement et historiquement significatifs dans ses alentours, notamment le palais de Caserte (homologue napolitain du château de Versailles) ou les ruines romaines de Pompéi et Herculanum.

Les styles architecturaux les plus marquants visibles dans Naples aujourd'hui sont les styles médiéval, Renaissance et baroque. Naples compte 448 églises historiques, ce qui en fait l'une des villes comptant le plus grande nombre d'édifices catholiques au monde. En 1995, le centre historique de Naples a été inscrit au patrimoine mondial de l'UNESCO selon le critère suivant :
Naples est une des plus anciennes villes d'Europe, dont le tissu urbain actuel conserve les éléments de sa longue histoire riche en péripéties. Le tracé rectangulaire quadrillé des rues de l'ancienne ville grecque Neápolis est encore perceptible et constitue effectivement aujourd'hui la base du tissu urbain actuel du centre historique de Naples, un des plus grands ports de Méditerranée. À partir du Moyen Âge et jusqu'au XVIIIe siècle, Naples fut un centre inégalé en matière d'art et d'architecture, s'exprimant dans ses anciens forts, ses ensembles royaux, tels que le palais royal construit en 1600 et les palais et les églises construits par les familles aristocratiques.

### Architecture et monuments remarquables
Les vestiges d'époque romaine sont nombreux dans les sous-sols de la ville et certains complexes souterrains ont été aménagés afin d'être ouverts à la visite. Le patrimoine médiéval de la ville se distingue par l'existence, unique en Italie, d'églises de style gothique d'inspiration française (et en particulier de la variante provençale de l'architecture gothique) qui s'explique par la présence de la dynastie angevine, d'origine française, sur le trône du royaume de Naples entre le XIIIe et le XVe siècle. Le patrimoine de la Renaissance se caractérise par la présence de plusieurs palais et églises bâtis dans un style syncrétique, inspiré des exemples développés à Rome et Florence mais aussi de la Catalogne alors que Naples est sous domination aragonaise à la fin du XVe siècle.
Le XVIe siècle voit les premiers grands travaux d'urbanisme, avec, sous l'impulsion du vice-roi espagnol Pierre de Tolède, le percement de la plus grande artère napolitaine, la via Toledo et la création des nouveaux « Quartiers espagnols » aux portes de la vieille ville. C'est néanmoins principalement aux XVIIe et XVIIIe siècles que le centre historique de Naples gagne son aspect actuel, alors que fleurit le style baroque qui se développe avec une grande vivacité dans la ville, où les chantiers se multiplient. Le baroque napolitain s'incarne dans de grands artistes qui sont peintres, sculpteurs et architectes - avec comme peintres Le Caravage, Ribera, Luca Giordano, Francesco Solimena, les architectes Cosimo Fanzago, Ferdinando Sanfelice, Luigi Vanvitelli, Ferdinando Fuga, les sculpteurs Domenico Andrea Vaccaro et Giuseppe Sanmartino.
La plupart des palais et des églises historiques de Naples ont été construits ou remodelés et redécorés à cette époque, alors que la ville est sous la domination du royaume d'Espagne avant de regagner son statut de capitale en 1734 avec l'arrivée des Bourbons sur le trône. Cette nouvelle indépendance induit la construction de grands monuments auliques, comme le palais de Capodimonte, le célèbre théâtre San Carlo, premier grand opéra de l'histoire, le palais du musée archéologique ou l'immense bâtiment du Real albergo dei Poveri, hospice destiné à recueillir les pauvres et les indigents aux portes de la ville.
De nombreuses villas sont construites sur la côte au nord et au sud de Naples, en bordure de la mer, pour les grandes familles aristocratiques napolitaines mais aussi pour les visiteurs étrangers fortunés, anglais, français ou allemands, qui se rendent dans la ville à l'occasion du Grand Tour. Naples est l'étape finale de ce voyage de formation de l'aristocratie européenne du siècle des Lumières grâce à ses sites et monuments antiques, le site grandiose de sa baie dominée par le Vésuve, sa cour raffinée et sa vie musicale intense (avec des compositeurs de premier plan tels que Alessandro Scarlatti, Pergolèse, Nicola Porpora, Francesco Durante, Leonardo Leo, Leonardo Vinci, Domenico Cimarosa et Giovanni Paisiello). La première moitié du XIXe siècle voit se développer, notamment dans l'architecture des villas (villa Floridiana, Villa Pignatelli), un néoclassicisme palladien et des décors inspirés des fresques romaines retrouvées aux sites tous proches de Pompéi et Herculanum.
Enfin, à la fin du XIXe siècle et au début du XXe siècle, dans les nouveaux quartiers de Naples qui voient le jour autour du centre-ville ancien se développe un style original inspiré de l'Art nouveau, connu en Italie sous le nom de style Liberty.

#### Architecture civile

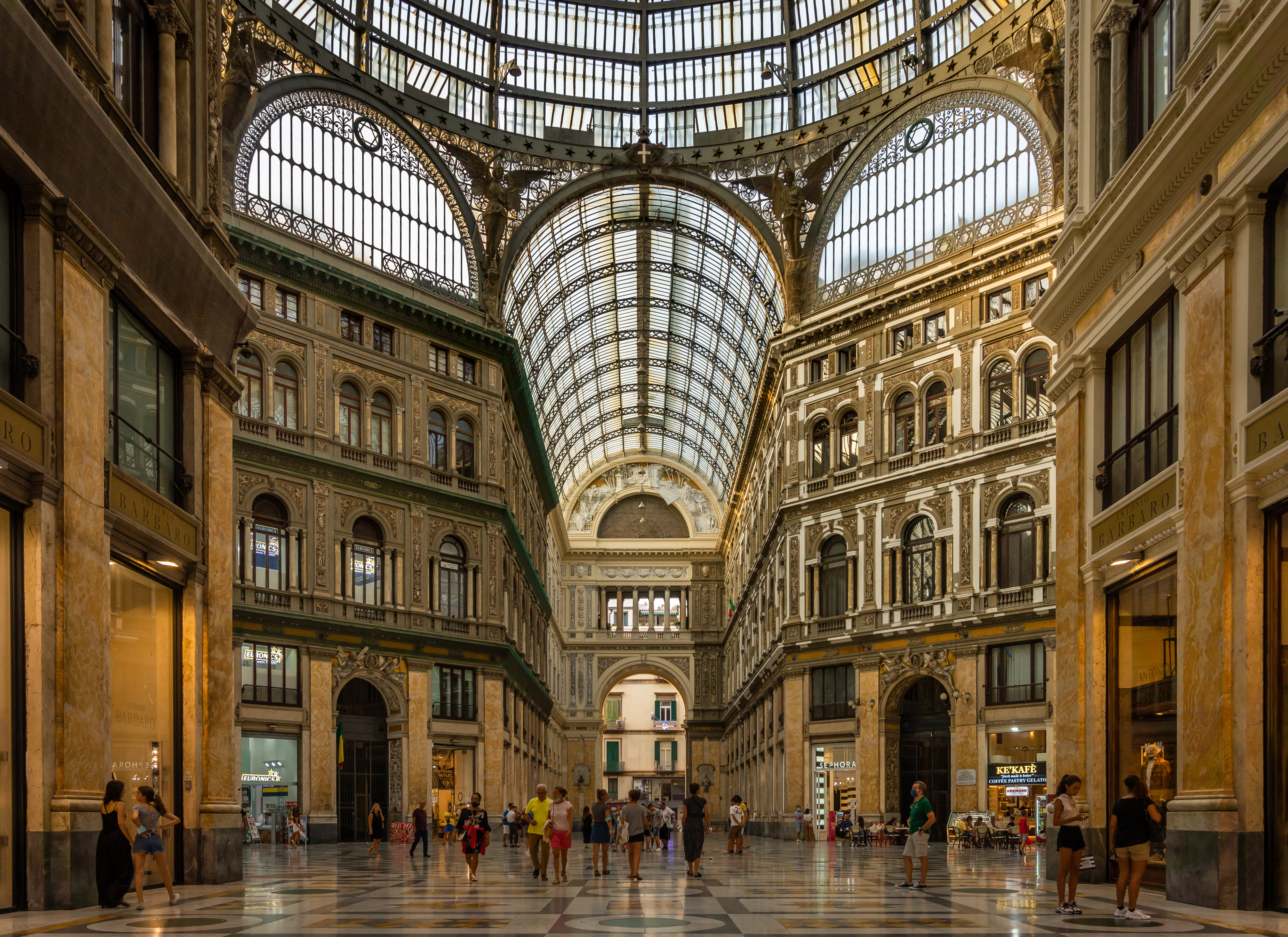
Intérieur de la galleria Umberto-I.

La principale place publique de la ville est la piazza del Plebiscito. Sa construction a été initiée par le roi bonapartiste Joachim Murat et achevée sous le roi bourbon Ferdinand IV. La place est bordée à l'est par le palais royal et à l'ouest par la basilique San Francesco di Paola, entourée de colonnades sur chaque côté. À proximité se trouve le teatro San Carlo, qui est le plus ancien opéra d'Italie. Juste en face du San Carlo se trouve la galleria Umberto-I, grande galerie marchande couverte d'une verrière de la fin du XIXe siècle.
Outre la piazza del Plebiscito, les plus grandes places publiques de Naples sont la piazza Dante et la piazza dei Martiri. Cette dernière n'était initialement décorée que d'un mémorial dédié aux martyrs chrétiens mais, en 1866, après l'unification italienne, quatre lions furent ajoutés afin de rendre hommage aux quatre rébellions de la ville contre les Bourbons.
San Gennaro dei Poveri est un hospice destiné aux pauvres érigé par les Espagnols en 1667. Il fut le précurseur d'un projet beaucoup plus ambitieux, le Real albergo dei Poveri, initié par Charles III. Cet établissement était destiné aux démunis et aux malades de la ville ; il faisait vivre une communauté autarcique où les pauvres pouvaient vivre et travailler. Bien qu'il soit parvenu intact jusqu'à nos jours, cet hôtel-Dieu n'est plus en activité.
Grâce à son climat doux et à sa position naturelle avantageuse, Naples et ses environs ont, au fil des siècles, été choisis comme lieux de villégiature. Avec l'ascension de la ville au rang de capitale, commencèrent à être édifiées des demeures et palais aristocratiques, résidences de nobles désireux de participer à la vie de cour. En conséquence, la ville et sa région (notamment le long de la côte du Vésuve) furent enrichies de centaines de villas, parmi lesquelles il convient de mentionner la villa Pignatelli, la villa Carafa du Belvédère, la villa Doria d'Angri, la villa Rosebery, la villa Floridiana, la villa Rocca Matilde et la villa Visocchi.
C'est à la période baroque particulièrement prolifique, suivie du néoclassicisme, que remonte la grande résidence royale de la ville : le palais royal. Le vaste plan urbanistique de Charles de Bourbon concerna également les territoires situés hors des murs, avec la construction des palais royaux de Portici, Capodimonte et Caserte. Toujours au XVIIIe siècle furent édifiés le théâtre San Carlo – le plus ancien au monde encore en activité et le plus vaste d'Italie – ainsi que le Real Albergo dei Poveri, comparable en taille au palais royal de Caserte. Après l'unification de l'Italie, à la fin du XIXe siècle, débuta le grand projet d'assainissement de Naples, qui prévoyait la démolition de quartiers entiers et la construction de nouveaux édifices, parfois de grande valeur architecturale, comme la galerie Umberto-I.

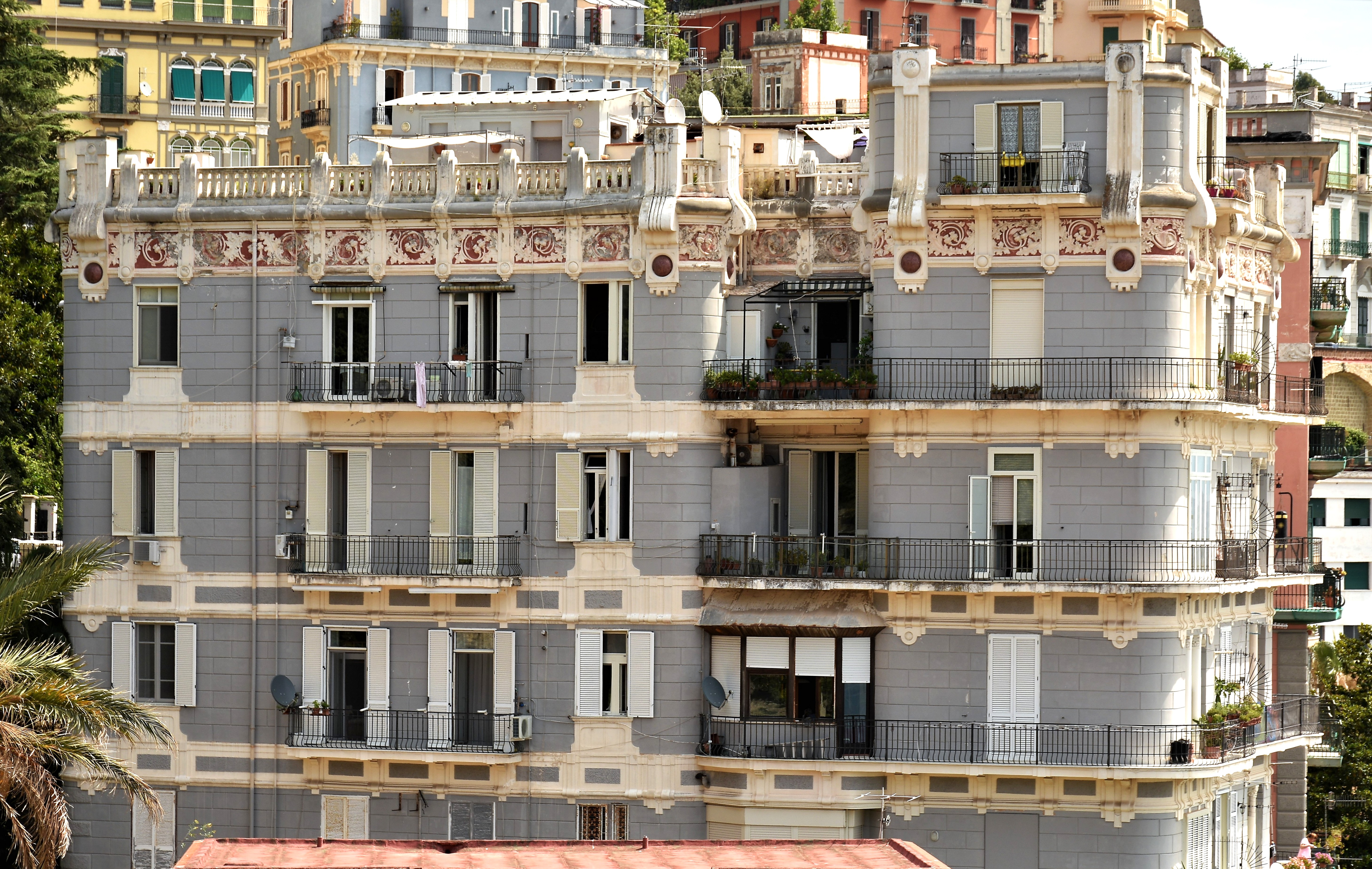
Palazzina Russo-Ermolli, pur exemple de Liberty Napoletano.

Les obélisques de la ville — les plus célèbres étant ceux de l'Immacolata, de San Domenico et de San Gennaro — datent d'une période allant du Moyen Âge au baroque. Leur construction était liée aux pratiques de l'Église, qui voulait doter chaque grand édifice religieux d'un élément reconnaissable par les pèlerins, mais aussi aux fêtes populaires, durant lesquelles on construisait des tours en bois richement décorées en carton-pâte et portées à dos d'hommes (tradition qui survit encore aujourd'hui avec la fête des Gigli de Nola).
Divers bâtiments inspirés par le style néo-gothique subsistent à Naples, en raison de l'influence exercée par ce mouvement sur l'architecte indo-écossais Lamont Young, l'un des architectes les plus actifs à Naples de la fin du XIXe siècle au début du XXe siècle. Young a laissé une empreinte significative dans le paysage urbain et a conçu de nombreux projets, dont celui de la première ligne de métro de la ville.
Au début du XXe siècle, une variante locale du phénomène Art nouveau, connue sous le nom de Liberty Napoletano, s'est donnée libre cours à Naples. En 1935, l'architecte rationaliste Luigi Cosenza a conçu un nouveau marché aux poissons pour la ville. Sous l'ère mussolinienne, les premières infrastructures du Centro direzionale ont été construites, toutes dans un style rationaliste-fonctionnaliste, notamment le palazzo delle Poste et les bâtiments de la Pretura. Le Centro direzionale de Naples, conçu par Kenzō Tange, demeure le seul groupement de gratte-ciel en Europe méridionale pendant plusieurs décennies. La gare de Naples-Afragola, conçue par Zaha Hadid, est classée parmi les meilleures constructions au monde en 2017 selon la BBC.

#### Architecture religieuse
« Ce qui nous a paru le plus extraordinaire à Naples, c'est le nombre et la magnificence de ses églises; je puis vous dire sans exagérer que cela dépasse l'imagination. » »

— Maximilien Misson, 1724

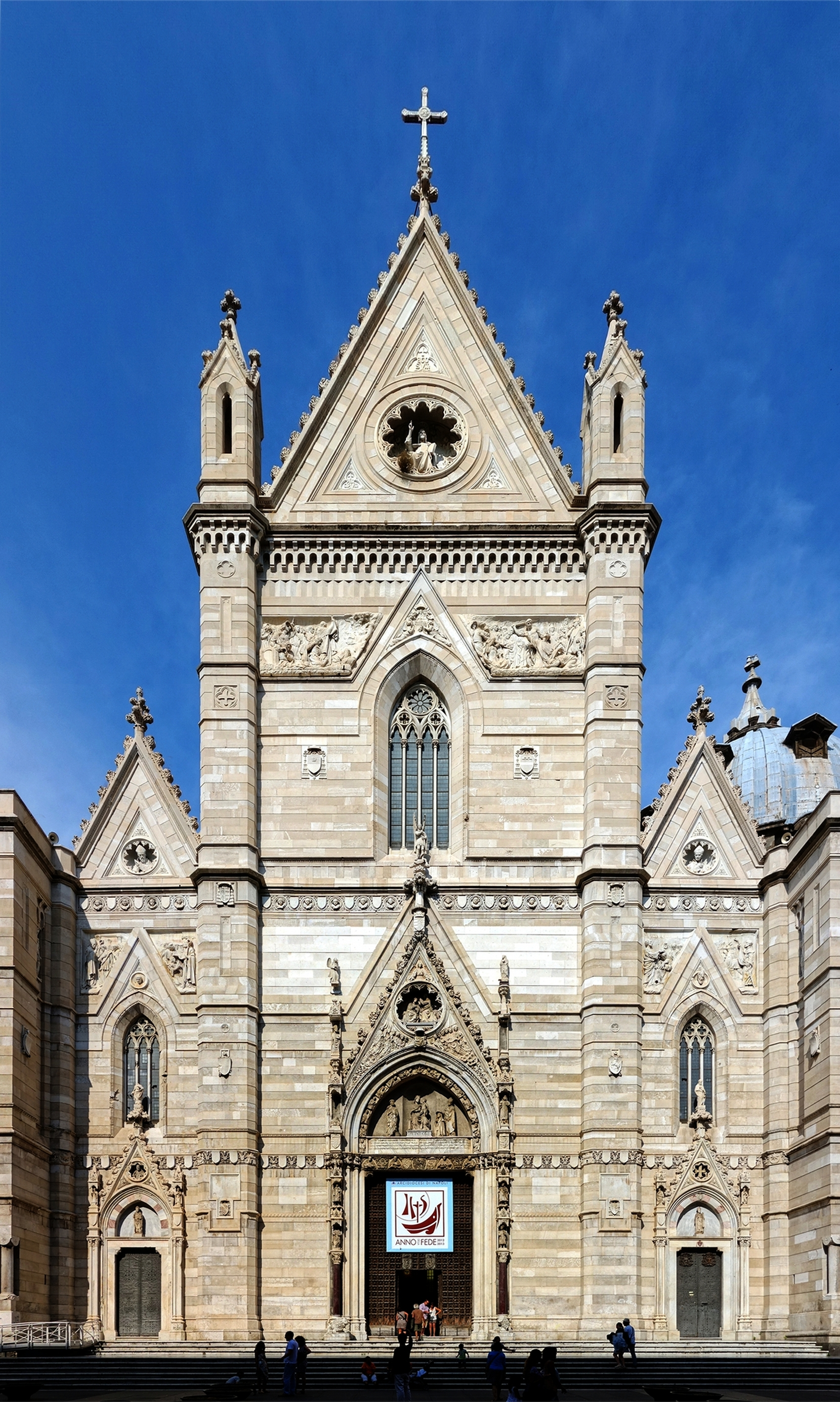
Façade de la cathédrale de Naples.

Au cours des siècles, Naples a vu des centaines de couvents, d'églises et de monastères s'élever, à tel point qu'elle lui a valu le surnom de ville aux 500 coupoles.
Parmi ces églises, on compte notamment : 
- Chartreuse Saint-Martin (certosa di San Martino), chef-d'œuvre du baroque napolitain, ornée de toiles de grands maîtres, célèbre pour son grand cloître agrémenté de sculptures de Cosimo Fanzago[179] ;
- Cathédrale Notre-Dame-de-l'Assomption (duomo San Gennaro), gothique avec décors intérieurs d'époque baroque, façade néogothique, la chapelle royale du Trésor de San Gennaro du XVIIe siècle avec fresques du Dominiquin et de Lanfranco, comprend également la basilique Santa Restituta d'époque médiévale remaniée plus tard et le baptistère paléochrétien de San Giovanni in Fonte ;
- Église du Gesù Nuovo, sur la place du même nom. Aménagé dans l'ancien palais Sanseverino à la fin du XVIe siècle, l'édifice se démarque par sa sombre façade à bossage, en pointes de diamant, vestige du palais du XVe siècle. Peintures de Francesco Solimena, José de Ribera, Luca Giordano, Giovanni Lanfranco et Massimo Stanzione à l'intérieur ;
- Église des Girolamini, baroque ;
- Basilique San Francesco di Paola, néoclassique ;
- Basilique Santa Chiara, gothique, c'est le lieu de sépulture des rois angevins et Bourbons de Naples, sa voûte est l'une des plus élevées au monde (45 mètres). Célèbre pour son cloître des majoliques, décoré de faïences du XVIIIe siècle ;
- Basilique San Paolo Maggiore, baroque, sacristie peinte à fresque par Francesco Solimena ;
- Église San Domenico Maggiore, église gothique avec décors de la Renaissance et d'époque baroque, dont la sacristie décorée d'une fresque de Francesco Solimena ;
- Basilique Santa Maria della Sanità, baroque ;
- Église San Giovanni a Carbonara, église gothique avec décors de la Renaissance, dont les chapelles Caracciolo di Vico et Caracciolo del Sole ;
- Basilique San Lorenzo Maggiore, église gothique d'inspiration française, possède plusieurs monuments funéraires médiévaux ainsi que des chapelles baroques dont la chapelle Cacace du XVIe siècle, ornée de sculptures de Finelli ;
- Basilique Santa Maria del Carmine Maggiore ;
- Église San Carlo alle Mortelle ;
- Église Santa Maria Maggiore alla Pietrasanta ;
- Église Santa Maria della Sapienza ;
- Église de l'Immacolatella a Pizzofalcone ;
- Église Santa Maria delle Grazie Maggiore ;
- Église Sant'Agostino alla Zecca ;
- Basilique Santa Maria in Cosmedin ;
- Chapelle Sansevero, baroque, célèbre pour son décor extravagant inspiré par son commanditaire le prince de San Severo, Raimondo di Sangro ;
- Basilique San Pietro ad Aram, baroque et église paléochrétienne souterraine ;
- Basilique de San Gennaro fuori le mura, paléochrétienne et romane.

Il existe également d'innombrables édicules sacrés à Naples, des cloîtres monumentaux et des oratoires et chapelles. Le cimetière de Poggioreale est l'un des plus vastes d'Europe.
Quant à la communauté juive, elle se réunit à la synagogue de Naples.

#### Architecture militaire

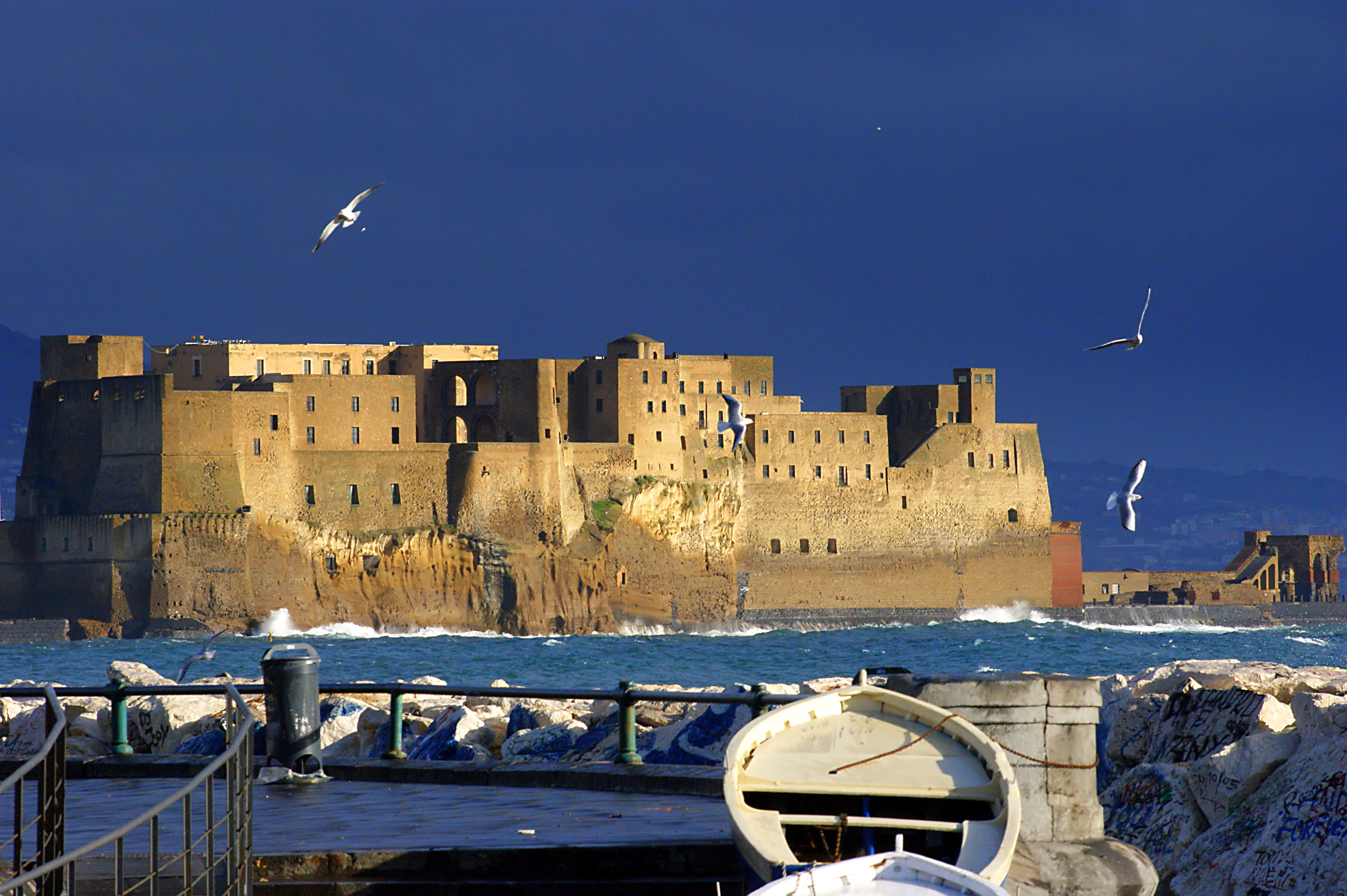
Castel dell'Ovo.

Dès l'Antiquité, les murailles de la ville s'étendaient selon un tracé quadrangulaire, délimité au nord par l'actuelle via Foria, au sud par le corso Umberto-I, à l'ouest par la via San Sebastiano et à l'est par la via Carbonara. Des modifications furent apportées à leur tracé pour accueillir les réfugiés de l'éruption du Vésuve en 79 apr. J.-C. puis sous le règne de Valentinien III.
Naples ayant vu se succéder plusieurs dynasties étrangères, elle a été contrainte de se doter de puissantes fortifications : la plus ancienne fut le castel dell'Ovo, construit directement sur la mer, sur les vestiges de la villa de Licinius Lucullus, avec une fonction purement défensive. En 1153 fut érigé le castel Capuano, selon la volonté de Guillaume Ier de Sicile, afin de protéger l'arrière-pays et de servir de résidence royale.
Sous les Angevins, les remparts s'étendaient sur environ 4,5 km, englobant une surface de près de 200 hectares et une population d'environ 30 000 habitants. Le fossé au nord était appelé carbonarius publicus, car on y brûlait les déchets, tandis que celui à l'ouest, Lavinaius, recueillait les eaux de pluie avant qu'elles ne se déversent dans la mer. D'autres expansions furent apportées au XIIIe siècle par Charles Ier d'Anjou, afin d'y inclure le castel Nuovo, puis en 1484 par les Aragonais vers le quartier du Carmine jusqu’au château du même nom. Durant cette période furent élevés trois autres châteaux : le Maschio Angioino, qui devint la résidence royale ; le castel Sant'Elmo, qui contrôlait la ville depuis sa position élevée ; et le castello del Carmine.
Sous la vice-royauté espagnole, de nouveaux travaux de fortification furent entrepris. En 1656, la ville comptait 450 000 habitants malgré l'interdiction de s'étendre au-delà des murs. À cette époque furent construits le château de Nisida et le fort de Vigliena. La caserne Garibaldi, enfin, constitue la dernière fortification érigée peu avant l'unification de l'Italie. D'autres châteaux, le plus souvent des palais ou monastères fortifiés, se trouvent au-delà des murailles et dans les environs de la ville. Il convient aussi de signaler les petits forts de douane du muro finanziere, dernière enceinte murale entourant la ville napolitaine du XIXe siècle.

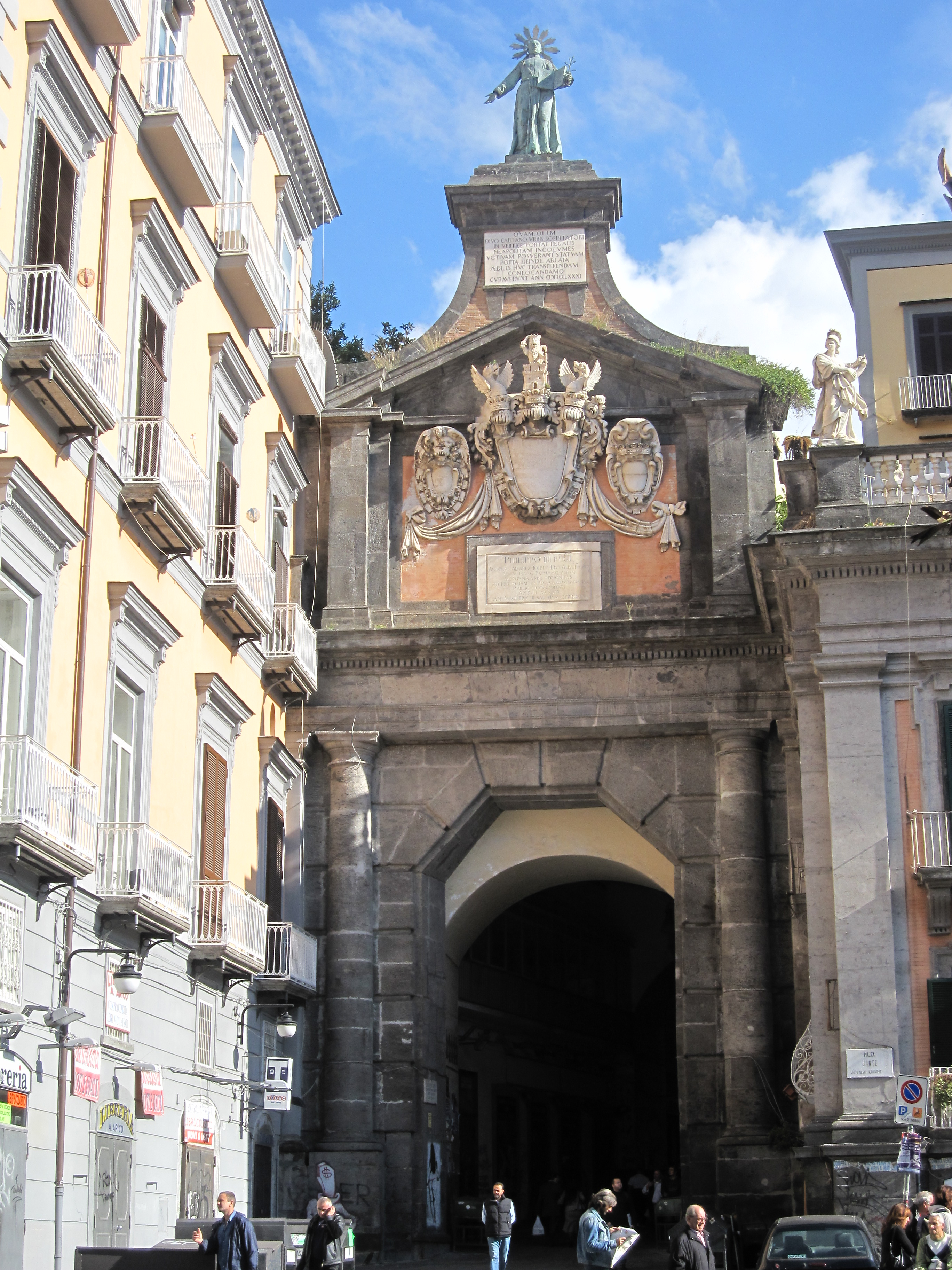
Port'Alba.

L'enceinte murale originelle était ponctuée d'une série de tours, d'abord érigées en tuf, puis en piperno et en pierre volcanique, accompagnées sur le tracé de plusieurs portes, dont certaines sont encore visibles de nos jours : la porta Medina (1640) dans l'actuel quartier de Montesanto, la porta San Gennaro (1573) sur l'actuelle piazza Cavour, la port'Alba (1625) sur la piazza Dante, et l'ancienne porta Capuana. Parmi les tours encore debout, on peut citer la torre Ranieri et la torre San Domenico.
- Le castel dell'Ovo (château de l'Œuf), construit sur le minuscule îlot de Mégaride, où les premiers colons grecs avaient fondé la ville. À l'époque romaine, l'îlot appartenait au domaine de la villa de Lucullus et accueillit plus tard Romulus Augustule, le dernier empereur romain d'Occident alors en exil[180]. Il servit également de prison à l'impératrice Constance entre 1191 et 1192, après sa capture par les Normands qui l'ont fait reconstruire, ainsi que pour Conradin et Jeanne Ire de Naples avant leurs exécutions respectives ;

- Le castel Capuano, construit au XIIe siècle par Guillaume Ier, fils de Roger II de Sicile, premier monarque du royaume sicilien, puis agrandi par Frédéric II qui en fit l'une de ses résidences royales. Tout au long de son histoire, il fut occupé par de nombreux rois et reines. Au XVIe siècle, il devient le palais de justice de la ville[181] ;
- Le castel Nuovo, également connu sous le nom de Maschio Angioino, est l'un des monuments les plus emblématiques de la ville ; il fut construit sous Charles Ier d'Anjou, le premier roi de Naples. Ce château fort a été le théâtre de nombreux événements historiques marquants : par exemple, en 1294, le pape Célestin V abdiqua dans l'une de ses salles, et son successeur, le pape Boniface VIII, y fut élu par le collège des cardinaux avant de s'installer à Rome[182] ;
- Le castel Sant'Elmo, puissante forteresse en forme d'étoile dominant Naples au sommet du Vomero achevée en 1329. Sa position stratégique surplombant toute la ville en a fait une cible de choix lors des invasions étrangères. Lors du soulèvement de Masaniello en 1647, les Espagnols se sont réfugiés à Sant'Elmo pour échapper aux révolutionnaires ;
- Le castel del Carmine, construit en 1392 et largement modifié au XVIe siècle par les Espagnols, il fut démoli en 1906 pour laisser place à la via Marina, bien que deux anciennes tours aient été épargnées en guise de souvenir. De même, le fort de Vigliena, construit en 1702, fut détruit en 1799 lors de l'insurrection royaliste contre la République parthénopéenne et est aujourd'hui à l'état de ruines.

#### Sites archéologiques

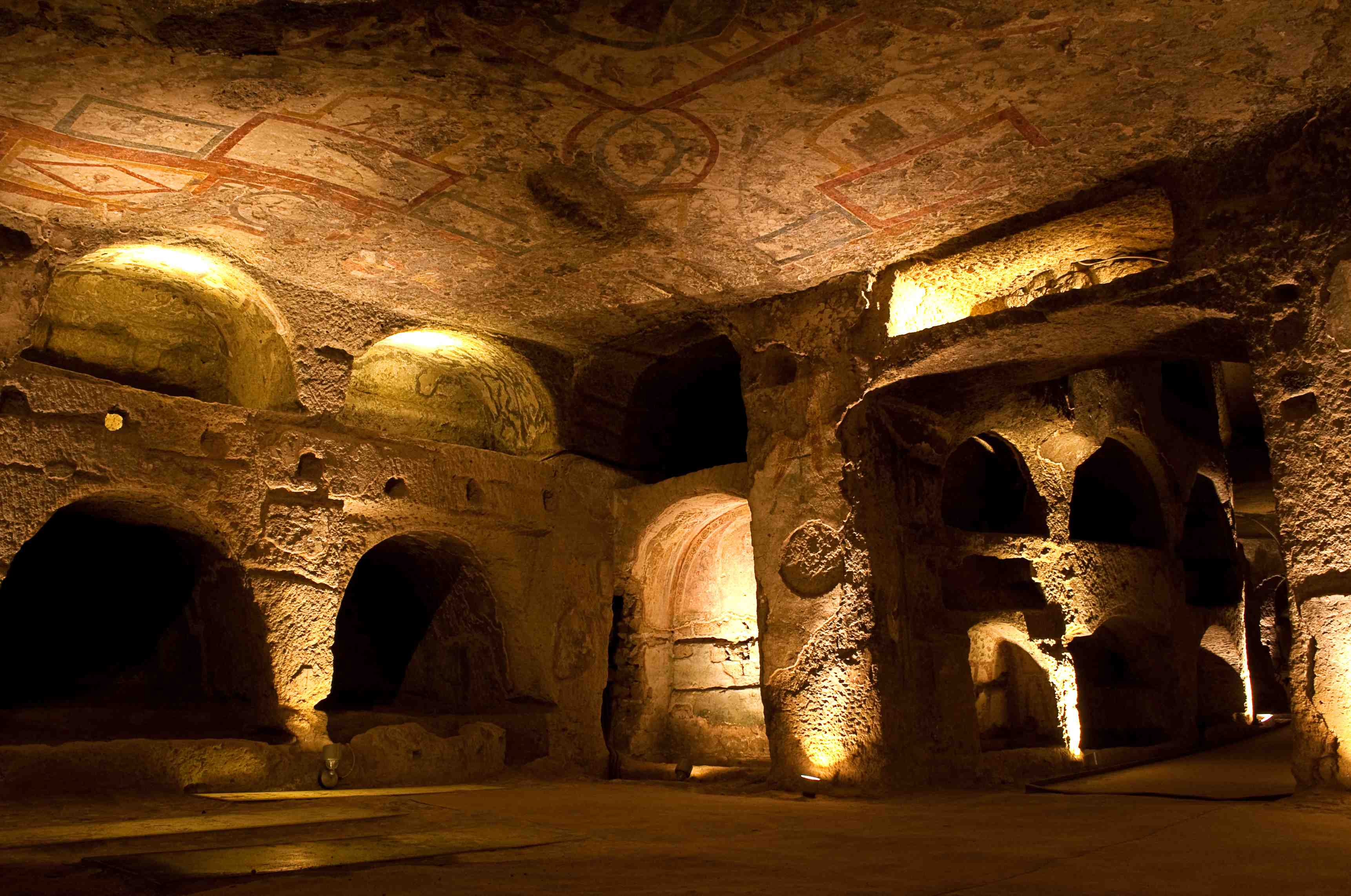
Catacombes de San Gennaro.

Sous Naples se trouve un réseau de grottes et de galeries aménagées par des siècles d'extraction minière, la ville reposant sur une zone à l'importante activité géothermique. On y trouve également plusieurs anciens réservoirs gréco-romains creusés dans la tendre pierre de tuf, sur laquelle et à partir de laquelle une grande partie de la ville a été construite. Environ un kilomètre des nombreux tunnels situés sous la ville peut être visité via la Napoli sotterranea (Naples souterraine), située dans le centre historique. Ce système de tunnels et de citernes, qui s'étend sous la majorité de la ville, se trouve à environ 30 mètres de profondeur. Pendant la Seconde Guerre mondiale, ces tunnels ont été utilisés comme abris anti-aériens, et des inscriptions sur les murs témoignent des souffrances vécues par les réfugiés de ces temps troublés.
De grandes catacombes se trouvent également dans et autour de la ville, ainsi que des monuments tels que la Piscina Mirabilis, la principale citerne qui alimentait la baie de Naples à l'époque romaine.
Plusieurs sites de fouilles archéologiques sont présents dans la ville. Ils permettent de mettre au jour, notamment à San Lorenzo Maggiore, le macellum (marché) de Naples, ainsi qu'à Santa Chiara, le plus grand complexe thermal de la ville à l'époque romaine. Par ailleurs, les fouilles archéologiques menées dans le chantier du métro ont permis de mettre au jour le temple des jeux isolympiques.

#### Patrimoine environnemental
Naples possède une multitude d'espaces verts : le parc de Capodimonte, étendue de verdure de 120 hectares qui entoure plusieurs bâtiments du XVIIIe siècle et en particulier le palais du même nom, la Villa Comunale, aménagée par Carlo Vanvitelli en 1780 pour donner à la noblesse napolitaine une oasis de grand raffinement sur le front de mer agrémenté de fontaines et de statues, ou encore le parc Vergiliano à Piedigrotta, la villa Floridiana, le jardin botanique et le parc régional des Champs Phlégréens.
Le parco Virgiliano de Posillipo offre une vue particulièrement saisissante, permettant d'observer simultanément l'ensemble de la baie de Naples et l'îlot volcanique de Nisida. Ce parc porte le nom de Virgile, le célèbre poète romain, qui passe pour être enterré quelque part en son sein. Sur la colline de Camaldoli commence le parc métropolitain des collines de Naples (2 215 hectares), qui occupe un cinquième de l'ensemble de la zone municipale jusqu'au parc Poggio ai Colli Aminei. Naples possède aussi son vignoble, la vigne San Martino, existant depuis plus de six siècles au pied de la chartreuse du même nom sur la colline du Vomero.
Outre les espaces verts, Naples se caractérise également par des zones marines protégées, telles que Nisida, ou le parc submergé de Gaiola, ce dernier constituant un exemple rare en Méditerranée d'un parc archéologique entièrement subaquatique, comprenant la baie de Trentaremi, des côtes rocheuses, des plages, des falaises de tuf et des sites archéologiques.

### Équipements culturels

#### Musées

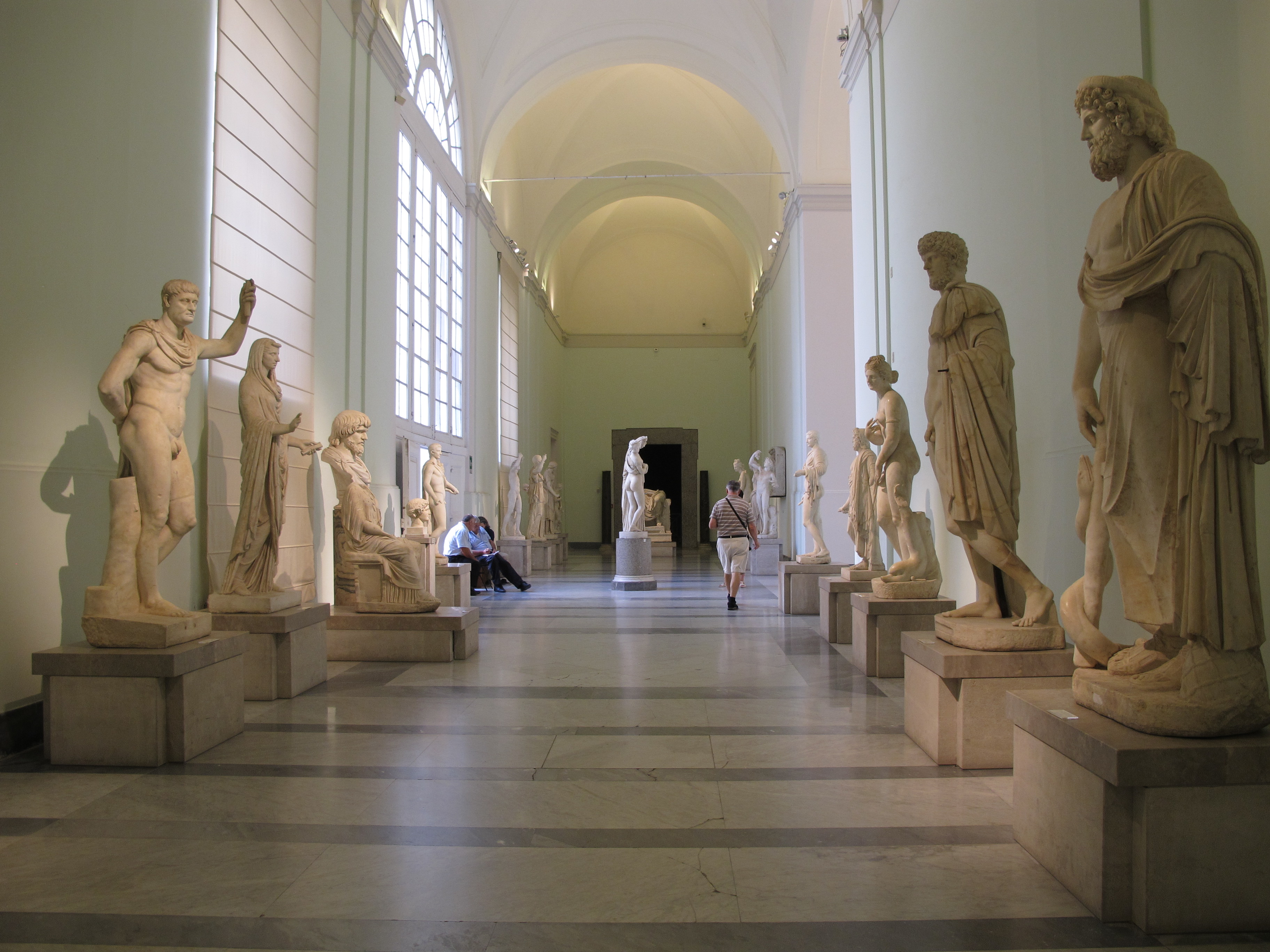
Musée archéologique national.

Naples, grande capitale artistique, dispose d'une offre de musées abondante. Le plus important de tous est le musée archéologique national, considéré comme l'un des plus importants au monde, tant par la qualité que par la quantité des œuvres exposées, principalement celles de l'époque gréco-romaine (il abrite la plus grande collection mondiale d'artefacts romains, notamment trouvés sur les sites voisins de Pompéi et Herculanum) ; le musée national de Capodimonte, dans l'ancien palais bourbon du même nom, abrite des peintures des plus grands maîtres italiens de la Renaissance au baroque (Simone Martini, Raphaël, Titien, Le Caravage, Le Greco, José de Ribera, Luca Giordano) tandis que les appartements royaux sont décorés de mobilier ancien du XVIIIe siècle et d'une collection de porcelaines et majoliques provenant de la célèbre manufacture de porcelaine de Capodimonte, autrefois adjacente au palais ; le musée national San Martino rassemble des reliques liées à l'histoire de Naples.
Face au palais royal de Naples, la galleria Umberto-I abrite le musée du bijou en corail. Le Musée d'Art contemporain Donnaregina (MADRE), situé dans un palais du XIXe siècle rénové par l'architecte portugais Álvaro Siza, propose des expositions permanentes d'artistes tels que Francesco Clemente, Richard Serra et Rebecca Horn. Le palazzo Roccella (XVIe siècle) est devenu le palazzo delle Arti di Napoli, qui conserve les galeries d'art civique de la ville. Enfin, le palazzo Como (XVe siècle) abrite le musée civique Filangieri, créé en 1883 par Gaetano Filangieri et consacré aux arts plastiques.

#### Bibliothèques

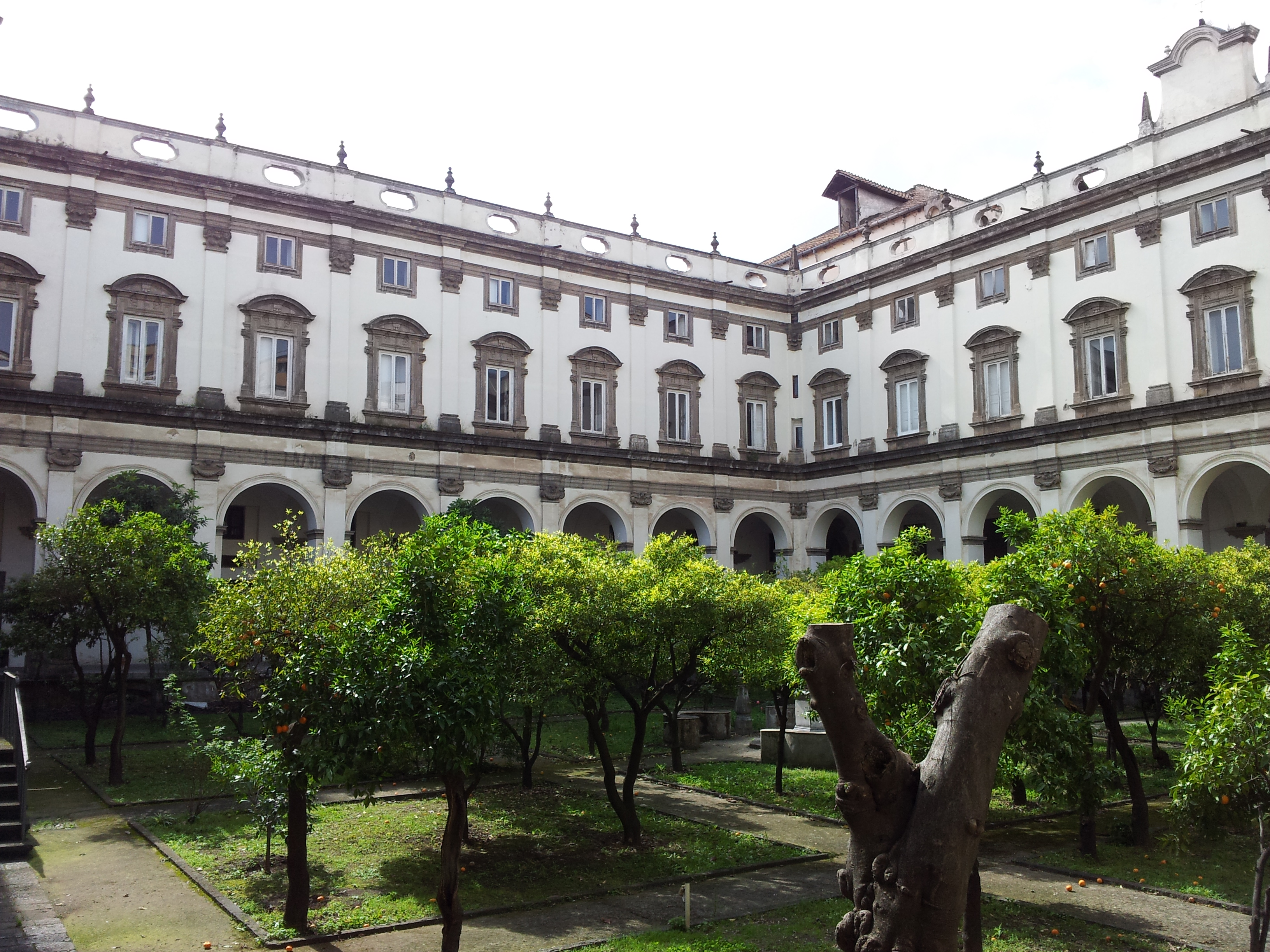
Les chiostri dei Girolamini, siège de la bibliothèque homonyme.

Naples accueille des archives d'État, instituées en 1808 dans l'objectif de recueillir en un seul lieu tous les anciens fonds d'archives du royaume de Naples. Le territoire communal compte quatorze bibliothèques municipales en activité.
La bibliothèque la plus ancienne de la ville — et la deuxième d'Italie par ordre de fondation après celle des Malatesta à Cesena — est la bibliothèque des Hiéronymites (Girolamini),, ouverte au public en 1586. La plus grande, et troisième du pays par sa taille (après celles de Rome et de Florence), est la bibliothèque nationale, ouverte en 1804 sous le nom de Bibliothèque royale de Naples, au sein du Palais des Études (Palazzo degli Studi). Ses collections furent transférées depuis la Reggia di Capodimonte sur ordre royal. Devenue Bibliothèque royale bourbonienne en 1816, elle fut renommée Bibliothèque nationale après l'unification italienne en 1860.
Parmi les autres bibliothèques, archives ou collections de la ville, on peut citer celles de l'université de Naples (BUN), du conservatoire San Pietro a Majella, de l'Académie des Beaux-Arts de Naples, de la fondation Benedetto-Croce, de l'Institut Italien pour les Études Historiques, de la Société Napolitaine d'Histoire Patrimoniale, la bibliothèque Tarsia, celle du musée archéologique national de Naples (MANN), la bibliothèque d'histoire de l'art Bruno-Molajoli, la bibliothèque Alfredo-De Marsico au castel Capuano, l'émerothèque Tucci, ainsi que la collection appartenant aux archives d’État mentionnées précédemment.

### Arts

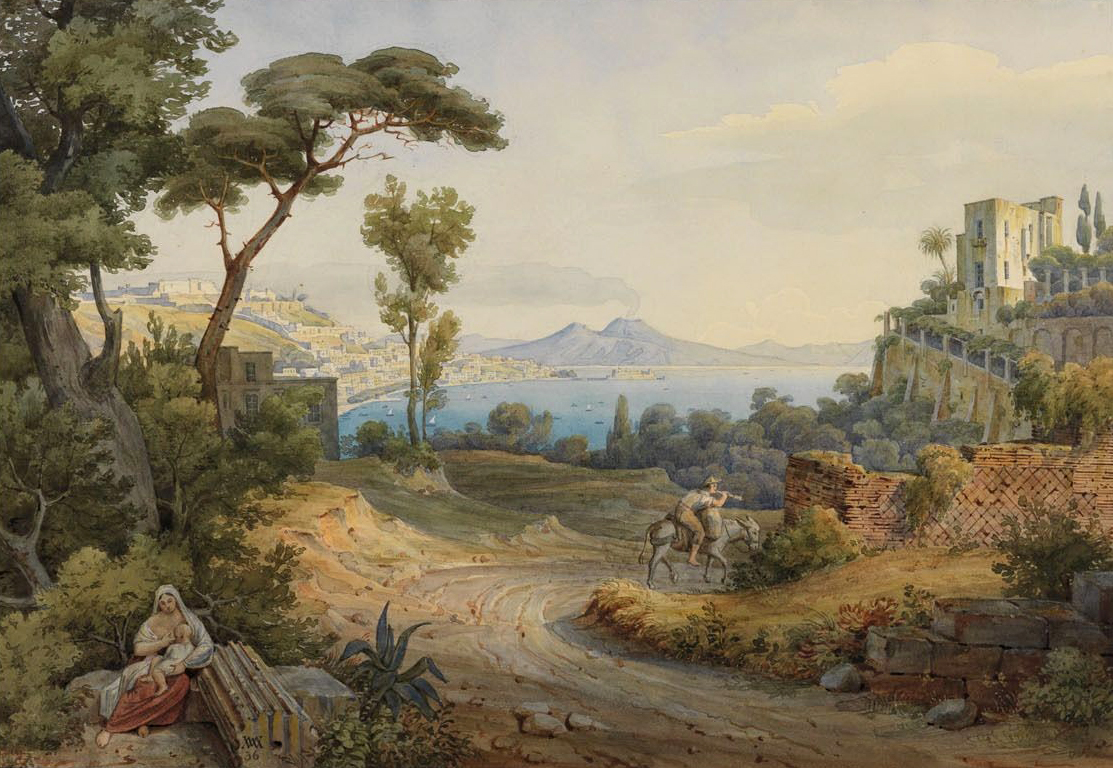
De nombreux romantiques ont puisé l'inspiration de leurs œuvres dans les paysages napolitains (peinture de Rudolf Wiegmann, 1836).

Naples a longtemps été un centre d'art et d'architecture, mais le facteur déterminant dans la création de l'École napolitaine de peinture a été l'arrivée du Caravage à Naples en 1606. Au XVIIIe siècle, la ville a connu une intense période de néoclassicisme, stimulée par la découverte des ruines romaines exceptionnellement préservées d'Herculanum et de Pompéi.
L'Académie des Beaux-Arts de Naples, fondée par Charles III de Bourbon en 1752 sous le nom de Real Accademia di Disegno (Académie royale de dessin), a été le centre de l'école artistique de Posillipo au XIXe siècle. Des artistes tels que Domenico Morelli, Giacomo Di Chirico, Francesco Saverio Altamura et Gioacchino Toma ont œuvré à Naples au cours de cette période, et de nombreuses créations de ces artistes sont aujourd'hui exposées parmi la collection d'art de l'académie.
Naples est également renommée pour ses théâtres, parmi les plus anciens d'Europe, notamment le teatro San Carlo, une salle d'opéra qui remonte au XVIIIe siècle. La ville est également le berceau de la tradition artistique de la porcelaine de Capodimonte. En 1743, Charles de Bourbon fonde la Manufacture royale de Capodimonte, dont de nombreuses œuvres sont aujourd'hui exposées au musée de Capodimonte. Certaines manufactures de porcelaine datant du milieu du XIXe siècle sont encore actives en ville.

#### Peinture

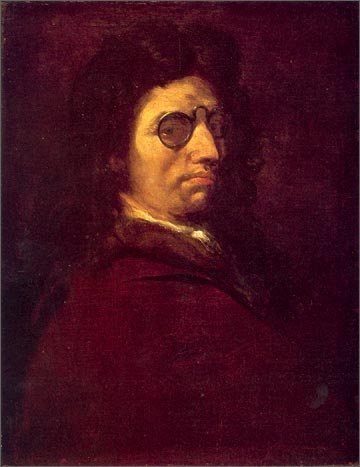
Luca Giordano, l'un des grands maîtres de la peinture baroque.

À la Renaissance, des artistes toscans tels que Pietro Cavallini, Giotto, Simone Martini et Giorgio Vasari ont favorisé l'apparition d'un cercle de peintres napolitains tels que Colantonio, Fabrizio Santafede et Giovanni Antonio Amato.
L'École picturale napolitaine naît XVIIe siècle à l'arrivée du Caravage, père du caravagisme. Naples accueille dès lors des peintres tels que José de Ribera et Artemisia Gentileschi, ainsi que des représentants de la Renaissance émilienne comme le Dominiquin, Guido Reni et Giovanni Lanfranco. Parmi les figures les plus célèbres du XVIIe siècle napolitain figurent Battistello Caracciolo, Luca Giordano, Salvator Rosa et Aniello Falcone.
Le XVIIIe siècle poursuit le développement du style baroque tardif, avec des artistes comme Francesco Solimena, Francesco de Mura et Fedele Fischetti, ce dernier étant chargé de décorer de fresques de nombreux palais aristocratiques. Au XIXe siècle, la peinture napolitaine, influencée par John Constable et William Turner, favorise l'apparition de l'école du Posillipo, dont Anton Sminck Pitloo et Giacinto Gigante furent les principaux représentants. L'Académie des Beaux-Arts de Naples était au cœur de ce mouvement et influença des artistes tels que Francesco Saverio Altamura, Gioacchino Toma, Domenico Morelli et Vincenzo Petrocelli. Dans les années 1980, le mouvement trans-avant-gardiste, avec Mimmo Paladino et Francesco Clemente, marqua un nouveau chapitre de l'art napolitain.

#### Sculpture

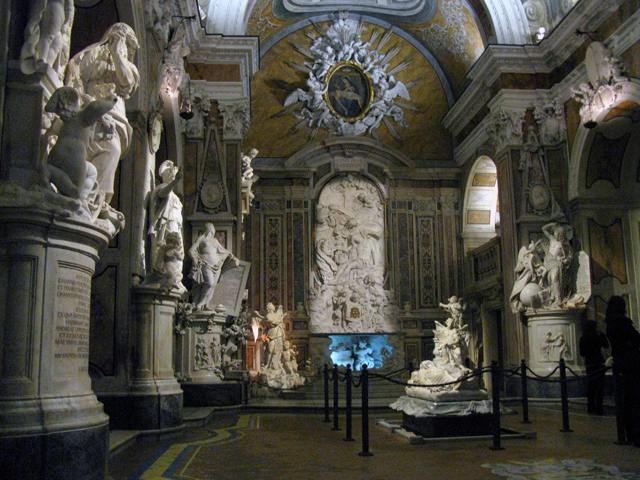
Intérieur de la chapelle Sansevero.

Le XVe siècle fut une période florissante pour la sculpture napolitaine. Avec la réalisation de l'arc de triomphe du castel Nuovo par Francesco Laurana (1452–1471), naquit un véritable atelier artistique de la Renaissance, qui diffusa ses innovations à travers tout le royaume, donnant naissance à ce qu'on appelle en italien le clima dell'arco.
L'église Santa Maria delle Grazie Maggiore à Caponapoli est considérée comme un véritable musée de la sculpture du XVIe siècle, en raison du grand nombre d'œuvres qu'elle renferme. Parmi les sculpteurs les plus célèbres de cette époque figurent Giovanni da Nola, Giovanni Domenico D'Auria, Girolamo D'Auria, ainsi que Le Bernin, bien que ce dernier fut principalement actif à Rome. On note également l'opulence des fontaines napolitaines, dont certaines furent réalisées par Pietro Bernini.
Du XVIIe siècle, on retient les obélisques de San Domenico et de San Gennaro, œuvres des artistes Francesco Antonio Picchiatti, Cosimo Fanzago et Dionisio Lazzari, ce dernier également auteur de nombreux autels pour diverses églises citadines. Au XVIIIe siècle se distinguèrent Domenico Antonio Vaccaro et Giuseppe Sanmartino, maître de la terre cuite et des crèches napolitaines. En 1753, il réalisa le célèbre Christ voilé, conservé dans la chapelle Sansevero, aux côtés de chefs-d'œuvre comme la Pudicizia d'Antonio Corradini et le Disinganno de Francesco Queirolo. Au XIXe siècle émergèrent enfin Vincenzo Gemito et Tito Angelini, connus pour leurs bustes et sculptures en bronze.
De nos jours, on signale l'activité du sculpteur contemporain Jago, qui a ouvert son atelier dans le quartier Sanità.

#### Musique

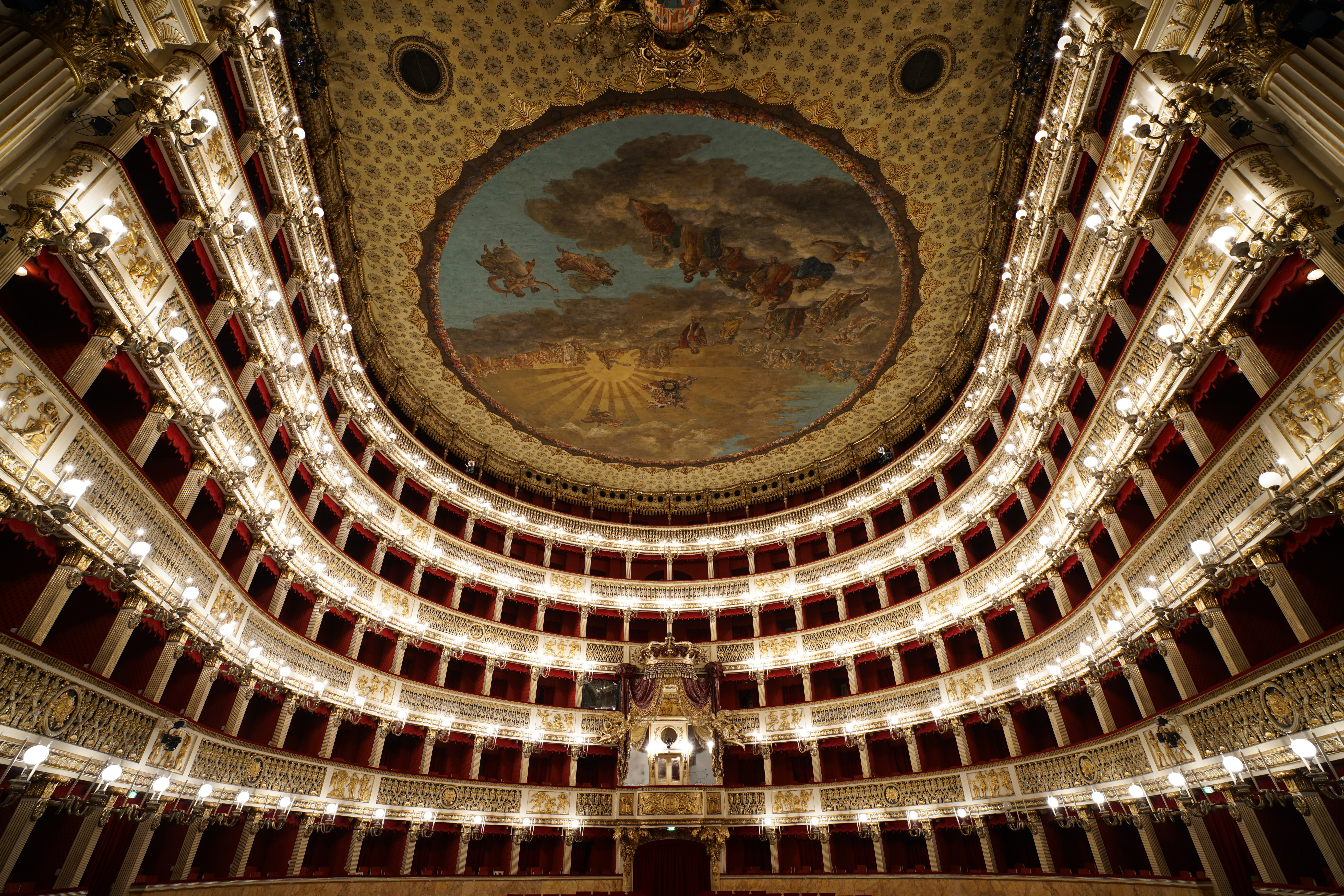
Intérieur du teatro San Carlo.

Naples a joué un rôle important dans l'histoire de la musique classique en Europe occidentale pendant plus de quatre siècles. Née d'une tradition orale pluriséculaire, la musique locale adopte une forme plus noble dans le cadre de la polyphonie, tant sacrée que profane, à la Renaissance. Les premiers conservatoires de musique ont été établis dans la ville sous la domination espagnole au XVIe siècle. Cette évolution fut rendue possible grâce aux quatre prestigieux conservatoires de Santa Maria di Loreto, de la Pietà dei Turchini, de Sant'Onofrio a Capuana et des Poveri di Gesù Cristo. Ces institutions formèrent des compositeurs de renom qui contribuèrent considérablement au développement de l'opéra et donnèrent naissance à l'école musicale napolitaine. Celle-ci s'exprima à travers des musiciens de grand talent tels qu'Alessandro et Domenico Scarlatti, Giovanni Battista Pergolesi, Nicola Porpora, Domenico Cimarosa et Giovanni Paisiello. Le conservatoire San Pietro a Majella, fondé en 1826 par François Ier de Bourbon en vue d'unifier tous les conservatoires préexistants de la ville, continue aujourd'hui d'être un centre prestigieux d'éducation musicale ainsi qu'un musée consacré à la musique. S'y produisirent entre autres Ruggero Leoncavallo, Riccardo Muti, Sergio Fiorentino, Vincenzo Bellini, Saverio Mercadante, Aldo Ciccolini, Salvatore Accardo, Bruno Canino et Nicola Antonio Zingarelli.
Pendant la période baroque tardive, Alessandro Scarlatti, père de Domenico Scarlatti, a fondé l'École napolitaine d'opéra. Celle-ci s'est distinguée par le développement de l'opera seria, genre musical novateur à l'époque. L'opera buffa, également née à Naples, est un style d'opéra comique étroitement associé dans la ville à des compositeurs tels que Giovanni Battista Pergolesi et Niccolò Piccinni avant de s'étendre à Rome puis au reste de l'Europe par Rossini et Wolfgang Amadeus Mozart. Le teatro San Carlo, construit en 1737, est le plus ancien théâtre encore en activité en Europe et demeure le cœur opératique de Naples.

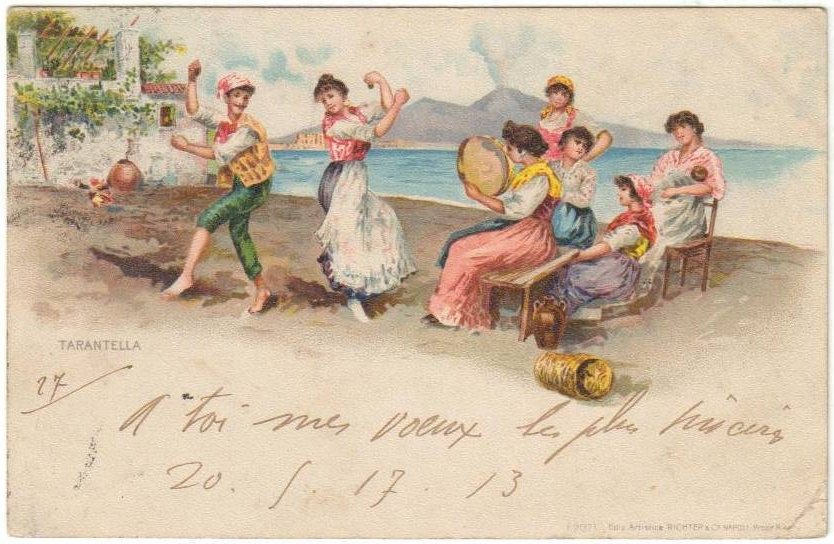
Tarentelle à Naples sur une carte postale de 1903.

La première guitare à six cordes est créée par le Napolitain Gaetano Vinaccia en 1779 ; cet instrument est aujourd'hui connu sous le nom de guitare romantique. La famille Vinaccia a également été à l'origine de l'invention de la mandoline. Influencés par la tradition espagnole, les Napolitains ont joué un rôle pionnier dans la musique de guitare classique, avec des représentants comme Ferdinando Carulli et Mauro Giuliani. Ce dernier, originaire des Pouilles mais ayant vécu et travaillé à Naples, est souvent considéré comme l'un des plus grands guitaristes et compositeurs du XIXe siècle, aux côtés de son contemporain catalan Fernando Sor,. Autre musicien napolitain de renom, le chanteur d'opéra Enrico Caruso est l'un des ténors les plus célèbres de tous les temps. Issu d'un milieu ouvrier, il était considéré comme un homme du peuple à Naples.
La danse traditionnelle la plus populaire dans le Mezzogiorno et à Naples est la tarentelle (tarantella), originaire des Pouilles puis répandue dans tout le royaume des Deux-Siciles. La tarentelle napolitaine est une danse de séduction amoureuse exécutée en couple, caractérisée par des « rythmes, mélodies, gestes et chants d'accompagnement distingués », avec une musique plus rapide et joyeuse que la version d'origine.
L'un des genres notables de la musique populaire de la ville est le style de la canzone napoletana (chanson napolitaine), qui représente la musique traditionnelle de Naples et comprend un répertoire de plusieurs centaines de chansons folkloriques, dont les plus anciennes remontent au XIIIe siècle. Ce genre est devenu une institution en 1835 avec l'introduction du concours annuel de composition du festival de Piedigrotta. Parmi les artistes les plus célèbres de ce genre figurent Roberto Murolo, Sergio Bruni et Renato Carosone. Par ailleurs, Naples est à l'origine d'autres formes de musique moins célèbres à l'étranger, comme le style cantautore (chanteur-compositeur) et la sceneggiata, souvent décrite comme un "soap opera musical". Le représentant le plus connu de ce genre est Mario Merola.
À la Belle Époque, Naples rivalisait avec Paris pour ses cafés-concerts, où de nombreuses chansons napolitaines célèbres ont été créées pour divertir le public. Parmi celles-ci, on peut citer Ninì Tirabusciò (Nini Tirebouchon), probablement la plus connue. L'histoire de la création de cette chanson a été portée à l'écran dans la comédie dramatique éponyme, Ninì Tirabusciò: la donna che inventò la mossa, avec Monica Vitti dans le rôle principal.

#### Théâtre

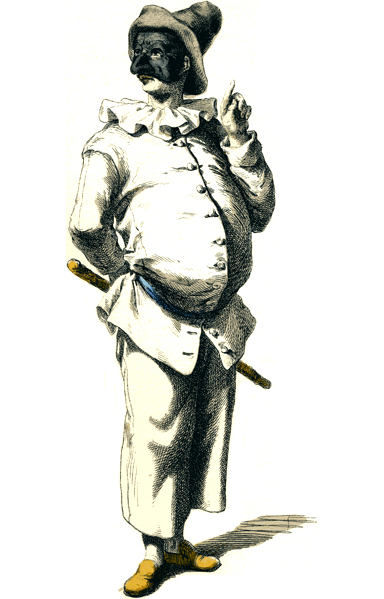
Gravure représentant Polichinelle (1700).

Le théâtre est l'une des traditions artistiques les plus anciennes et les plus connues de la ville ; déjà l'empereur Néron a joué au premier siècle de notre ère sur la scène du théâtre romain de Neápolis. Au XVe siècle, les œuvres célébratives de Jacopo Sannazaro rencontrent un grand succès à la cour aragonaise. En effet, Naples fut l'un des foyers d'origine du théâtre moderne tel qu'on le conçoit de nos jours depuis l'apparition de la commedia dell'arte à la Renaissance. Le personnage masqué de Polichinelle est devenu une figure mondialement célèbre, aussi bien dans le domaine du théâtre que dans celui de la marionnette.
Le siècle d'or du théâtre napolitain moderne fut le XVIIIe siècle, date à laquelle ont été construits de nombreux théâtres, parmi lesquels le Teatro Real San Carlo, une des salles les plus anciennes (1737) et les plus célèbres au monde.
De nos jours, Naples propose une vaste offre théâtrale, parmi lesquels le Mercadante, le San Ferdinando, l'Augusteo, le Sannazaro, le teatro Bellini, le Mediterraneo et bien d'autres. Grâce à cette tradition séculaire et durable et au grand nombre de théâtres de la ville, Naples a été choisie pour accueillir d'importants événements, tels que le Festival national du théâtre.
Le genre populaire napolitain de la sceneggiata constitue un volet essentiel du théâtre folklorique moderne, avec des récits dramatiques portant sur des thèmes classiques tels que les histoires d'amour malheureuses, les comédies ou les mélodrames. Ces histoires mettent souvent en scène des personnages honnêtes poussés à devenir des hors-la-loi au sein de la camorra à la suite de circonstances tragiques. La sceneggiata a gagné une immense popularité parmi les Napolitains et est devenue l'un des genres les plus emblématiques du cinéma italien grâce à des acteurs et chanteurs comme Mario Merola et Nino D'Angelo. De nombreux écrivains et dramaturges, comme Raffaele Viviani, ont écrit des comédies et des drames pour ce genre. Par ailleurs, des acteurs et comédiens tels qu'Eduardo Scarpetta et ses enfants Eduardo, Peppino et Titina De Filippo ont fortement contribué au développement du théâtre napolitain. Leurs comédies et tragédies, comme Filumena Marturano et Napoli Milionaria, sont particulièrement célèbres et continuent d'être jouées et appréciées à travers le monde.

#### Cinéma

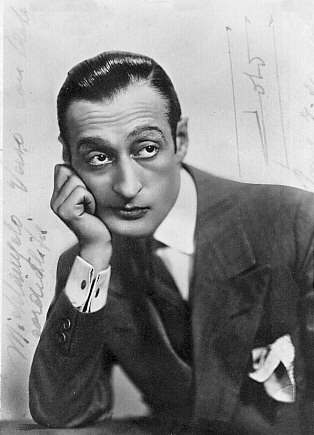
Totò, célèbre acteur napolitain.

Les premières tentatives de production cinématographique remontent à 1904, mais c'est à partir de 1905 que les films commencent à être tournés à Naples avec une certaine régularité, grâce aux frères Troncone. En 1924-25, plus d'un tiers des films produits en Italie provenaient de Naples, avec des expressions souvent dialectales. L'époque pionnière de l'industrie cinématographique napolitaine a pris fin pendant les vingt années du fascisme : l'accent mis sur le développement du capital et la réduction des coûts due à la centralisation a entraîné le transfert de la production de films italiens à Rome, où les studios Cinecittà ont été construits.
La ville napolitaine a toujours été considérée comme un lieu de tournage important tant au niveau national qu’international (plus de 500 films tournés au cours de la période de trois ans 2016-2017-2018 ; 200 films et séries pour l'année 2024) : de nombreux réalisateurs se sont succédé au fil des ans, à commencer par les frères Lumière qui en 1898 ont réalisé certains de leurs premiers plans sur le front de mer de Naples (ce qui en fait en fait l'une des villes avec le plus ancien témoignage cinématographique), en passant par les années soixante et soixante-dix avec les films de Mario Monicelli, Roberto Rossellini, Francesco Rosi, Pier Paolo Pasolini, Vittorio De Sica, Ettore Scola, Nanni Loy, Dino Risi et bien d'autres, jusqu'à nos jours avec Massimo Troisi, Giuseppe Tornatore, Gabriele Salvatores, Matteo Garrone, Mario Martone, John Turturro, Paolo Sorrentino et Ferzan Özpetek. Parmi les films les plus importants se déroulant à Naples, donnant souvent une idée précise de l'âme de la ville, figurent : 
- Assunta Spina, Gustavo Serena (1915) ;
- Lady Hamilton, Alexander Korda (1941) ;
- L'Or de Naples, Vittorio De Sica (1954) ;
- Voyage en Italie, Roberto Rossellini (1954) ;
- C'est arrivé à Naples, Melville Shavelson (1960) ;
- La Bataille de Naples, Nanni Loy (1962) ;
- Hier, aujourd'hui et demain, Vittorio De Sica (1963) ;
- Main basse sur la ville, Francesco Rosi (1963) ;
- Mariage à l'italienne, Vittorio De Sica (1964) ;
- Parfum de femme, Dino Risi (1974) ;
- Mort d'un mathématicien napolitain, Mario Martone (1992) ;
- Gomorra, Matteo Garrone (2008) ;
- La Main de Dieu, Paolo Sorrentino (2021).

#### Télévision
L'un des quatre centres de production télévisuelle et radiophonique de la Rai se trouve à Naples. Situé via Guglielmo-Marconi, il accueille de nombreuses émissions et productions télévisées, parmi lesquelles le feuilleton italien le plus ancien et le plus suivi mondialement, Un posto al sole (Un endroit au soleil).

#### Littérature
La période baroque, à cheval sur les XVIe et XVIIe siècles, fut celle de Giambattista Basile et Giulio Cesare Cortese, qui posèrent les fondements de la littérature en langue napolitaine. C'est également au début du XVIIe siècle que vit le jour l'Accademia degli Oziosi, un lieu de rencontre entre intellectuels napolitains et espagnols, fréquentée par Francisco de Quevedo et Tommaso Campanella. Le XIXe siècle fut marqué par une autre arrivée illustre dans la ville, celle de Giacomo Leopardi, qui y composa, peu avant sa mort, certains de ses poèmes les plus célèbres : La ginestra et Paralipomeni della Batracomiomachia.
- Blessé à mort, 1961, Raffaele La Capria ;
- La mer ne baigne pas Naples, 1953, Anna Maria Ortese ;
- La Peau, Curzio Malaparte ;
- Naples '44 (en), Norman Lewis ;
- L'Amie prodigieuse, 2011, d'Elena Ferrante.

Les grands écrivains contemporains de Naples sont Raffaele La Capria, Ermanno Rea, Luciano De Crescenzo, Erri De Luca, Diego De Silva et Elena Ferrante.

### Philosophie

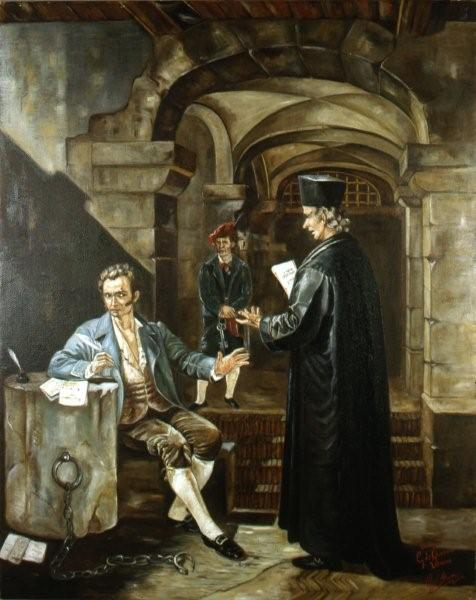
Mario Pagano, fondateur spirituel de l'école historique napolitaine du droit.

De 80 à 40 av. J.-C., Naples devient l'un des grands centres d'enseignement philosophique romains, où l'épicurisme croît en terrain fertile, loin de la vie frénétique de la capitale. Y enseignèrent à cette époque Philodème de Gadara et Siron, qui eurent pour élèves Quintus Horatius Flaccus (Horace) et le jeune Publius Vergilius Maro (Virgile). Le penseur médiéval le plus important ayant exercé à Naples fut le théologien saint Thomas d'Aquin, qui vécut au couvent de San Domenico et devint une figure majeure de la philosophie scolastique ainsi que l'élaborateur de la vision thomiste. Le point focal de la philosophie napolitaine du XVIe siècle fut la pensée de Giordano Bruno, qui développa une théologie où Dieu est l'intellect et l'ordonnateur de tout ce qui existe dans la nature, tout en étant à la fois la Nature elle-même divinisée, dans une unité panthéiste indissociable entre pensée et matière.
Dans le milieu culturel dynamique de la Naples du XVIIIe siècle émergea la personnalité de Giambattista Vico, figure de proue de l'Accademia degli Investiganti. Il esquissa les traits d'une nouvelle activité culturelle basée non seulement sur la raison, mais aussi sur l'inspiration, les sentiments et l'ingéniosité, en opposition totale avec la pensée cartésienne. Sur cette même ligne, et en partie influencé par les idées néoplatoniciennes de Shaftesbury, évolua son compagnon Antonio Genovesi, qui en 1754 devint titulaire de la première chaire d'économie (« Mécanique et Commerce ») connue en Europe. Le juriste lucanien Mario Pagano, figure importante des Lumières italiennes, fut quant à lui l'initiateur de « l'école historique napolitaine du droit », ainsi qu'un précurseur de la pensée positiviste.
La figure la plus éminente de la pensée philosophique napolitaine à l'époque contemporaine fut Benedetto Croce, originaire des Abruzzes mais adopté par Naples, principal idéologue du libéralisme italien caractéristique du XXe siècle et figure majeure de l'historicisme. L'Institut italien pour les études philosophiques de Naples, qui rassemble environ 300 000 volumes, a été défini par l'UNESCO comme étant « sans égal au monde ».

### Sciences

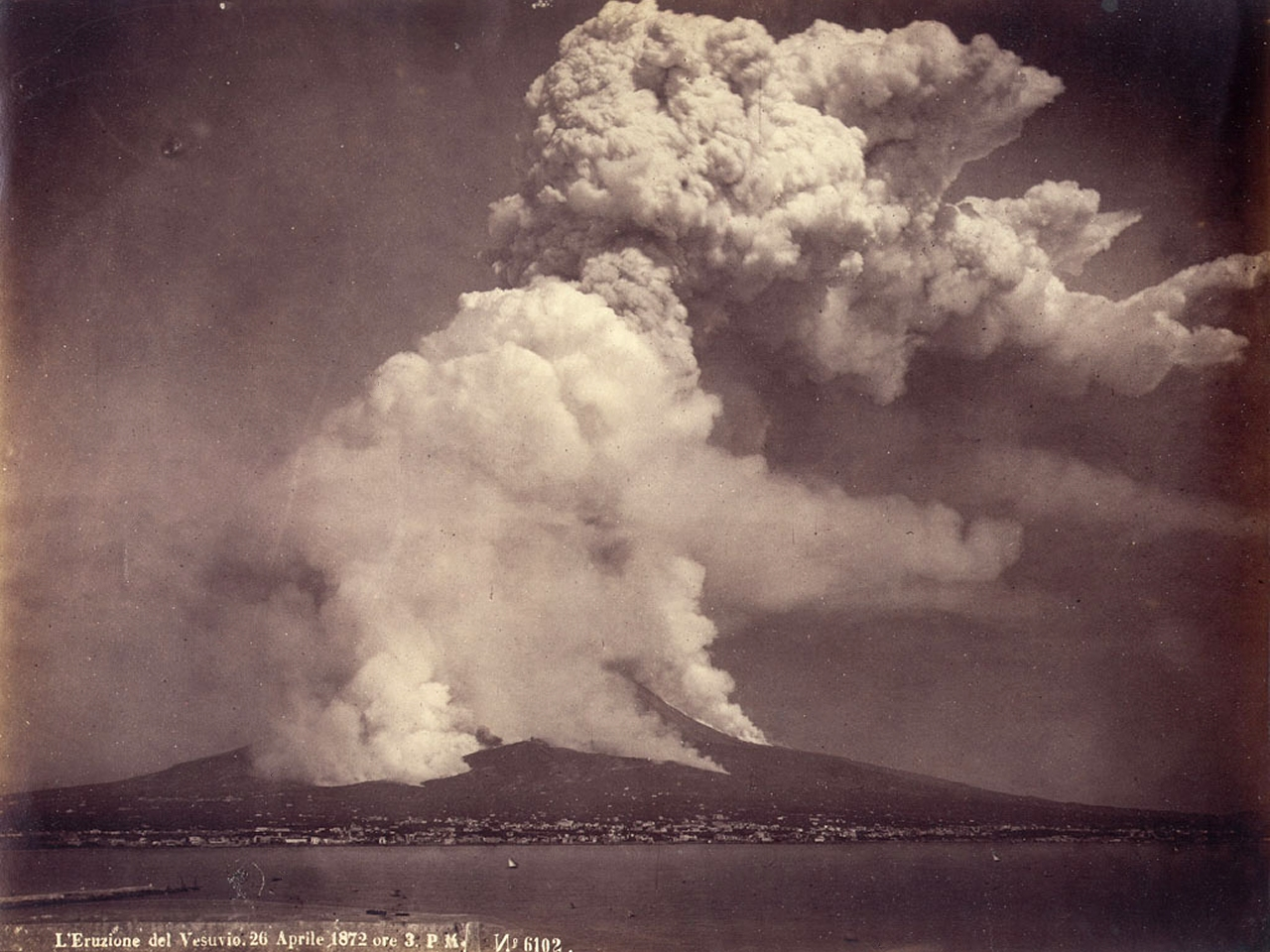
Éruption du Vésuve le 26 avril 1872, photographie de Giorgio Sommer.

C'est à Naples que naît la science de la volcanologie, grâce à la présence de plusieurs volcans dans les alentours de la ville. Dans le sillage des premières observations de l'anglais William Hamilton, et grâce au travail du physicien Macedonio Melloni, l'observatoire du Vésuve est construit en 1841 et devient ainsi le premier institut au monde destiné à l'observation des phénomènes volcanologiques.
La prestigieuse école mathématique napolitaine du XVIIIe siècle, où enseigna Nicola Fergola, a compté dans ses rangs des élèves tels que Carlo Forti, Vincenzo Flauti et, surtout, Annibale Giordano, qui publia en 1787 une généralisation du « problème de Pappus ». Au XXe siècle, cette école s'est recentrée autour de la figure de Renato Caccioppoli, à qui l'on doit un élan décisif dans le développement de l'analyse mathématique en Italie.

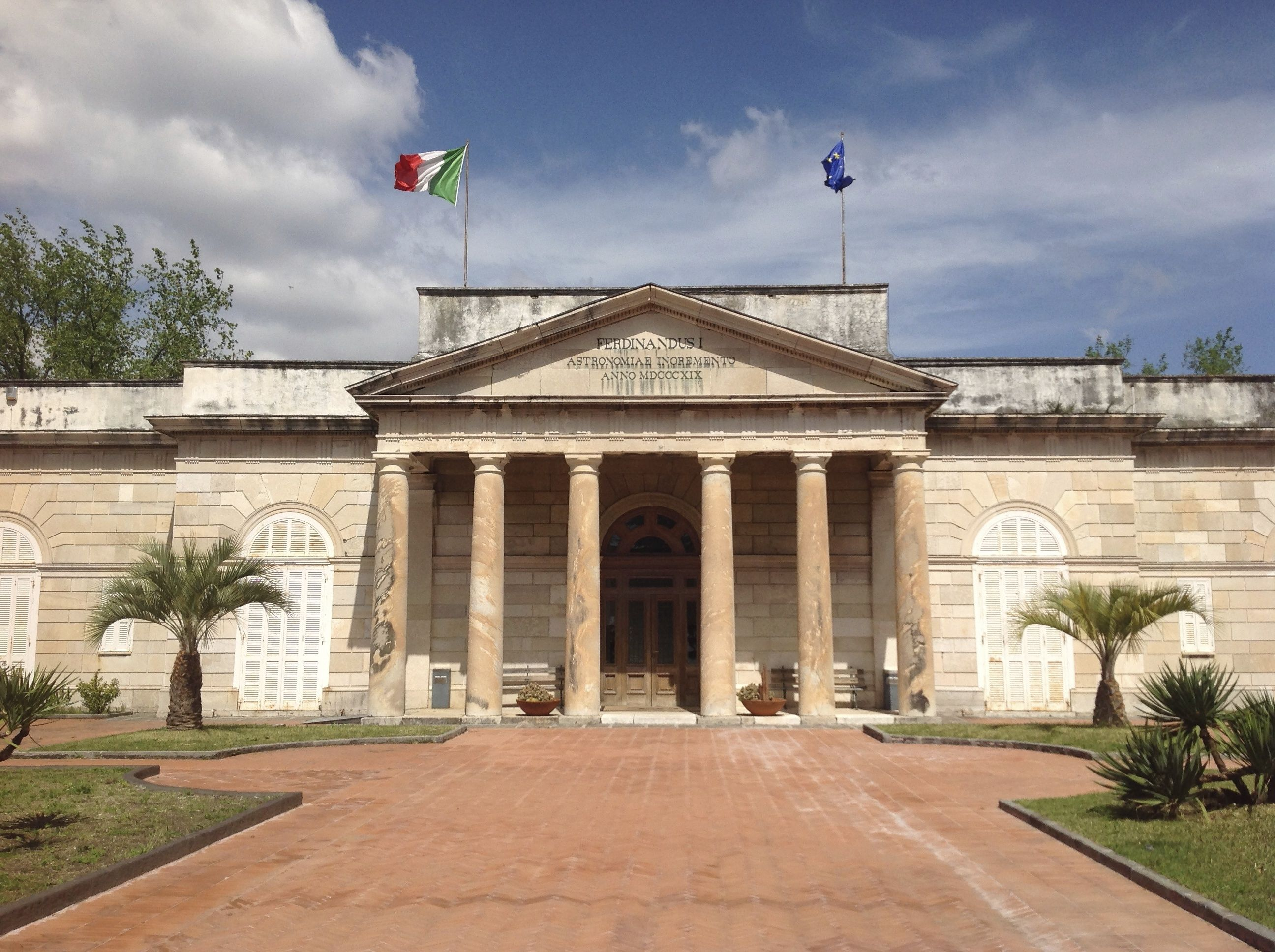
Façade de l'observatoire astronomique de Capodimonte.

L'astronomie napolitaine a atteint des résultats d'excellence grâce à l'Observatoire astronomique de Capodimonte, fondé en 1812 par Federigo Zuccari. Giambattista della Porta, qui décrivit les principes du télescope environ vingt ans avant que Galilée n'en fabrique le premier modèle, apporta une contribution fondamentale à ce champ d'études. Della Porta fut d'ailleurs l'une des figures scientifiques les plus marquantes du XVIe siècle, également reconnu pour ses études en cryptographie et en sciences naturelles. Francesco Fontana, constructeur de télescopes képlériens, fut quant à lui le premier à dessiner la Lune, Mars (dont il découvrit et décrivit la rotation), ainsi que d'autres astres majeurs.
Naples a également apporté une forte contribution à la botanique, en particulier grâce à Michele Tenore, auteur de la Flora Napolitana, ainsi qu'à Domenico Cirillo, Vincenzo Petagna et Guglielmo Gasparrini. La zoologie napolitaine eut pour éminent représentant Oronzio Gabriele Costa, dont la classification correcte du Branchiostoma lanceolatum (lancelet), découvert dans les eaux du golfe de Naples, permit d'identifier en cet animal marin le chaînon manquant entre invertébrés et vertébrés — un apport majeur à la formulation de la théorie de l'évolution de Darwin.
Il convient également de mentionner l'école de médecine napolitaine, dont le plus illustre représentant fut Domenico Cotugno. Recteur de l'université de Naples, il se distingua par d'importantes découvertes en neurologie, obtenues grâce à la méthode de la dissection. Enfin, la ville est aussi liée à l'origine de l'anatomie comparée : Marco Aurelio Severino fut l'auteur de la Zootomia democritea, le tout premier traité général au monde en la matière.

### Événements culturels

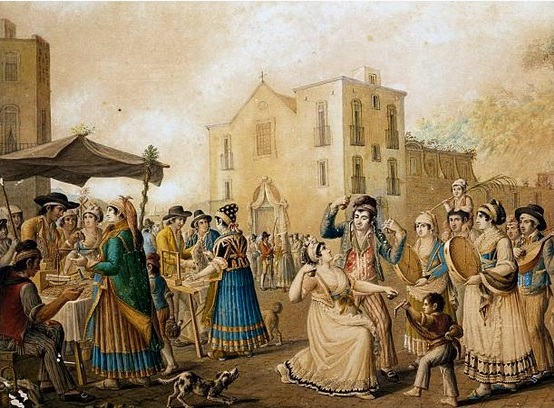
Représentation du festival de Piedigrotta en 1813.

La richesse culturelle de Naples se reflète aussi dans la salve de festivals qui ponctuent le calendrier de la ville. Voici une liste de quelques-uns des festivals les plus notables :
- Festival de Piedigrotta - un événement musical généralement organisé en septembre, en l'honneur de la célèbre Madone de Piedigrotta. Tout au long du mois, des ateliers musicaux, concerts, événements religieux et activités pour enfants sont proposés pour divertir les Napolitains[210] ;
- Pizzafest - Naples étant réputée pour être le berceau de la pizza, la ville organise un festival de onze jours consacré à ce plat emblématique. Cet événement attire autant les Napolitains que les touristes, et de nombreux stands proposent une vaste gamme de pizzas napolitaines authentiques à déguster. En plus des dégustations, des spectacles et animations variés sont proposés[211] ;
- Maggio dei Monumenti (Mai des Monuments) - un événement culturel lors duquel la ville organise diverses manifestations spéciales pour célébrer la naissance du roi Charles de Bourbon. Ce festival met en avant l'art et la musique du XVIIIe siècle, et de nombreux bâtiments habituellement fermés au public sont ouverts aux visiteurs pour l'occasion (tous les ans depuis 1992)[212] ;
- Il Ritorno della festa di San Gennaro (Le Retour de la fête de Saint Janvier) - une célébration annuelle et une fête religieuse de trois jours en l'honneur de saint Janvier. Le festival comprend des parades, des processions religieuses et des animations musicales. Une célébration similaire est également organisée chaque année dans le quartier de Little Italy à Manhattan[213] ;
- Napoli Comicon - foire internationale dédiée à la bande dessinée et au divertissement ;
- NauticSud - salon international de sport nautique ;
- Prix Napoli - prix littéraire décerné chaque année à Naples depuis 1954 ;
- Napoli Film Festival - festival de cinéma actif depuis 1997.

### Langues

Répartition des différents dialectes napolitains.

La langue napolitaine (napulitano), langue néolatine du groupe italo-roman méridional, est principalement parlée dans la ville de Naples ainsi que dans la région de la Campanie. Elle s'est également diffusée dans d'autres parties du sud de l'Italie ainsi que dans de nombreuses régions du monde en raison des migrations napolitaines. Le 14 octobre 2008, une loi régionale a été adoptée en Campanie pour protéger l'usage de la langue napolitaine.
Ses premières attestations écrites remontent à 960 avec la parution des Placiti Campani, et la première œuvre prosaïque composée en napolitain, les Diurnali, est attribuée à Matteo Spinelli. À partir de 1442, par la volonté d'Alphonse V d'Aragon, le napolitain littéraire devint la langue officielle de la chancellerie royale en lieu et place du latin jusqu'en 1501. Il fut ensuite remplacé par le toscan (italien), à la demande de l'Académie pontanienne, décision définitivement entérinée en 1554 par Girolamo Seripando. L'italien fut ainsi adopté par tous les anciens États italiens pré-unitaires, sauf dans le royaume insulaire de Sardaigne, où il ne deviendra officiel qu'au XVIIIe siècle. Au XVIIe siècle, l'italien est la langue la plus imprimée à Naples (53,6 % des livres), suivie du latin (38,8 %) ; le napolitain tient une place beaucoup plus marginale (moins de 1 %). Malgré cela, le napolitain conservait un rôle primordial dans l'usage oral, coexistant avec l'italien dans un régime de diglossie.
Parmi les auteurs de langue napolitaine, on se souvient de Giulio Cesare Cortese (Vaiasseide) et Giambattista Basile (Lo cunto de li cunti), rendu célèbre par la traduction de Benedetto Croce.
Le terme « napolitain » est souvent utilisé pour désigner la langue parlée dans toute la Campanie (à l'exception du Cilento) et est parfois appliqué à l'ensemble des langues du centre-sud de l'Italie. Ethnologue désigne ce groupe linguistique sous le nom de Napoletano-Calabrese. Ce groupe linguistique est répandu dans la majeure partie du sud de l'Italie continentale, à savoir les alentours de Gaète et de Sora dans le sud du Latium, le sud des Marches et des Abruzzes, le Molise, la Basilicate, le nord de la Calabre et des Pouilles.
En 1976, on estimait à 7 047 399 le nombre de locuteurs natifs de ce groupe dialectal.

### Cuisine

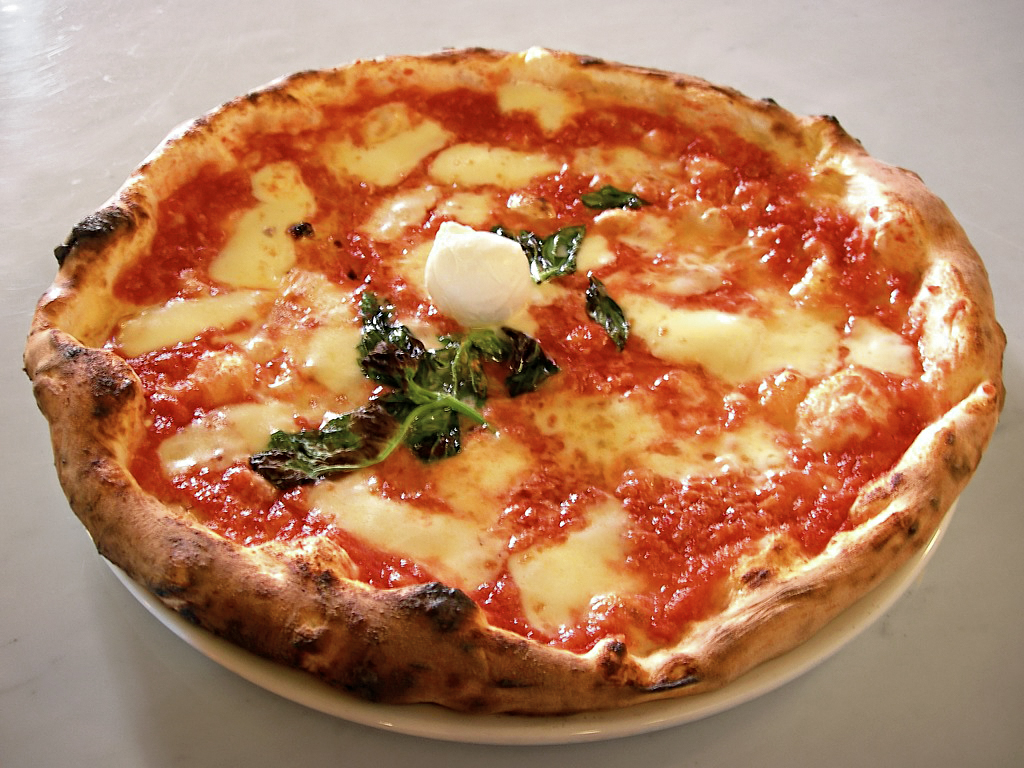
La pizza a vu le jour à Naples.

Naples est mondialement célèbre pour sa cuisine et ses vins, qui reflètent les diverses influences culturelles ayant marqué l'histoire de la ville, notamment grecques, espagnoles et françaises. La cuisine napolitaine a émergé comme un style culinaire distinct au XVIIIe siècle, caractérisée par ses saveurs riches malgré sa faible diversité d'ingrédients censée à l'origine la rendre accessible à toute la population (y compris les plus pauvres). Les plats à base de pâtes abondent dans la cuisine locale : pasta e fagioli, spaghetti aglio e olio, spaghetti alla puttanesca, au ragù napoletano ou aux friarelli (brocolis). Certaines recettes plus nobles, telles que le timballo et le sartù di riso, sont préparées lors des grandes occasions.
La ville est reconnue comme le berceau de la pizza. À l'origine un plat simple destiné aux classes populaires, la pizza a gagné en popularité auprès de l'aristocratie sous le règne de Ferdinand IV. La célèbre pizza margherita doit son nom à la reine Marguerite de Savoie qui en a dégusté une lors de sa visite de la ville. La pizza napolitaine est traditionnellement cuite dans des fours à feu de bois et, depuis 2004, sa préparation est soumise à des règles strictes. Ses ingrédients authentiques sont : de la farine de blé, de l'eau minérale, des tomates pelées ou des tomates cerises fraîches, de la mozzarella, du sel de mer et de l'huile d'olive extra vierge.
Le nom de Naples est également pour certains synonyme de spaghetti agrémentés de palourdes (spaghetti alle vongole) ou d'autres fruits de mer. La proximité maritime se reflète dans une grande variété de plats locaux à base de produits de la mer, tels que : l'impepata di cozze (moules pimentées), le purpetiello affogato (poulpe poché dans un bouillon), les alici marinate (anchois marinés), le baccalà alla napoletana et le baccalà fritto (plats de morue populaires à Noël). Parmi les autres plats napolitains emblématiques, on trouve la parmigiana di melanzane et le casatiello (gâteau salé traditionnellement consommé à Pâques).
La gastronomie napolitaine compte également une variété de desserts renommés : les zeppole, le babà (gâteau imbibé de rhum), les sfogliatelle (viennoiserie en forme de coquille, garnie de ricotta), la pastiera (tarte sucrée à base de ricotta et de blé, traditionnellement préparée pour Pâques) ou encore les struffoli (boules de pâte enrobées de miel, consommées à Noël). La ville est également renommée pour son gelato, une glace aux saveurs fruitées, et sa culture du café. La cuccuma ou cuccumella, cafetière napolitaine, a précédé l'invention de la machine à expresso et a inspiré celle de la Moka (dite cafetière italienne).
Les terres volcaniques fertiles autour du Vésuve produisent des vins renommés tels que le Lacryma Christi (Larmes du Christ) et le terzigno. Naples est également le berceau du limoncello, une liqueur de citron acidulée appréciée dans le monde entier.
En mai 2024, Time Out a déclaré Naples meilleure ville gastronomique, consolidant ainsi sa réputation de capitale culinaire.

### Personnalités liées à Naples
- Giancarlo Esposito
- Girolamo Abos
- Niccolò Acciaiuoli
- Joseph Acton
- Adam de la Halle
- Vittoria Aganoor
- Alphonse V d'Aragon
- Amédée VI de Savoie
- Enrico Alvino
- Juan Andrés
- Gaetano Arfé
- Augustin d'Ancône
- André Avellin
- Paolo Avitabile
- Giovanni Balducci
- Antonio Bassolino
- Vincenzo Bellini
- Regina Bianchi
- Boccace
- Paolo Boï
- Caroline Bonaparte
- Louis Ier d'Anjou
- Louis II d'Anjou
- Charles de Durazzo
- Gioacchino Toma
- Joseph Bonaparte
- Zénaïde Bonaparte
- Ludovico Bonito
- Amadeo Bordiga
- Charles-Joseph Bresson
- Abraham Bruegel
- Giordano Bruno
- Eliseo Calenzio
- Ranieri de' Calzabigi
- Tommaso Campanella
- Jean Caracciolo
- Oliviero Carafa
- Le Caravage
- Raimond de Cardona
- Luigi Carnera
- Alfonso Castaldo
- Charles Ier de Sicile
- Charles II d'Anjou
- Charles III d'Espagne
- Charles Martel de Hongrie
- Annibal de Ceccano
- Miguel de Cervantes
- Francesco Cilea
- Charles III de Naples
- Marie de Hongrie
- Marie de Castille
- Domenico Cimarosa
- Domenico Cirillo
- Sebastiano Conca
- Gonzalve de Cordoue
- Belisario Corenzio
- Oronzio Gabriele Costa
- Francesco Crispi
- Benedetto Croce
- Elisabeth Craven
- Girolamo Crescentini
- Vincenzo de Cesati
- Wirich de Daun
- Bernardo De Dominici
- Eduardo De Filippo
- Annibale De Gasparis
- Andrea De Jorio
- Aurelio De Laurentiis
- Dino De Laurentiis
- Enrico De Nicola
- Francesco De Sanctis
- Tito Livio De Sanctis
- Vittorio De Sica
- Giovanni Maria Della Torre
- Stefano Delle Chiaje
- Isabelle des Baux
- Jeanne d'Aragon
- Monsù Desiderio
- Anton Dohrn
- Le Dominiquin
- Alexandre Dumas
- Stendhal
- Egidio Duni
- Francesco Durante
- Emmanuel d'Elbeuf
- Cosimo Fanzago
- Michelangelo Fardella
- Ferdinand Ier de Naples
- Ferdinand II des Deux-Siciles
- Aurelio Fierro
- Carlo Filangieri
- Gaetano Filangieri
- Valentino Fioravanti
- Giuseppe Firrao
- Domenico Fontana
- Fra Diavolo
- Joseph-Boniface Franque
- Frédéric Ier de Bade-Bade
- Saint Gaétan
- Franchini Gaffurio
- Jacques de la Marche
- Conradin
- Antonio Genovesi
- Artemisia Gentileschi
- Carlo Gesualdo
- Francesco Ghinghi
- Gilbert de Montpensier
- Mauro Giuliani
- Giuliano da Maiano
- Vincenzo Grimani
- Giovanni Antonio Guido
- Giovanni Gussone
- Jacob Philipp Hackert
- William Hamilton
- Henri III de Bar
- Louis Henry
- Innocent IV
- Jacques II de Bourbon
- Jean de Durazzo
- Jeanne Ire de Naples
- Jeanne II de Naples
- Niccolò Jommelli
- Christoph Heinrich Kniep
- Charles de Lannoy
- Dionysius Lardner
- Diego Innico Caracciolo
- Raimondo di Sangro
- Leonardo Leo
- Giacomo Leopardi
- Alphonse de Liguori
- Sophia Loren
- Louis II de Montpensier
- Louis III d'Anjou
- Louis de Gravina
- Lupercio Leonardo de Argensola
- Amedeo Maiuri
- Curzio Malaparte
- Errico Malatesta
- Pascal-Stanislas Mancini
- Diego Armando Maradona
- Marie de Bourbon
- Marie en Bavière
- Marie-Amélie de Saxe
- Marie-Caroline d'Autriche
- Marie-Christine de Savoie
- Giuseppe Martucci
- Masaniello
- Isabelle de Tarente
- Michelangelo Naccherino
- Béatrice de Naples
- Ippolita Maria Sforza
- René d'Anjou
- Masuccio Salernitano
- Franz Mayor de Montricher
- Saverio Mercadante
- Giuseppe Mercalli
- Saint Joseph Moscati
- Joachim Murat
- Pedro Navarro
- André-Robert Andréa de Nerciat
- Umberto Nobile
- Adolphe Nourrit
- Pietro Omodeo
- Diego Ortiz
- Pietro Ostini
- Othon IV de Brunswick-Grubenhagen
- Giovanni Paisiello
- Luigi Palmieri
- Hyacinthe Paoli
- Pascal Paoli
- Giuseppe Patroni Griffi
- Giovan Francesco Penni
- Guglielmo Pepe
- Florestano Pepe
- Giovanni Battista Pergolesi
- Antoine Perrenot de Granvelle
- Bachisio Raimondo Motzo
- Frank Alvord Perret
- Giuseppe Piazzi
- Niccolò Vito Piccinni
- Anton Sminck Pitloo
- Armand Point
- Giovanni Pontano
- Francisco de Quevedo
- Raymond II de Cardone
- Jean Reynier
- José de Ribera
- Robert d'Anjou
- Rodriguez Ponce de Léon
- Francesco Rosi
- Luigi Rossi
- Fabrizio Dionigi Ruffo
- Enrico Ruta
- Andrea Sabbatini
- Antonio Sacchini
- Christophe Saliceti
- Alonso Salmeron
- Alessandro Scarlatti
- Heinrich Schliemann
- Raffaele Sansoni Riario
- Francesco Pignatelli
- Crescenzio Sepe
- Matilde Serao
- Toni Servillo
- Marco Aurelio Severino
- Francesco Siacci
- Francesco Solimena
- Giorgio Sommer
- Micco Spadaro
- Carl Ludwig Sprenger
- Silvio Stampiglia
- Massimo Stanzione
- Bernardo Tanucci
- Le Tasse
- Sigismund Thalberg
- Johannes Tinctoris
- Tino di Camaino
- Lorenzo Tonti
- Giovanni Maria Trabaci
- Tommaso Traetta
- Massimo Troisi
- Alessandro Trotter
- Antonio Valente
- Amable de Baudus
- Nicola Fago
- Maurizio Valenzi
- Giambattista Vico
- Virgile
- Leonardo Vinci
- Pierre-Jacques Volaire
- Giuseppe Zurlo
- Nunzio Sulprizio
- Ludovic de Casoria
- Gaétan Errico
- Lucky Luciano
- Michel Troja
- Marie Laurence Longo
- Alberto Grimaldi
- Robert Fano
- Juan de Valdés
- François de Geronimo
- Ferdinando Visconti
- Rosalia Maggio
- Eusapia Palladino
- Giovanni Francesco Gemelli Careri
- Ennio Fantastichini
- Mauro Gioia
- Maria Bakunin
- Matilde Serao
- Jeanne-Antide Thouret
- Corrado Giaquinto
- Maria Gargani
- Giambattista della Porta

#### Ouvrages anciens
- (fr) Stanislao d'Aloe, Naples, ses monumens et ses curiosités, avec un catalogue détaillé du Musée royal bourbon, suivi d'une description d'Herculanum, Pompéi, Stabies, Pæstum, Pouzzoles, Cumes, Baïa, Capoue, etc., Imprimerie Piscopo, Naples, 1856, 602 p.

#### Ouvrages contemporains
- Sébastien Allard, Sylvain Bellenger et Charlotte Chastel-Rousseau, Naples à Paris : Le Louvre invite le musée de Capodimonte, Gallimard, 2023, 320 p. (ISBN 978-2073013088).
- (fr) Colette Vallat, Brigitte Marin et Gennaro Biondi, Naples : démythifier la ville, L'Harmattan, Paris, 1998, 362 p.  (ISBN 9782738454317)

### Filmographie
- Naples, ville ouverte, film documentaire de Ben Hopkins (en), Royaume-Uni, 2009, 70'